# Bildtafel der Verkehrszeichen in der Bundesrepublik Deutschland von 1971 bis 1992

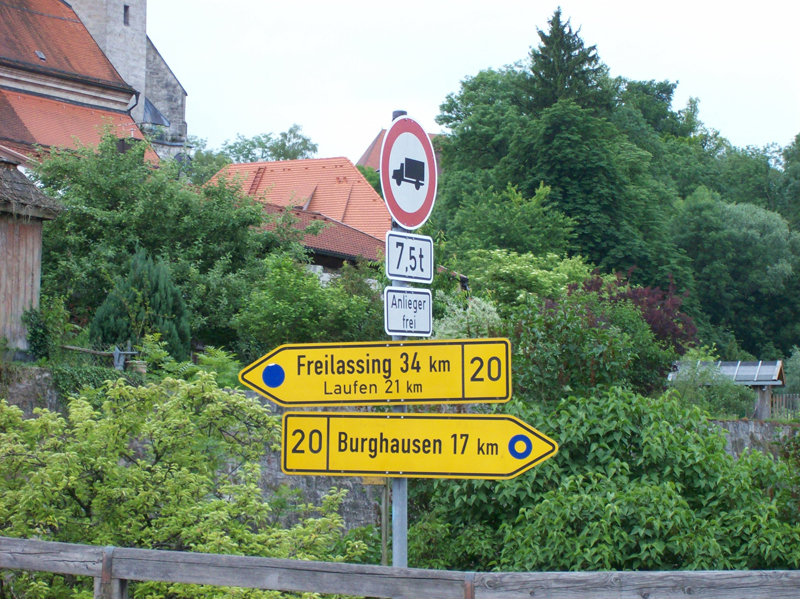
2008 hatte sich die Beschilderung der StVO von 1970 an manchen Orten noch vollständig erhalten. Die blauen Punkte auf den Wegweisern wurden 1972 vor den Olympischen Spielen in München zur Umleitung des Fernverkehrs angebracht.

Die Bildtafel der Verkehrszeichen in der Bundesrepublik Deutschland von 1971 bis 1992 zeigt die Verkehrszeichen in der Bundesrepublik Deutschland, wie sie durch die Straßenverkehrs-Ordnung (StVO) in der Fassung vom 16. November 1970 beschlossen worden sind. Mit der neuen StVO wurden die Bestimmungen des Wiener Übereinkommens über Straßenverkehrszeichen, welches 1968 von der Bundesrepublik unterzeichnet und 1977 zusammen mit dem Wiener Übereinkommen über den Straßenverkehr, zwei europäischen Zusatzübereinkommen und einem Protokoll über Straßenmarkierungen ratifiziert wurde, umgesetzt. Diese StVO trat am 1. März 1971 in Kraft. Die neuen Verkehrszeichen und Zusatzschilder wurden allerdings erst im Verkehrsblatt 14, 1972, mit ihren Bemaßungen veröffentlicht und konnten daher erst ab diesem Zeitpunkt in der neuen Form von der Industrie hergestellt werden. Neben den Verkehrszeichen der StVO wird hier unter anderem auf straßenverkehrstechnisch relevante Zeichenanordnungen im Verkehrsblatt, in der Eisenbahn-Bau- und Betriebsordnung (EBO) und in der Straßenbahn-Bau- und Betriebsordnung (BOStrab) eingegangen.

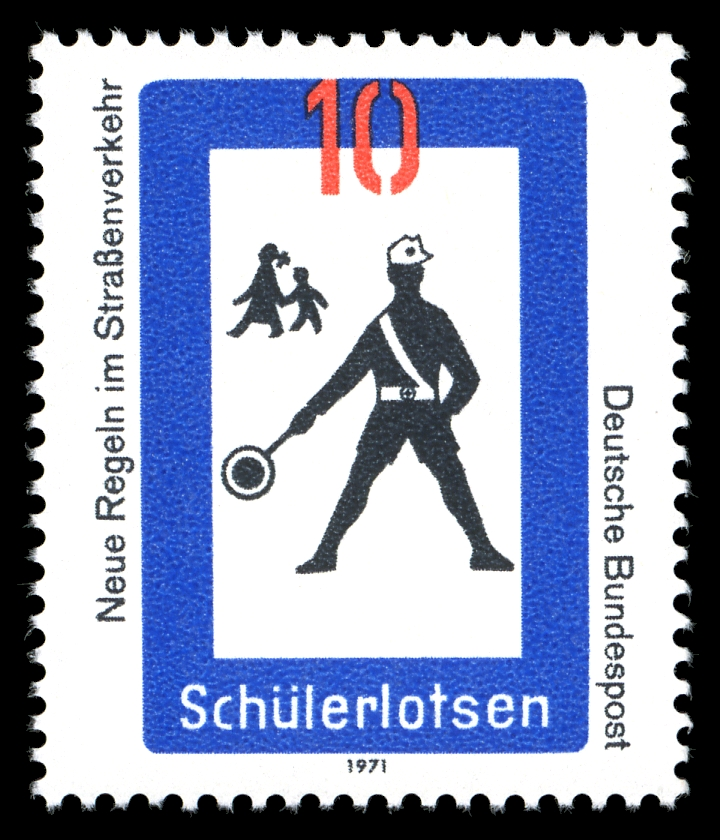
Verkehrszeichen „Schülerlotsen“ aus der 1971 zur neuen Straßenverkehrs-Ordnung erschienen Briefmarkenserie Neue Regeln im Straßenverkehr.

Auch wenn viele Regelungen und Verkehrszeichen in der damaligen Form inzwischen nicht mehr gültig sind, bildete insbesondere die Reform der StVO von 1970 die Basis für die weitere Entwicklung der Verkehrszeichen bis heute. Die letzte große Novelle der Straßenverkehrs-Ordnung vor 1970 war am 1. Mai 1956 in Kraft getreten und fußte noch auf der Neufassung von 1937. Den ersten Aufklärungskampagnen zu dieser Straßenverkehrs-Ordnung war nur relativ geringer Erfolg beschieden, was 1972 auf fehlende Mittel zurückgeführt wurde. Offensichtlich hatte auch eine Briefmarkenkampagne der Deutschen Bundespost im Jahr 1971 wenig Beachtung gefunden. Der Einführung der neuen Verkehrszeichen wurde eine Übergangsfrist von 1971 bis 1978 eingeräumt.
„Verkehrszeichen, die den Bildern der Anlage zur StVO nicht nur in Kleinigkeiten nicht entsprechen (sog. Phantasiezeichen), sind regelmäßig nichtig, daher unbeachtlich und auch nicht bußgeldbewehrt.“ Trotz dieser deutlichen Verlautbarung aus dem Bundesverkehrsministerium im Verkehrsblatt Nummer 21 von 1971 wurden während der langen Laufzeit der StVO, insbesondere in der Zeit vor 1992, unzählige unzulässige Varianten von lokalen Behörden veröffentlicht und/oder geduldet.

## Farben

Das auf der Rückseite der amtlichen Verkehrsschilder angebrachte RAL-Gütezeichen bezeugte eine qualitativ gleichbleibende, hochwertige Ausführung. Der hier gezeigte Aufkleber wurde seit 1983 verwendet.

Für die Bewertung der Farben galt die im Juni 1970 geschaffene DIN 6171 „Aufsichtsfarben für Verkehrszeichen, Farben und Farbgrenzen bei Beleuchtung mit Tageslicht“. In den Gütebedingungen waren Mindestrückstrahlwerte nach DIN 67 520, Blatt 1, festgelegt und von den mit einem Gütezeichen versehenen Verkehrszeichen im Neuzustand einzuhalten. Die Überprüfung der genannten Eigenschaften hatte nach den Prüfvorschriften für die einzelnen Verkehrszeichenarten zu erfolgen. Die Untersuchungen wurden von der damaligen Bundesanstalt für Materialprüfung in Berlin-Dahlem durchgeführt. Zusätzlich gab der RAL zu Beginn der 1970er Jahre die Farbkarten „RAL-F 7 Reflexfarben“ und „RAL-F 81 Farben im Straßenverkehr“ heraus, welche die Farben der Verkehrszeichen im Neuzustand zeigten. Die in der Sonderfarbreihe RAL-F 7 festgelegten Farbtöne sind:
- RAL 2006, RAL 3019, RAL 3030, RAL 5016, RAL 6030, RAL 8026, RAL 9014, RAL 9019

Die in der Sonderfarbreihe RAL-F 81 festgelegten Farbtöne sind:
- RAL 1023 (Verkehrsgelb), RAL 2009 (Verkehrsorange), RAL 3020 (Verkehrsrot), RAL 4006 (Verkehrspurpur), RAL 5017 (Verkehrsblau), RAL 6024 (Verkehrsgrün), RAL 7042 (Verkehrsgrau A), RAL 7043 (Verkehrsgrau B), RAL 9016 (Verkehrsweiß), RAL 9017 (Verkehrsschwarz)

Weitere Farben, die für Verkehrszeichen eingesetzt wurden, waren RAL 1003 (Signalgelb), beispielsweise für Zeichen 306/307 (Vorfahrtstraße), sowie RAL 5005 (Signalblau), beispielsweise für Fahrtrichtungszeichen.

## Typographie und Beschriftung

Alte und neue DIN-Schrift
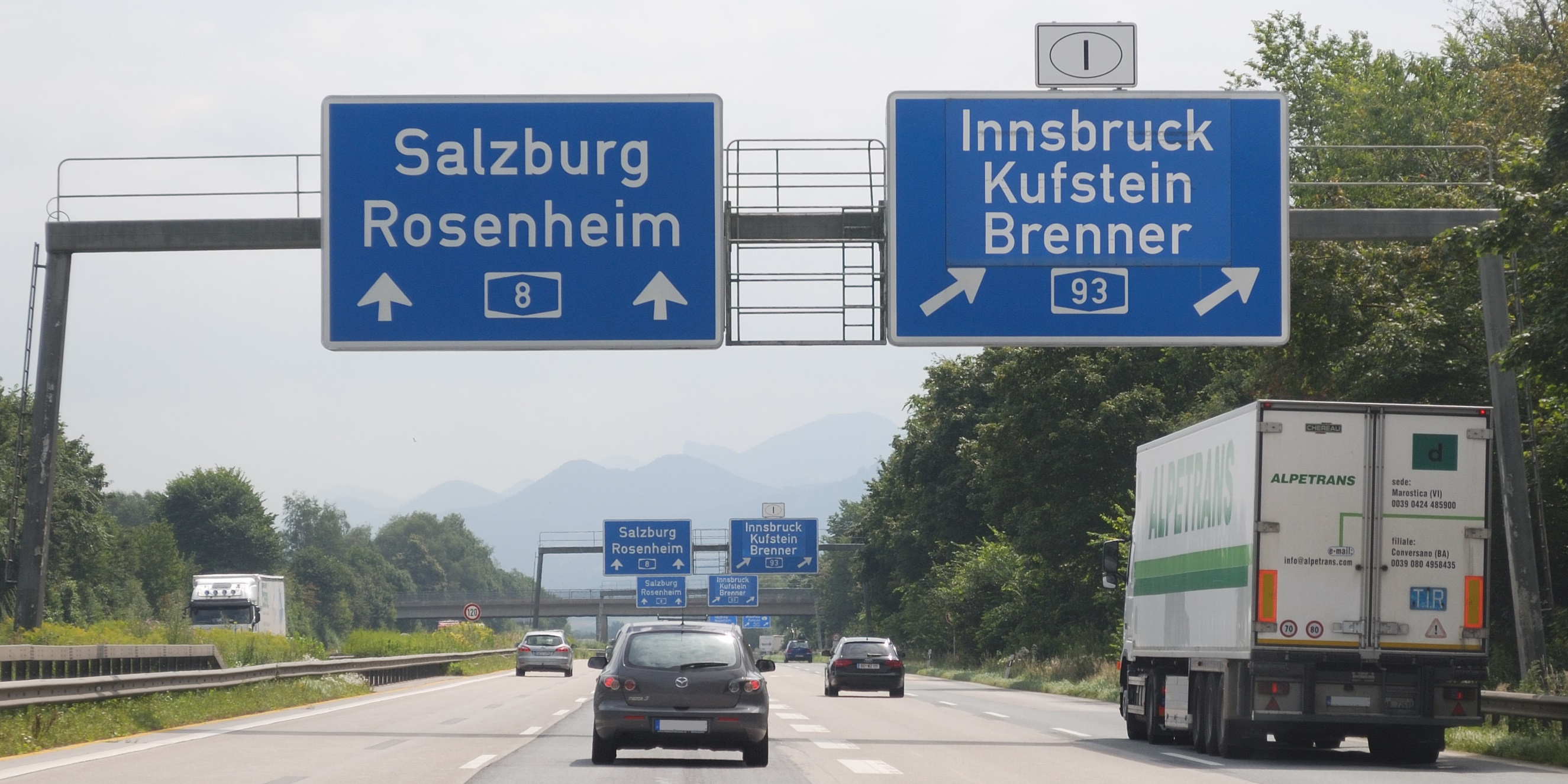
Blick auf eine Autobahn-Schilderbrücke im Jahr 2009. Das Schild links zeigt noch die alte DIN-Schrift, während die rechte Tafel mit der 1981 veröffentlichten Normschrift überarbeitet wurde.
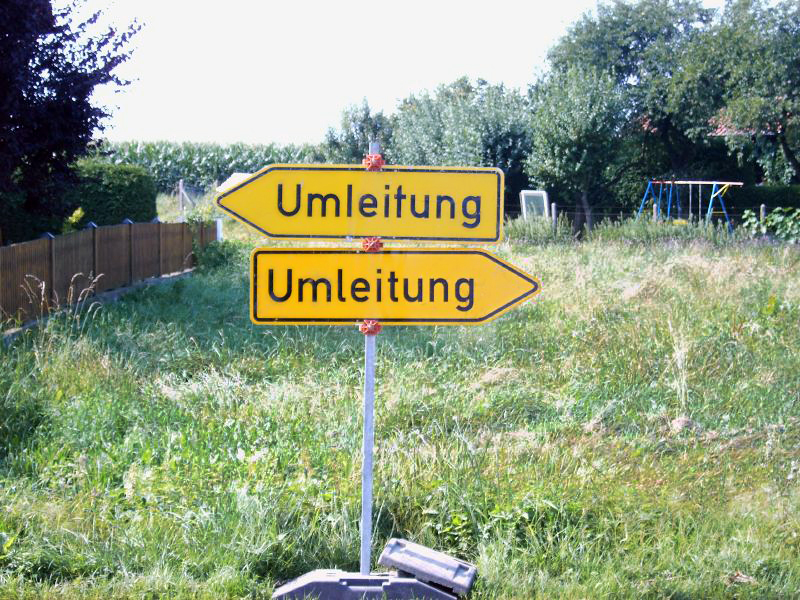
Dieses Foto von 2005 zeigt oben das 1971 eingeführte Umleitungsschild und unten ein entsprechendes nach 1981 entstandenes Zeichen.
Die fette Breitschrift auf einer zwischen 1976 und 1981 hergestellten Ortstafel (unten)

Im Jahr 1970 waren die typographischen Regeln nur relativ grob gefasst. Die Normschrift DIN 1451 in ihrer Ausprägung vom Februar 1951 blieb kontinuierlich in Gebrauch. Dies änderte sich am 24. November 1981, als viele überarbeitete Ziffernzeichen und Figuren im Verkehrsblatt veröffentlicht wurden, um eine bessere Lesbarkeit zu erzielen. Zudem entwickelte man Konzepte für eine sorgfältigere Laufweitengestaltung. Auch hierbei stand der Gesichtspunkt verbesserter Lesbarkeit im Vordergrund. Die typographischen Bemühungen dieser Zeit gehörten zu einer umfassenden Gestaltungsnovelle der Verkehrszeichen, die 1992 in der Einführung einer teilweise völlig neuen, radikal abstrahierenden Symbolsprache mündete. Mit der überarbeiteten DIN 1451, Teil 2, „Schriften, Serifenlose Linear-Antiqua, Schrift für den Straßenverkehr“ vom Mai 1980 verschwand der Schnitt Breitschrift aus dem Schriftenrepertoire der Verkehrszeichen. Nach Einführung der überarbeiteten DIN-Schriften galt ein Übergangszeitraum bis zum 31. Dezember 1984, an dem die Zeichen der bisherigen DIN 1451, Ziffer 6.3 (fette Mittelschrift, fette Engschrift sowie fette Breitschrift) weiterhin zugelassen waren.
Für die Schreibweise von Zielangaben auf Wegweisern wurden am 21. März 1972 in einem Rundschreiben des Bundesverkehrsministers die festgelegten Regeln nochmals verdeutlicht, da es abweichende Praxisbeispiele gab. Auf den Wegweisern sollten ausschließlich die amtlichen Bezeichnungen zu finden sein. Auch für ausländische Zielangaben in Grenznähe war nur die deutsche Schreibweise maßgeblich. Fremdworte waren zu vermeiden. So rief die Verwendung des Wortes Zentrum statt Stadtmitte besondere Kritik hervor. Insbesondere die der Rechtschreibung widersprechende Schreibweise Centrum fand bei der Mehrheit der Länder keine Unterstützung.

## Herstellung

Zeittypische Kombination eines Zielzeichens, hier mit dem Sinnbild der Deutschen Bundesbahn

Die Verkehrszeichen wurden nach den Bestimmungen der StVO vom 16. November 1970 hergestellt. Die Abmessungen und Ausführungsarten mussten unter anderem den im Verkehrsblatt-Verlag erschienen Richtlinien über Abmessung der Verkehrszeichen und der Zusatzschilder nach der StVO einschließlich ihrer Varianten vom 25. Mai 1972 und 26. Juli 1972 entsprechen. Zu beachten war hierzu außerdem die am 1. Januar 1976 in Kraft getretenen Änderung. Die Spationierung (Abstandsgestaltung) der Schriften auf den Zeichen erfolgte ab 1982 nach den Vorschriften im Verkehrsblatt 1982, Seite 284.

### Siebdruck und Folien
Vereinzelt wurden nach 1971 Verkehrszeichen noch in der kostspieligen Emaille-Technik hergestellt, in aller Regel wurde das bei Wind und Wetter ebenfalls bewährte Siebdruckverfahren angewandt, wobei der maschinelle oder halbmanuelle Druck mit ofentrockenen Farben unmittelbar auf das aufbereitete Schilderblech erfolgte. Wichtig war ein gleichmäßiger Farbaufdruck, den entsprechend feine Siebdruckgewebe bei 77 bis 100 Fäden pro Zentimeter ermöglichten. Insbesondere große Wegweiser und Vorwegweiser, aber auch viele weitere Schilder und Zusatzschilder wurden aber längst mithilfe von reflektierenden Folien beklebt, wobei die Metallschilder zuvor grundiert und lackiert worden waren. Eine weitreichende Verbreitung der selbstreflektierenden Folien wurde zu Beginn der 1970er Jahre allerdings noch durch den aufwendigen Herstellungsprozess verhindert, denn die Folien mussten von Hand ausgeschnitten werden. Gegen Ende der 1960er Jahre hatte daher eine verfahrenskombinierende Technik an Bedeutung gewonnen. Sie ermöglichte eine rationale Fertigung und brachte ebenfalls Vorteile bei der Lebensdauer von Schildern und Tafeln. Bei diesem Verfahren wurde eine Basisfolie im Siebdruckverfahren bedruckt. Das Ausschneiden entfiel damit. Die vom Gesetzgeber bei etlichen Zeichen verlangte retroreflektierende Wirkung der Folie musste durch die richtige Farbwahl und eine sorgfältige Herstellung gewährleistet bleiben. Die verschiedenen Herstellungsverfahren wurden von der Bundesanstalt für Straßenwesen (BASt) in aufwendigen Versuchen überprüft, bevor sie zugelassen wurden.

verschiedene Herstellungsverfahren
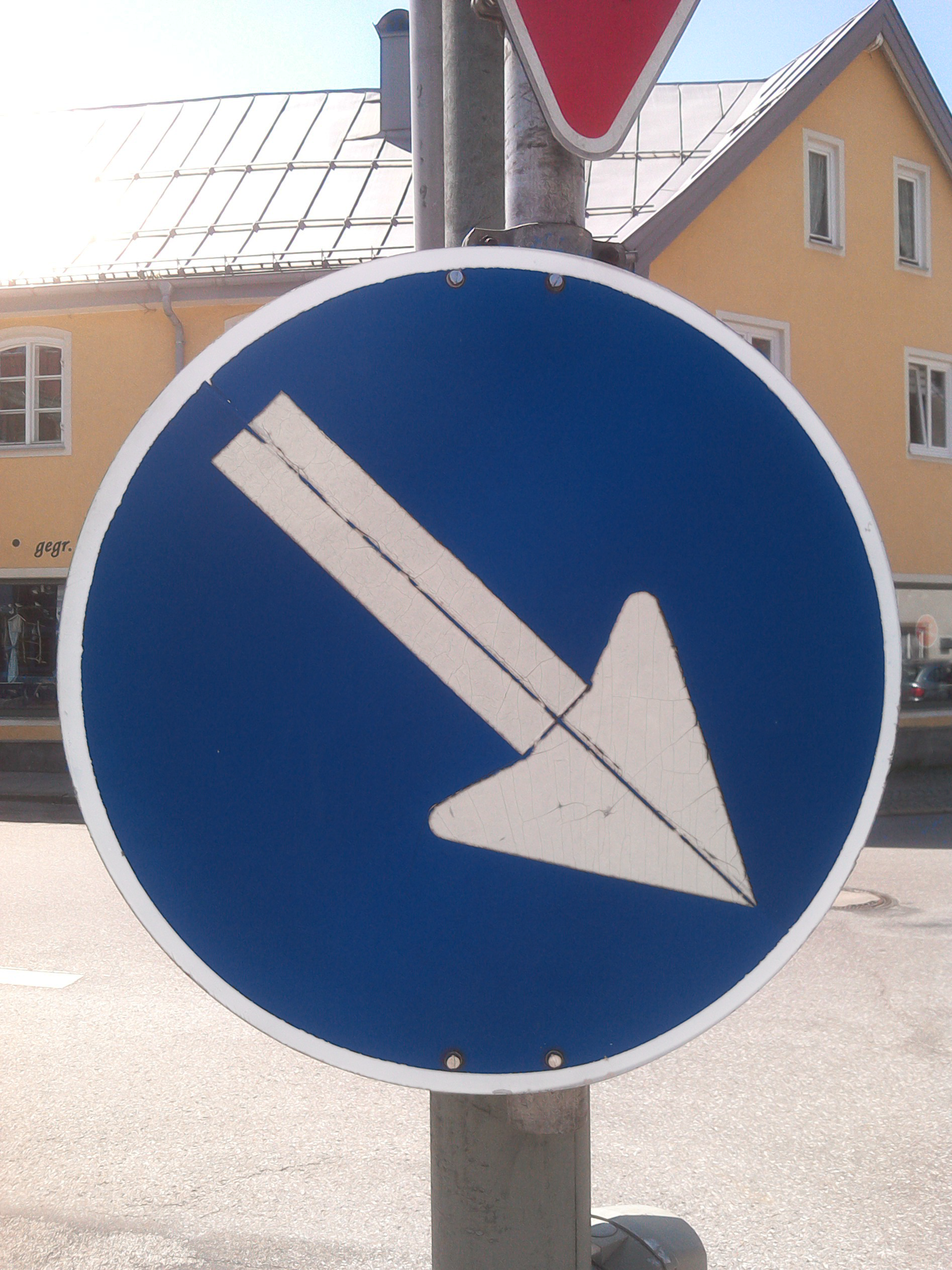
Grundiertes Schilderblech, beklebt mit ausgeschnittenen Folien aus dem Jahr 1973
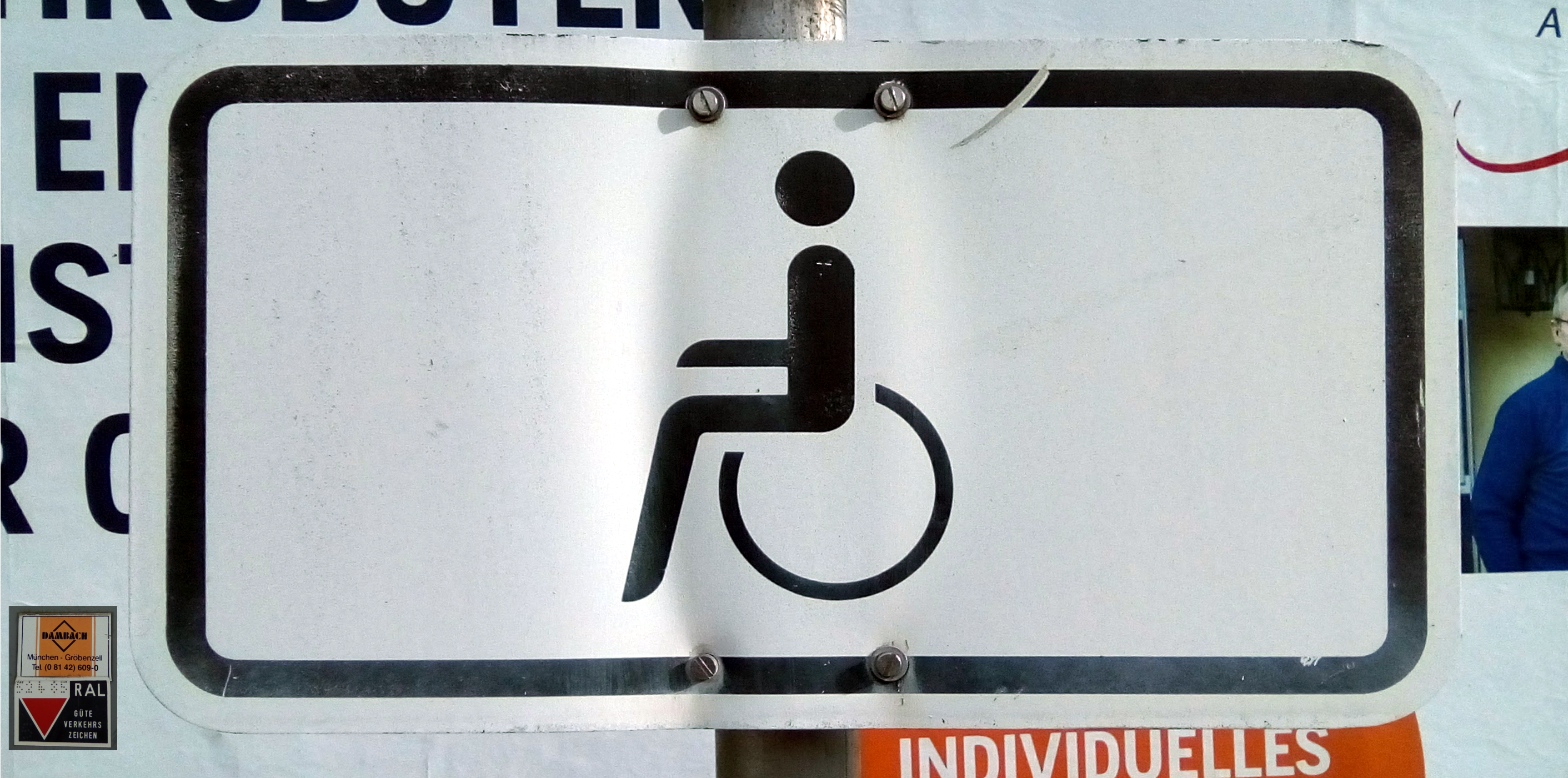
Unmittelbar bedrucktes, grundiertes Schilderblech aus dem Jahr 1985
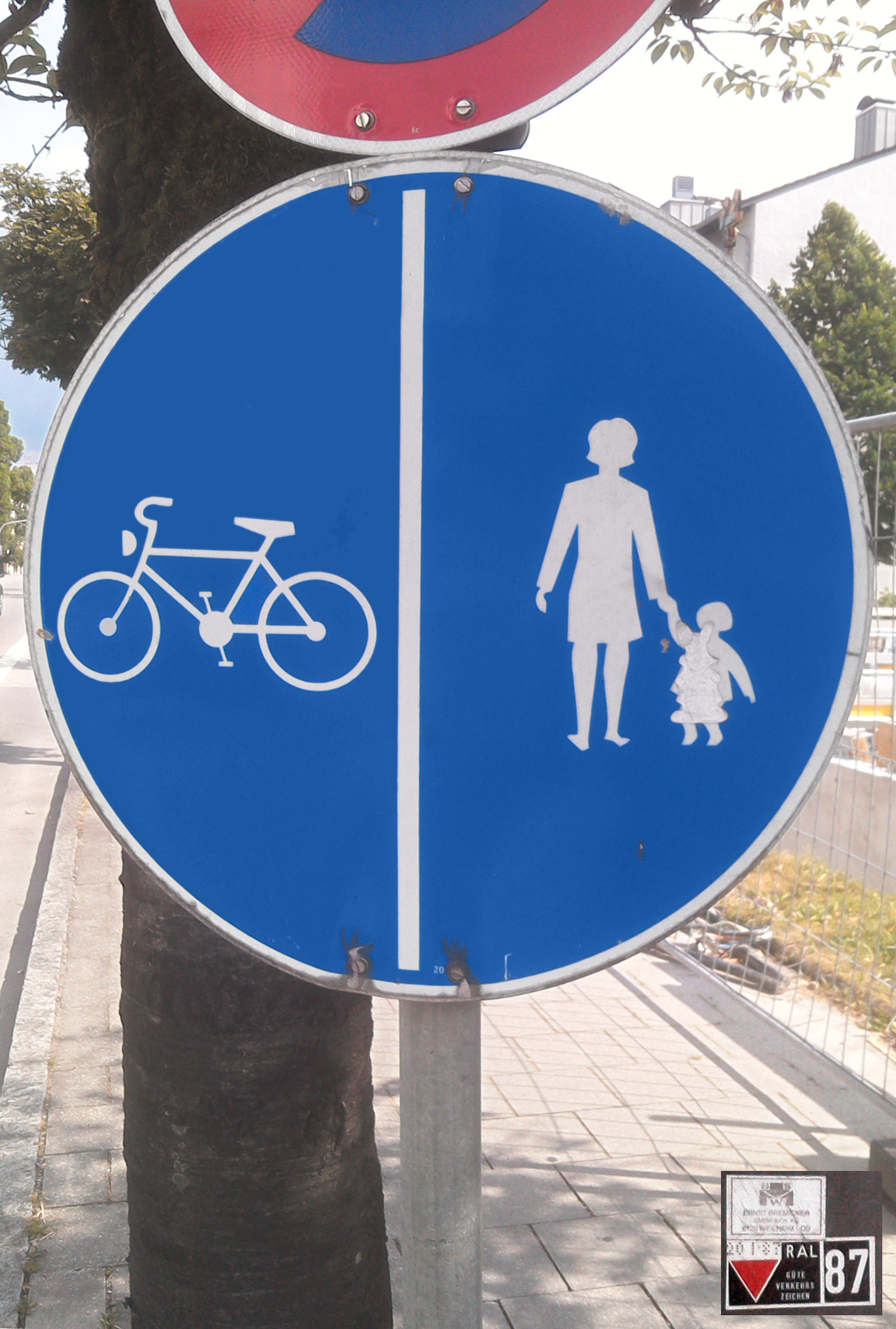
Grundiertes Schilderblech mit vollständig bedruckter Folie aus dem Jahr 1987

### Elektronisch gesteuerte Schablonenherstellung

Nach einem Vorbild nachkonstruiertes Musterbeispiel eines mit dem Programm „Autoschild“ erzeugten Verkehrszeichens (1977, Muster EB 12)

Für die einheitliche und stetig gleichbleibende Herstellung der Schilder wurden auch elektronische Datenverarbeitungsprogramme eingesetzt. So ermittelte beispielsweise das 1977 vorgestellte und in der Programmiersprache Fortran IV geschriebene Programm Autoschild „aus der Eingabe von Schildtexten und einigen Steuergrößen die erforderlichen Maßzahlen zur graphischen Gestaltung von Schilderdetailzeichnungen. Gleichzeitig wird eine Zeichendatei erstellt, durch deren Eingabe in eine automatische Zeichenanlage Schilderdetailzeichnungen angefertigt werden können.“
Zum damaligen Zeitpunkt war es bereits möglich, die DIN-Schriften in ihrem Umriss maßstabsgerecht umzusetzen. Bei allen anderen Schriftarten wurde pro Buchstabe ein maßstabsgerechtes Rechteck dargestellt.
Weitere Gestaltungsmöglichkeiten waren durch den Einsatz von Block- und Pfeilsteuerzeilen in den Programmen möglich. So konnte nach dem Absetzen des Textes an die Anlage der Pfeile in einem Schild herangegangen werden, wobei die vielfach komplexe Anordnung von Pfeilen und Typographie in den 1970er Jahren lediglich eine Teilautomatisierung zuließ. Dennoch senkte die elektronische Vorarbeit den Gestaltungsaufwand für Schilder drastisch. Für die Gestaltung von mehrzeiligen, linksbündigen Schildern war die jeweils längste Textzeile ausschlaggebend. Sie definierte die Mindestbreite des Zeichens.

### Herstellerspezifische Eigenheiten
Eine Besonderheit der Verkehrszeichen bis zur StVO-Novelle von 1992 bildete die Tatsache, dass sich insbesondere die Sinnbilder trotz klarer Vorgaben von Hersteller zu Hersteller unterschieden. Die vorgegebenen Musterzeichnungen wurden von den Unternehmen vielfach nach eigenen Interpretationen umgesetzt und in dieser Form kontinuierlich verwendet. Daher lassen sich viele Zeichen auch nach Jahrzehnten noch einzelnen Herstellern zuordnen, auch wenn der rückseitige auf den Schilderblechen angebrachte Herstelleraufkleber verloren gegangen ist.

Sinnbilder im Vergleich
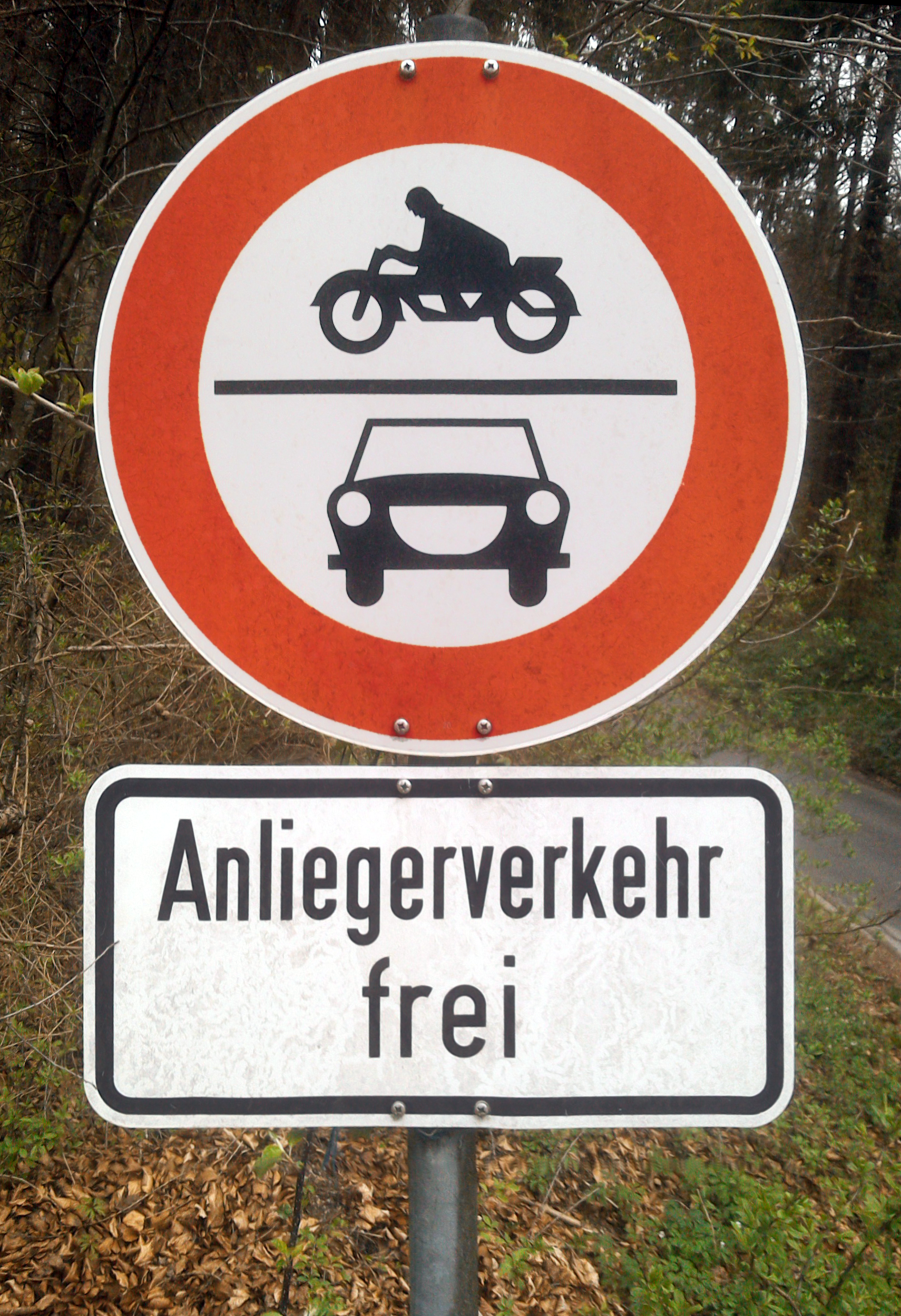
Sinnbilder des Unternehmens Ernst Bremicker, Weilheim in Oberbayern
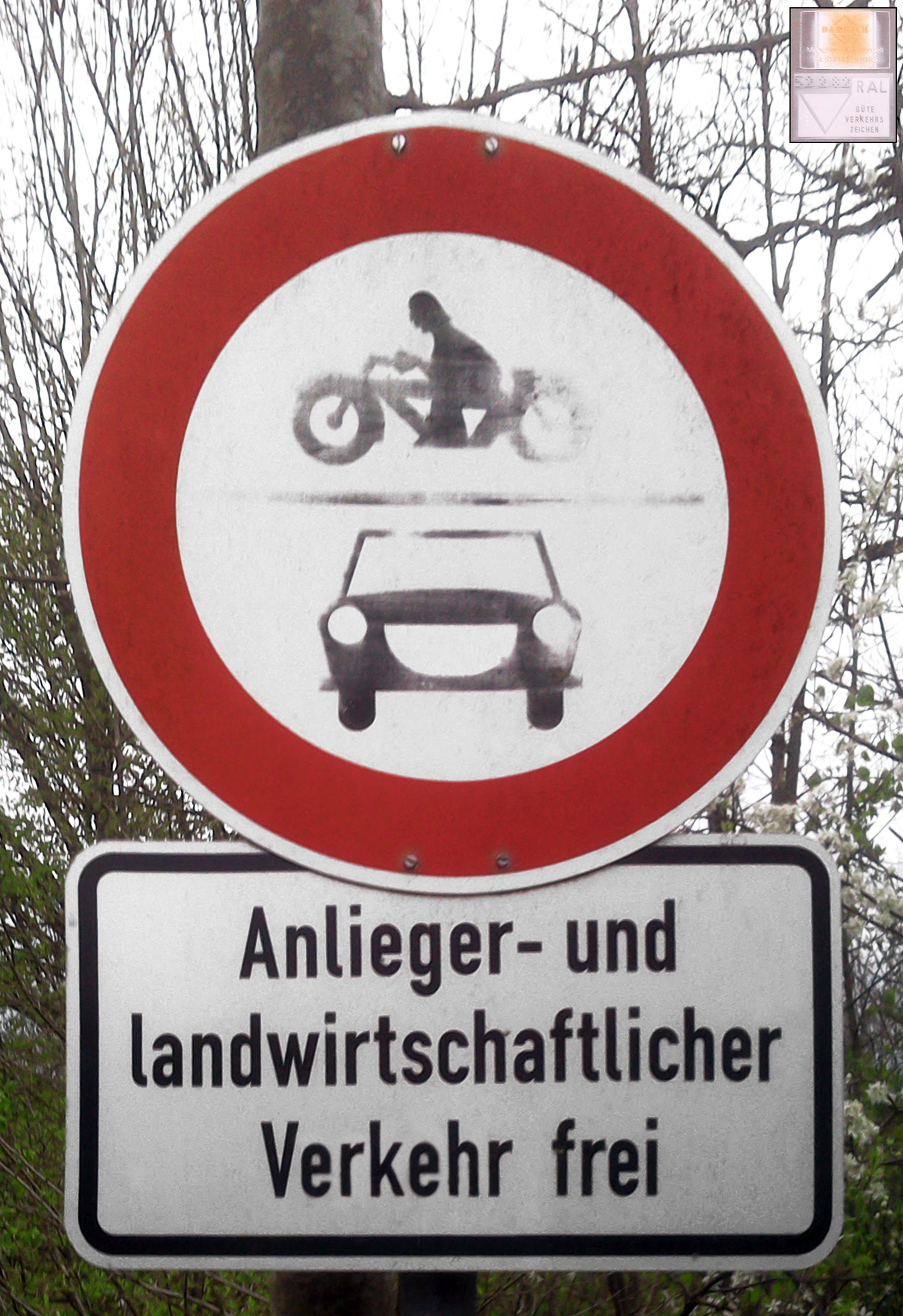
Sinnbilder des Unternehmens Adolf Dambach, München-Gröbenzell

## Neukonzeption der Sinnbilder ab 1980
Im Jahr 1980 wurden erste Entscheidungen zur Neugestaltung der Verkehrszeichen getroffen. Neben der oben erwähnten Einführung einer überarbeiteten DIN-Schrift sollte auch die Gestaltung der Verkehrszeichen selbst überdacht werden. Betont wurde bei dieser Überarbeitung, dass der Wiedererkennungswert eines Zeichens erhalten blieb. Es sollte jedoch ein graphisch einheitlicher, zeitloser Piktogrammcharakter gefunden werden. Bis zu der am 1. Juli 1992 gültig gewordenen Neugestaltungsnovelle blieben die meisten Verkehrszeichen jedoch von einer Überarbeitung unberührt. Ebenfalls 1980 wurde bestimmt, dass ab 1. Januar 1981 viele wichtige Zeichen nur noch in retroreflektierender Ausführung aufgestellt werden durften. Dies bedeutete auch, dass alle betroffenen Verkehrszeichen, die zum damaligen Zeitpunkt noch in lackierter Ausführung aufgestellt waren, im Laufe des Jahres 1980 ausgewechselt werden sollten.

## Stahlrohrrahmen und Alform-System
In den 1960er Jahren wurde die Montage von Verkehrszeichen in Stahlrohrrahmen immer beliebter und war weit verbreitet. Die Rahmen sollten die Schilder schützen und wurden zu dieser Zeit in den Hauptfarben der Verkehrszeichen – Gelb und Weiß – gestrichen. In den 1970er Jahren wurde das Streichen aufgegeben. Stattdessen waren die Rahmen nun feuerverzinkt. Bis zu Beginn der 1980er Jahre ging die Zahl der in Rohrrahmen montierten Verkehrszeichen wieder stark zurück. Seit 1969 wurde für das Alform-System geworben. Dieses System stabilisierte und schützte Verkehrszeichen, ohne auf die aufwendigen Rahmenkonstruktionen zurückgreifen zu müssen. Die Schilder erhielten nun ein variables, im Baukastenprinzip einsetzbares Randprofil aus Aluminiumblech. Dieser Profilrahmen wurde mittels Klemmschellen befestigt. Das System war so erfolgreich, dass es bald zum Angebot der meisten Schilderhersteller gehörte.

Stahlrohrrahmen und Alform-System
Verkehrszeichen mit gestrichenem Stahlrohrrahmen, nach einem Foto der 1970er Jahre
Ortstafel mit verzinktem Stahlrohrrahmen
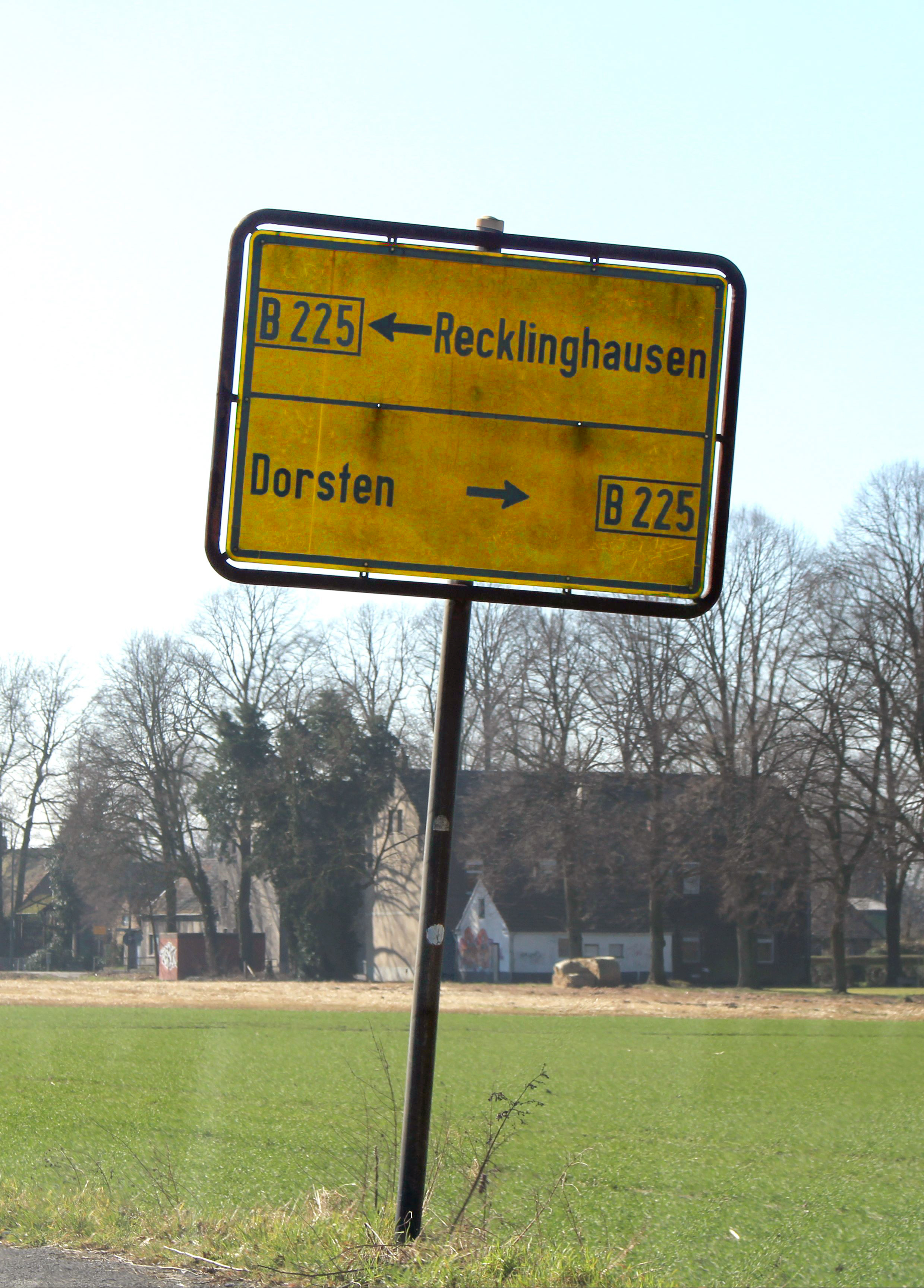
Früher Vorwegweiser der 1970er Jahre im verzinkten Rohrrahmen. Das Schild weist noch Anleihen aus den Vorgaben der StVO von 1956 auf
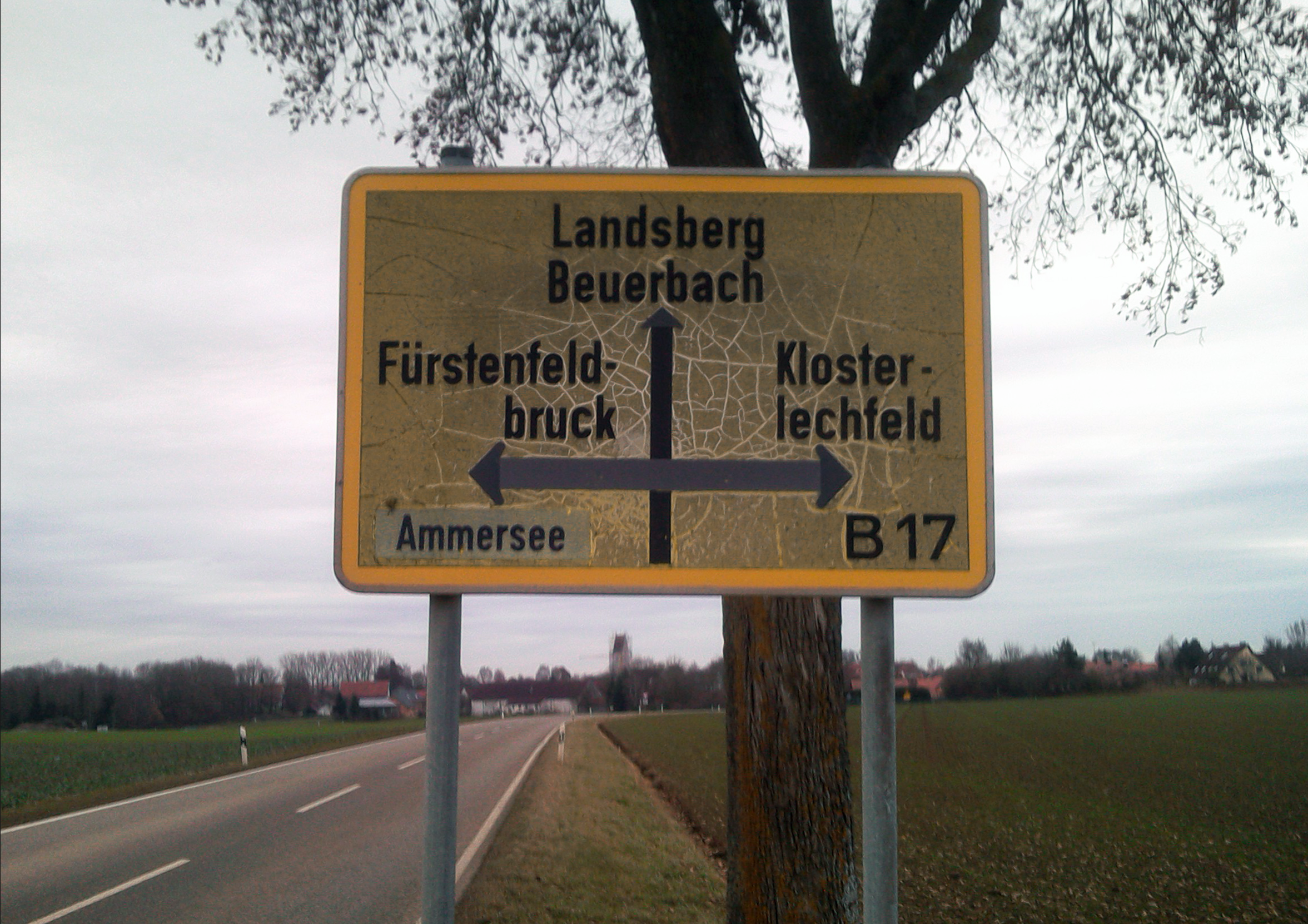
Vorwegweiser nach der Bauart Alform aus dem Jahr 1974

## Hinweise
Die folgende Auflistung der Verkehrszeichen sowie die vorangestellten Auszüge aus den Paragraphen entsprechen in ihrer Struktur der Darstellung im Bundesgesetzblatt 108, 1 von 1970. Die dort gegebene Darstellung wird durch weitere damals eingeführte Zeichen ergänzt. Zeichen, die erst nach dem 1. März 1971 und vor dem 1. Juli 1992 – dem Zeitpunkt des Inkrafttretens der 11. Verordnung zur Änderung der StVO – in Verwendung kamen, werden in einem gesonderten Absatz behandelt. In der StVO von 1970 ist noch von Zusatzschildern die Rede. Diese Sprachregelung wurde jedoch später geändert und durch das Wort Zusatzzeichen ersetzt. Mit Ausnahme der Originalzitate wird daher in den Texten das letztere Wort gebraucht.
Mit Ausnahme von erklärenden Ergänzungen sind die folgenden Texte in Auszügen unmittelbar aus dem oben genannten Bundesgesetzblatt herausgenommen worden und – entsprechend der historischen Bedeutung – in der damaligen Rechtschreibung belassen. Moderne Einschübe sind kursiv gesetzt.

## Sinnbilder nach § 39

Personenkraftwagen
Lastkraftwagen
Radfahrer
Fußgänger
Reiter
Treiber und Führer von Großtieren
Straßenbahn
Kraftomnibus
Personenkraftwagen mit Anhänger
Lastkraftwagen mit Anhänger
Kraftfahrzeuge, die nicht schneller als 20 km/h fahren können oder dürfen
Krafträder, auch mit Beiwagen
Fahrräder mit Hilfsmotor; später: Kleinkrafträder und Fahrräder mit Hilfsmotor
Gespannfuhrwerke
Kennzeichnungspflichtige Kraftfahrzeuge mit explosionsgefährlichen Stoffen
Fußgänger mit Handfahrzeugen oder sperrigen Gegenständen

## Gefahrzeichen zu § 40 StVO

Zusatzschild 841 Gefahr unerwarteter Glatteisbildung (700 × 350 mm)

Zeichen 153 Dreistreifige Bake (links) vor beschranktem Bahnübergang; bisher: Bild 8
Zeichen 156 Dreistreifige Bake (rechts) vor unbeschranktem Bahnübergang; bisher: Bild 7
Zeichen 157 Dreistreifiger Bake (links)
Zeichen 158 Dreistreifiger Bake (rechts)

Zeichen 159 Zweistreifige Bake (links); bisher: Bild 9
Zeichen 160 Zweistreifige Bake (rechts)

(1) Gefahrzeichen mahnen, sich auf die angekündigte Gefahr einzurichten. Sie sind nur dort angebracht, wo es für die Sicherheit des Verkehrs unbedingt erforderlich ist, weil auch ein aufmerksamer Verkehrsteilnehmer die Gefahr nicht oder nicht rechtzeitig erkennen kann und auch nicht mit ihr rechnen muss.
(2) Außerhalb geschlossener Ortschaften stehen sie im Allgemeinen 150 bis 250 m vor den Gefahrenstellen. Ist die Entfernung erheblich geringer, so ist sie auf einem Zusatzschild angegeben wie

Zusatzschild 741 nach 100 m (500 × 250 mm)

(3) Innerhalb geschlossener Ortschaften stehen sie im Allgemeinen kurz vor der Gefahrstelle.
Weitere Zusatzzeichen zeigten die Länge einer Gefahrenstrecke an:

Zusatzschild 742 Gefahrenstrecke auf einer Länge von 800 m (500 × 250 mm)
Zusatzschild 742 Gefahrenstrecke auf einer Länge von 3 km (500 × 250 mm)

(6) Gefahrenzeichen im Einzelnen:

Zeichen 101 Gefahrstelle; bisher: Bild 1

Ein Zusatzschild kann die Gefahr näher bezeichnen. So warnt das Zusatzschild

Zusatzschild 824 Schlechter Fahrbahnrand (750 × 350 mm)

vor schlechtem Fahrbahnrand. Das Zusatzschild

Zusatzschild 825 Wintersport auf dieser Straße (700 × 350 mm)

erlaubt, auf dieser Straße Wintersport zu treiben, gegebenenfalls zeitlich beschränkt, wie „9–17 h“.

Zeichen 102 Kreuzung oder Einmündung mit Vorfahrt von rechts; bisher: Bild 4
Zeichen 103 Kurve (rechts); neues Zeichen
Zeichen 104 Kurve (links); neues Zeichen
Zeichen 105 Doppelkurve (zunächst rechts); neues Zeichen
Zeichen 106 Doppelkurve (zunächst links); neues Zeichen
Zeichen 108 Gefälle; bisher: Bild 2b
Zeichen 110 Steigung; neues Zeichen
Zeichen 112 Unebene Fahrbahn; bisher: Bild 2
Zeichen 114 Schleudergefahr bei Nässe oder Schmutz; bisher: Bild 2a

Zusatzschild zu Zeichen 114:
- Zusatzschild 841
Gefahr unerwarteter Glatteisbildung
(700 × 350 mm)

Zeichen 115 Steinschlag
Zeichen 116 Steinschlag (spiegelbildlich); neues Zeichen
Zeichen 117 Seitenwind
Zeichen 118 Seitenwind (spiegelbildlich); neues Zeichen
Zeichen 120 Verengte Fahrbahn
Zeichen 121 Einseitig (rechts) verengte Fahrbahn
Zeichen 122 Einseitig (links) verengte Fahrbahn
Zeichen 123 Baustelle; bisher: Bild 2e
Zeichen 125 Gegenverkehr; bisher: Bild 2i
Zeichen 128 Bewegliche Brücke; bisher: Bild 2d
Zeichen 129 Ufer
Zeichen 131 Lichtzeichenanlage
Zeichen 134 Fußgängerüberweg; neues Zeichen
Zeichen 135 Fußgängerüberweg (spiegelbildlich); bisher: Zeichen 134
Zeichen 136 Kinder; bisher: Bild 2f
Zeichen 137 Kinder (spiegelbildlich); neues Zeichen
Zeichen 138 Radfahrer kreuzen
Zeichen 139 Radfahrer kreuzen (spiegelbildlich); neues Zeichen
Zeichen 140 Tiere; bisher: Bild 2h
Zeichen 141 Tiere (spiegelbildlich); neues Zeichen
Zeichen 142 Wildwechsel; bisher: Bild 2g
Zeichen 143 Wildwechsel (spiegelbildlich); neues Zeichen
Zeichen 144 Flugbetrieb
Zeichen 145 Flugbetrieb (spiegelbildlich); neues Zeichen

Vor anderen Gefahrenstellen kann durch Gefahrenzeichen gleicher Art mit geeigneten Sinnbildern gewarnt werden.
(7) Besondere Gefahrenzeichen vor Übergängen von Schienenbahnen mit Vorrang:

Zeichen 150 Bahnübergang mit Schranken oder Halbschranken; bisher: Bild 5
Zeichen 151 Unbeschrankter Bahnübergang; bisher: Bild 6

oder folgende drei Warnbaken etwa 240 m vor dem Bahnübergang
- Zeichen 153
Dreistreifige Bake (links)
vor beschranktem Bahnübergang;
bisher: Bild 8
- Zeichen 156
Dreistreifige Bake (rechts)
vor unbeschranktem Bahnübergang;
bisher: Bild 7
- Zeichen 157
Dreistreifiger Bake (links)
- Zeichen 158
Dreistreifiger Bake (rechts)

etwa 160 m vor dem Bahnübergang
- Zeichen 159
Zweistreifige Bake (links);
bisher: Bild 9
- Zeichen 160
Zweistreifige Bake (rechts)

etwa 80 m vor dem Bahnübergang

Zeichen 161 Einstreifige Bake (links)
Zeichen 162 Einstreifige Bake (rechts); bisher: Bild 10

Sind die Baken in erheblich abweichenden Abständen aufgestellt, so ist der Abstand in Metern oberhalb der Schrägstreifen in schwarzen Ziffern angegeben.

## Vorschriftszeichen zu § 41 StVO

Zeichen 209 Vorgeschriebene Fahrtrichtung rechts; bisher: Bild 24c
Zeichen 210 Vorgeschriebene Fahrtrichtung links; bisher: Bild 26a
Zeichen 211 Vorgeschriebene Fahrtrichtung hier rechts; bisher: Bild 24b
Zeichen 212 Vorgeschriebene Fahrtrichtung hier links; bisher: Bild 26
Zeichen 213 Vorgeschriebene Fahrtrichtung geradeaus; bisher: Bild 25
Zeichen 214 Vorgeschriebene Fahrtrichtung geradeaus und rechts; bisher: Bild 27
Zeichen 215 Vorgeschriebene Fahrtrichtung geradeaus und links; bisher: Bild 27a
Zeichen 216 vorgeschriebene Fahrtrichtung rechts und links; bisher: Bild 26b
Zeichen 220 Einbahnstraße rechtsweisend; bisher: Bild 28
Zeichen 220 Einbahnstraße linksweisend; bisher: Bild 28

Zeichen 222 Vorgeschriebene Vorbeifahrt rechts vorbei; bisher: Bild 24
Zeichen 223 Vorgeschriebene Vorbeifahrt links vorbei; bisher: Bild 24a

Zeichen 224 Haltestelle Straßenbahnen; neu im Verkehrszeichenkatalog
Zeichen 225 Doppelhaltestelle Straßenbahnen; neu im Verkehrszeichenkatalog
Zeichen 225 Doppelhaltestelle Straßenbahnen; neu im Verkehrszeichenkatalog
Zeichen 226 Haltestelle Kraftfahrlinien; neu im Verkehrszeichenkatalog
Zeichen 229 Taxenstand; bisher: Bild 31

Zeichen 237 Sonderweg Radfahrer; bisher: Bild 17
Zeichen 239 Sonderweg Reiter; bisher: Bild 17a
Zeichen 241 Sonderweg Fußgänger; bisher: Bild 17b
Zeichen 242 Getrennter Rad- und Fußweg; neues Zeichen
Zeichen 243 Getrennter Fuß- und Radweg; neues Zeichen
Zeichen 244 Gemeinsamer Fuß- und Radweg; neues Zeichen
Zeichen 244 Gemeinsamer Rad- und Fußweg; neues Zeichen
Zeichen 245 Linienomnibusse; neues Zeichen

Zeichen 293; bisher Bild 30c

Zeichen 299; bisher Bild 30d

(1) Auch Schilder oder weiße Markierungen auf der Straßenoberfläche enthalten Gebote und Verbote.
(2) Schilder stehen regelmäßig rechts. Gelten sie nur für einzelne markierte Fahrstreifen (Zeichen 295, 296 oder 340), so sind sie in der Regel darüber angebracht. Die Schilder stehen im Allgemeinen dort, wo oder von wo an die Anordnungen zu befolgen sind. Sonst ist, soweit nötig, die Entfernung zu diesen Stellen auf einem Zusatzschild (§ 40 Abs. 2) angegeben. Andere Zusatzschilder enthalten nur allgemeine Beschränkungen der Gebote oder Verbote oder allgemeine Ausnahmen von ihnen. Besondere Zusatzschilder können etwas anderes bestimmen (zu Zeichen 237, 250, 283, 286 und hinter Zeichen 277).
- 1. Warte- und Haltegebote

a) An Bahnübergängen: Zeichen 201
- Zeichen 201
Andreaskreuz
Dem Schienenverkehr Vorrang gewähren!
Bisher: Bild 4e[26]
- Zeichen 201
Andreaskreuz
(liegend)
Dem Schienenverkehr Vorrang gewähren!
Bisher: Bild 4d[26]

Zeichen 202 Andreaskreuz mit Blitzpfeil Dem Schienenverkehr Vorrang gewähren!
Zeichen 201 Andreaskreuz (liegend) Dem Schienenverkehr Vorrang gewähren! Bisher: Bild 4d
Zeichen 202 Andreaskreuz mit Blitzpfeil Dem Schienenverkehr Vorrang gewähren!
Zeichen 202 Andreaskreuz mit Blitzpfeil (liegend) Dem Schienenverkehr Vorrang gewähren!

- Zeichen 202
Andreaskreuz mit Blitzpfeil
(liegend)
Dem Schienenverkehr Vorrang gewähren!

Es befindet sich vor dem Bahnübergang, und zwar in der Regel unmittelbar davor. Ein Blitzpfeil in der Mitte des Andreaskreuzes zeigt an, dass die Bahnstrecke elektrische Fahrleitung hat. Ein Zusatzschild mit schwarzem Pfeil zeigt an, dass das Andreaskreuz nur für den Straßenverkehr in Richtung dieses Pfeils gilt.
b) An Kreuzungen und Einmündungen: Zeichen 205

Zeichen 205 Vorfahrt gewähren! Bisher: Bild 30[26]
Zeichen 206 Halt! Vorfahrt gewähren! Bisher: Bild 30a

Das Schild steht unmittelbar vor der Kreuzung oder Einmündung.
Das Haltgebot wird außerhalb geschlossener Ortschaften angekündigt durch das Zeichen 205 mit folgendem Zusatzschild:

Zusatzschild 804 Halt nach 100 m

Der Verlauf der Vorfahrtstraße kann durch ein Zusatzschild zu den Zeichen 205 und 206 bekanntgegeben sein:

Zeichen 843a Verlauf der Vorfahrtstraße; bisher: Bild 52a
Zeichen 843b Verlauf der Vorfahrtstraße
Zeichen 843c Verlauf der Vorfahrtstraße
Zeichen 843d Verlauf der Vorfahrtstraße
Zeichen 844a Verlauf der Vorfahrtstraße
Zeichen 844b Verlauf der Vorfahrtstraße
Zeichen 844c Verlauf der Vorfahrtstraße
Zeichen 845a Verlauf der Vorfahrtstraße
Zeichen 845b Verlauf der Vorfahrtstraße
Zeichen 845c Verlauf der Vorfahrtstraße

c) Bei verengter Fahrbahn: Zeichen 208

Zeichen 208 Dem Gegenverkehr Vorrang gewähren! Bisher: Bild 21c[26]

- 2. Vorgeschriebene Fahrtrichtung

- Zeichen 209
Vorgeschriebene Fahrtrichtung rechts;
bisher: Bild 24c[26]
- Zeichen 210
Vorgeschriebene Fahrtrichtung links;
bisher: Bild 26a[26]
- Zeichen 211
Vorgeschriebene Fahrtrichtung hier rechts;
bisher: Bild 24b[26]
- Zeichen 212
Vorgeschriebene Fahrtrichtung hier links;
bisher: Bild 26[26]
- Zeichen 213
Vorgeschriebene Fahrtrichtung geradeaus;
bisher: Bild 25[26]
- Zeichen 214
Vorgeschriebene Fahrtrichtung geradeaus und rechts;
bisher: Bild 27[26]
- Zeichen 215
Vorgeschriebene Fahrtrichtung geradeaus und links;
bisher: Bild 27a[26]
- Zeichen 216
vorgeschriebene Fahrtrichtung rechts und links;
bisher: Bild 26b
- Zeichen 220
Einbahnstraße
rechtsweisend;
bisher: Bild 28
- Zeichen 220
Einbahnstraße
linksweisend;
bisher: Bild 28

- 3. Vorgeschriebene Vorbeifahrt

- Zeichen 222
Vorgeschriebene Vorbeifahrt rechts vorbei;
bisher: Bild 24
- Zeichen 223
Vorgeschriebene Vorbeifahrt links vorbei;
bisher: Bild 24a

- 4. Haltestellen

- Zeichen 224
Haltestelle Straßenbahnen;
neu im Verkehrszeichenkatalog
- Zeichen 225
Doppelhaltestelle Straßenbahnen;
neu im Verkehrszeichenkatalog
- Zeichen 225
Doppelhaltestelle Straßenbahnen;
neu im Verkehrszeichenkatalog
- Zeichen 226
Haltestelle Kraftfahrlinien;
neu im Verkehrszeichenkatalog
- Zeichen 229
Taxenstand;
bisher: Bild 31[27]

- 5. Sonderwege

- Zeichen 237
Sonderweg Radfahrer;
bisher: Bild 17
- Zeichen 239
Sonderweg Reiter;
bisher: Bild 17a
- Zeichen 241
Sonderweg Fußgänger;
bisher: Bild 17b[28]
- Zeichen 242
Getrennter Rad- und Fußweg;
neues Zeichen[29][28]
- Zeichen 243
Getrennter Fuß- und Radweg;
neues Zeichen[29][28]
- Zeichen 244
Gemeinsamer Fuß- und Radweg;
neues Zeichen[30]
- Zeichen 244
Gemeinsamer Rad- und Fußweg;
neues Zeichen[30]
- Zeichen 245
Linienomnibusse;
neues Zeichen

- 6. Verkehrsverbote

Zeichen 250 Verbot für Fahrzeuge aller Art; bisher Bild 11

Es gilt nicht für Handfahrzeuge, abweichend von § 28 Abs. 2 auch nicht für Tiere. Kleinkrafträder, Fahrräder mit Hilfsmotor und Fahrräder dürfen geschoben werden.
Das Zusatzschild

Zusatzschild 802 Kinder – Spielen auf der Fahrbahn und den Seitenstreifen erlaubt (Sinnbild) (750 × 350 mm)

erlaubt Kindern, auch auf der Fahrbahn und den Seitenstreifen zu spielen. Auch Wintersport kann dort durch ein Zusatzschild (hinter Zeichen 101) erlaubt sein.

Zeichen 251 Verbot für Kraftwagen; bisher Bild 13
Zeichen 252 Verbot für Krafträder, auch mit Beiwagen, Kleinkrafträder, Fahrräder mit Hilfsmotor und Kraftwagen; neu im Verkehrszeichenkatalog
Zeichen 253 Verbot für Lastkraftwagen mit einem zulässigen Gesamtgewicht über 2,8 t und Zugmaschinen; neues Zeichen
Zeichen 253 Verbot für Lastkraftwagen mit einem zulässigen Gesamtgewicht über 3,5 t und Zugmaschinen; bisher Bild 13a
Zeichen 254 Verbot für Radfahrer; bisher Bild 14a
Zeichen 255 Verbot für Krafträder, Kleinkrafträder und Fahrräder mit Hilfsmotor; bisher Bild 14
Zeichen 256 Verbot für Lastkraftwagen mit Anhänger; neues Zeichen[31]
Zeichen 260 Verbot für Kleinkrafträder und Fahrräder mit Hilfsmotor; neues Zeichen
Zeichen 261 Verbot für kennzeichnungpflichtige Kraftfahrzeuge mit gefährlichen Gütern; neues Zeichen
Zeichen 257 Verbot für Gespannfuhrwerke; neues Zeichen
Zeichen 258 Verbot für Reiter; neues Zeichen
Zeichen 259 Verbot für Fußgänger; neues Zeichen

Verbot für Fahrzeuge deren

Zeichen 262 angegebenes tatsächliches Gewicht; bisher Bild 18
Zeichen 263 angegebene tatsächliche Achslast; bisher Bild 18a
Zeichen 264 angegebene Breite; bisher Bild 19
Zeichen 265 angegebene Höhe; bisher Bild 20
Zeichen 265 angegebene Höhe; bisher Bild 20
Zeichen 266 angegebene Länge; neues Zeichen

je einschließlich Ladung eine bestimmte Grenze überschreitet.
Die Beschränkung durch Zeichen 262 gilt bei Zügen für das einzelne Fahrzeug, bei Sattelkraftfahrzeugen gesondert für die Sattelzugmaschine einschließlich Sattellast und für die tatsächlich vorhandenen Achslasten des Sattelanhängers. Zeichen 266 gilt auch für Züge.

Zeichen 267 Verbot der Einfahrt; bisher Bild 12
Zeichen 268 Schneeketten sind vorgeschrieben; neues Zeichen
Zeichen 269 Verbot für Fahrzeuge mit einer Ladung von mehr als 3000 l wassergefährdender Stoffe; neues Zeichen

- 7. Streckenverbote

Zeichen 274 Zulässige Höchstgeschwindigkeit; bisher Bild 21. Das Zeichen wird seit 1988 nicht mehr hergestellt[32]
Zeichen 274 Zulässige Höchstgeschwindigkeit; bisher Bild 21. Das Zeichen wird seit 1988 nicht mehr hergestellt
Zeichen 274 Zulässige Höchstgeschwindigkeit; bisher Bild 21. Das Zeichen wird seit 1988 nicht mehr hergestellt
Zeichen 274 Zulässige Höchstgeschwindigkeit; bisher Bild 21. Das Zeichen wird seit 1988 nicht mehr hergestellt
Zeichen 275 Vorgeschriebene Mindestgeschwindigkeit; neues Zeichen
Zeichen 276 Überholverbote verbieten Führern von Kraftfahrzeugen aller Art, mehrspurige Kraftfahrzeuge und Krafträder mit Beiwagen zu überholen; bisher Bild 21b[26]
Zeichen 277 Überholverbote verbieten Führern von Lastkraftwagen mit einem zulässigen Gesamtgewicht über 2,8 t sowie allen Lastkraftwagen und Zugmaschinen mit Anhängern, mehrspurige Kraftfahrzeuge und Krafträder mit Beiwagen zu überholen; neues Zeichen[26]

Die Länge einer Verbotsstrecke kann an deren Beginn auf einem Zusatzschild wie

Zusatzschild 742 auf 200 m (500 × 250 mm)
Zusatzschild 742 auf 9 km (500 × 250 mm)

angegeben werden

Zeichen 278 Ende der zulässigen Höchstgeschwindigkeit (60 km/h); neues Zeichen
Zeichen 279 Ende der vorgeschriebenen Mindestgeschwindigkeit; neues Zeichen
Zeichen 280 Ende des Überholverbotes für Kraftfahrzeuge aller Art; neues Zeichen
Zeichen 281 Ende des Überholverbotes für Kraftfahrzeuge mit einem zulässigen Gesamtgewicht über 2,8 t, einschließlich ihrer Anhänger, und für Zugmaschinen, ausgenommen Personenkraftwagen und Kraftomnibusse; neues Zeichen

Wo sämtliche Streckenverbote enden steht das

Zeichen 282; bisher Bild 21a

- 8. Haltverbote

Zeichen 283 Haltverbot; bisher Bild 22

Es verbietet jedes Halten auf der Fahrbahn. Das Zusatzschild

Zeichen 744 (750 × 350 mm)

verbietet es auch auf dem Seitenstreifen.

a) Haltverbote gelten nur auf der Straßenseite, auf der die Schilder angebracht sind.

b) Sie gelten auch nur bis zur nächsten Kreuzung oder bis zur nächsten Einmündung auf der gleichen Straßenseite.

c) Der Anfang der Verbotsstrecke kann durch einen zur Fahrbahn weisenden waagerechten Pfeil im Schild, das Ende durch einen solchen von der Fahrbahn wegweisenden Pfeil gekennzeichnet sein. Bei in der Verbotsstrecke wiederholten Schildern weist ein waagerechter Pfeil zur Fahrbahn, ein zweiter von ihr weg. Sind zur Kennzeichnung des Anfangs, des Verlaufs und des Endes der Verbotsstrecke Zusatzschilder angebracht, so sind die darauf befindlichen Pfeile schwarz.

Zeichen 283A Haltverbot (Anfang); bisher Bild 22
Zeichen 283E Haltverbot (Ende); bisher Bild 22
Zeichen 283M Haltverbot (Mitte); bisher Bild 22
Zeichen 286 Eingeschränktes Haltverbot; bisher Bild 23
Zeichen 286A Eingeschränktes Haltverbot (Anfang); bisher Bild 23
Zeichen 286E Eingeschränktes Haltverbot (Ende); bisher Bild 23
Zeichen 286M Eingeschränktes Haltverbot (Mitte); bisher Bild 23
Zeichen 290 Zonenhaltverbot für einen Stadtbezirk; neues Zeichen[33]
Zeichen 291 Parkscheibe; neues Zeichen Zeichen in dieser Ausführung behielten ihre Bedeutung bis zum 30. April 1989.[27]
Zeichen 292 Ende des Zonenhaltverbotes; neues Zeichen[33]

(3) Markierungen
1. Fußgängerüberweg
- Zeichen 293;
bisher Bild 30c

2. Haltlinie

Zeichen 294; bisher Bild 30b

3. Fahrstreifenbegrenzung und Fahrbahnbegrenzung

Zeichen 295; bisher Bild 31a

4. Einseitige Fahrstreifenbegrenzung

Zeichen 296; bisher Bild 31b

5. Pfeile, die nebeneinander angebracht sind und in verschiedene Richtungen weisen, empfehlen, sich frühzeitig einzuordnen und in Fahrstreifen nebeneinander zu fahren. Fahrzeuge, die sich eingeordnet haben, dürfen hier auch rechts überholt werden.
Sind zwischen den Pfeilen Leitlinien (Zeichen 340) oder Fahrstreifenbegrenzungen (Zeichen 295) markiert,

Zeichen 297; bisher Bild 36b

so schreiben die Pfeile die Fahrtrichtungen auf der folgenden Kreuzung oder Einmündung vor. Halten auf der so markierten Strecke der Fahrbahn ist verboten.
Die Pfeile können durch Nägel dargestellt sein.
6. Sperrflächen

Zeichen 298; neues Zeichen

7. Grenzmarkierung für Parkverbote
- Zeichen 299;
bisher Bild 30d

## Richtzeichen zu § 42 StVO

Zeichen 315 Parken auf Gehwegen
Zeichen 315 A Parken auf Gehwegen (Anfang)
Zeichen 316 Parken auf Gehwegen
Zeichen 317 Parken auf Gehwegen
Zeichen 318 Parken auf Gehwegen
Zeichen 321 Parken auf Gehwegen
Zeichen 322 Parken auf Gehwegen
Zeichen 323 Parken auf Gehwegen
Zeichen 324 Parken auf Gehwegen
Zeichen 329 Wanderparkplatz
Zeichen 329 Wanderparkplatz links
Zeichen 329 Wanderparkplatz rechts

Zeichen 335 Ende der Autobahn in 100 m
Zeichen 337 Ende der Kraftfahrstraße in 200 m

Zeichen 340; bisher: 36a

Zeichen 341; neues Zeichen

(1) Richtzeichen geben besondere Hinweise zur Erleichterung des Verkehrs. Sie können auch Anordnungen enthalten. Laut Bundesgesetzblatt brauchte Zeichen 307 erst ab 1. Januar 1973 aufgestellt werden. Eine Übergangsfrist für Vorschriften der Allgemeinen Verwaltungsvorschrift zur Straßenverkehrs-Ordnung (Vwv-StVO) sorgte dafür, dass folgende Zeichen der alten StVO neben Zeichen 308 bis zum 1. März 1976 die alten Abmessungen besitzen durften: Zeichen 314, 315, 333, 354 bis 363, 438, 442, 450 und 459.
(2) Vorrang

Zeichen 301 Vorfahrt; neues Zeichen
Zeichen 306 Vorfahrtstraße; bisher: Bild 52[26]
Zeichen 307 Ende der Vorfahrtstraße; neues Zeichen. Schon 1972 wurden die fünf Schrägstriche als zu dünn betrachtet.[36] Dieser Kritik kam die StVO 1980 nach und führte 1981 eine leicht modifizierte Zeichenform ein.[37]
Zeichen 308 Vorrang vor dem Gegenverkehr; neues Zeichen
Zeichen 308 Vorrang vor dem Gegenverkehr. Dieses Zeichen der alten StVO durfte bis zum 1. März 1976 hergestellt werden;[35] bisher: Bild 33a

(3) Ortstafel

Zeichen 310 Ortstafel (Vorderseite); bisher: Bild 37
Zeichen 310 Ortstafel (Vorderseite); neues Zeichen
Zeichen 310 Ortstafel (Vorderseite); neues Zeichen
Zeichen 311 Ortstafel (Rückseite) Im Gegensatz zu den Tafeln der vorhergegangenen StVO enthielt dieses Zeichen keine Angaben zum nächstwichtigen Ort mehr, was auf Kritik stieß; bisher: Bild 38[5] und ab 1976 eine verbesserte Rückkehr zur alten Anordnung bewirkte. Ab 31. Dezember 1982 war dann das hier gezeigte Zeichen nicht mehr gültig.[38]
Zeichen 311 Ortstafel (Rückseite); neues Zeichen
Zeichen 311 Ortstafel (Rückseite); neues Zeichen

(4) Parkzeichen

Zeichen 314 Parkplatz; bisher: Bild 32

1. Das Zeichen erlaubt das Parken (§ 12 Abs. 2).
2. Durch ein Zusatzschild kann die Parkerlaubnis beschränkt sein, namentlich für eine bestimmte Dauer oder bestimmte Fahrzeugarten.
3. Zeigt das Schild einen weißen Pfeil oder eine Entfernungsangabe, so weist es auf einen Parkplatz hin.

Zeichen 314 a Parkplatz (mit Pfeil linksweisend); bisher: Bild 32
Zeichen 314 b Parkplatz (mit Pfeil der auch in andere Richtungen weisen kann); bisher: Bild 32
Zeichen 314 c Parkplatz (mit Entfernungsangabe); bisher: Bild 32

- Zeichen 315
Parken auf Gehwegen
- Zeichen 315 A
Parken auf Gehwegen (Anfang)
- Zeichen 316
Parken auf Gehwegen
- Zeichen 317
Parken auf Gehwegen
- Zeichen 318
Parken auf Gehwegen
- Zeichen 321
Parken auf Gehwegen
- Zeichen 322
Parken auf Gehwegen
- Zeichen 323
Parken auf Gehwegen
- Zeichen 324
Parken auf Gehwegen
- Zeichen 329
Wanderparkplatz[39]
- Zeichen 329
Wanderparkplatz links
- Zeichen 329
Wanderparkplatz rechts

(5) Autobahnen und Kraftfahrstraßen

Zeichen 330 Autobahn Das Zeichen steht an den Zufahrten der Anschlussstellen.[26]
Zeichen 331 Kraftfahrstraße. Das Zeichen steht am Anfang, an jeder Kreuzung und Einmündung und wird, wenn nötig, auch sonst wiederholt.
Zeichen 332 Ausfahrttafel[26]
Zeichen 333 Ausfahrt von der Autobahn (Pfeilschild)[26]
Zeichen 334 Ende der Autobahn
Zeichen 336 Ende der Kraftfahrstraße

Das Ende kann auch durch dasselbe Zeichen mit einer Entfernungsangabe unter dem Sinnbild, wie „800 m“, angekündigt sein.
- Zeichen 335
Ende der Autobahn in 100 m
- Zeichen 337
Ende der Kraftfahrstraße in 200 m

(6) Markierungen sind weiß
- 1. Leitlinie

- Zeichen 340;
bisher: 36a

- 2. Wartelinie

- Zeichen 341;
neues Zeichen

(7) Hinweise

Zeichen 350 Fußgängerüberweg; das Zeichen ist unmittelbar an der Markierung (Zeichen 293) angebracht
Zeichen 351 Fußgängerüberweg
Zeichen 353 Einbahnstraße; es kann ergänzend anzeigen, dass die Straße eine Einbahnstraße (Zeichen 220) ist
Zeichen 354 Wasserschutzgebiet; es mahnt Fahrzeugführer, die wassergefährdende Stoffe geladen haben, sich besonders vorsichtig zu verhalten. Zeichen in der ursprünglichen Ausführung.
Zeichen 354 Wasserschutzgebiet; es mahnt Fahrzeugführer, die wassergefährdende Stoffe geladen haben, sich besonders vorsichtig zu verhalten. Zeichen in einer nach 1980 entstandenen Version.
Zeichen 355 Fußgängerunter- oder -überführung
Zeichen 356 Schülerlotsen
Zeichen 357 Sackgasse

Wintersport und Kinderspiele können durch Zusatzschilder (hinter Zeichen 101 und hinter Zeichen 250) erlaubt sein.

Zeichen 358 Erste Hilfe
Zeichen 359 Pannenhilfe
Zeichen 363 Polizei

Durch solche Zeichen mit entsprechenden Sinnbildern können auch andere Hinweise gegeben werden, wie auf Fernsprecher, Tankstellen, Zeltplätze und Plätze für Wohnwagen.

Zeichen 360 Fernsprecher
Zeichen 360D Fernsprecher (Notruf), Pfeile und Entfernungsangaben können auf einem Zusatzschild angegeben werden
Zeichen 360D Fernsprecher (Notruf); inoffizielle, doch häufig genutzte Darstellung
Zeichen 361 Tankstelle
Zeichen 364 Zeltplatz; mit der Veröffentlichung vom 30. Juni 1988 im Verkehrsblatt erfolgte die Aufhebung von Zeichen 364 der StVO[40]
Zeichen 365 Wohnwagenplatz; mit der Veröffentlichung vom 30. Juni 1988 im Verkehrsblatt erfolgte die Aufhebung von Zeichen 365[40]
Zeichen 366 Zeltplatz/ Wohnwagenplatz
Zeichen 367 Fremdenverkehrsbüro oder Auskunftsstelle
Zeichen 375 Autobahnhotel
Zeichen 375a Autobahnhotel (mit Pfeil rechtsweisend)
Zeichen 375b Autobahnhotel (mit Pfeil linksweisend)
Zeichen 376 Autobahngasthaus
Zeichen 376a Autobahngasthaus (mit Pfeil rechtsweisend)
Zeichen 376b Autobahngasthaus (mit Pfeil linksweisend)
Zeichen 377 Autobahnkiosk
Zeichen 378 Toilette

Auf den Zeichen 358 bis 377 kann Näheres in Weiß angegeben sein.

Zeichen 380 Richtgeschwindigkeit; neues Zeichen

Es empfiehlt bei günstigen Straßen-, Verkehrs-, Sicht- und Wetterverhältnissen innerhalb des angegebenen Geschwindigkeitsrahmens zu fahren.

Zeichen 385 Unterrichtungstafel; bisher: Bild 38a

Es dient der Unterrichtung über den Namen von Ortschaften, soweit keine Ortstafeln (Zeichen 310) aufgestellt sind. Es kann auch auf Flüsse, Sehenswürdigkeiten, Kriegsgräberstätten und anderes aufmerksam machen.

Zeichen 385 A Unterrichtung über einen Fluß; bisher: Bild 38b
Zeichen 385 B Unterrichtung über eine Kriegsgräberstätte bisher: Bild 38c
Zeichen 385 B Unterrichtung über auf eine Sehenswürdigkeit bisher: Bild 38c

Auf Autobahnen sind die Unterrichtungsschilder blau mit weißer Schrift.

Zeichen 388: Seitenstreifen für mehrspurige Kraftfahrzeuge nicht befahrbar 10 mm breite Lichtkante (700 × 350 mm)
Zeichen 388: Seitenstreifen für mehrspurige Kraftfahrzeuge nicht befahrbar 14 mm breite Lichtkante (700 × 350 mm)

Es warnt, mit mehrspurigen Kraftfahrzeugen den für diese nicht genügend befestigten Seitenstreifen zu benutzen. Wird statt des Sinnbildes eines Personenkraftwagens das eines Lastkraftwagens gezeigt, so gilt die Warnung nur Führern von Fahrzeugen mit einem zulässigen Gesamtgewicht über 2,8 t und Zugmaschinen.

Zeichen 389: Seitenstreifen für LKW mit einem zulässigen Gesamtgewicht über 2,8 t und Zugmaschinen nicht befahrbar (700 × 350 mm)

Zeichen 392 Zollstelle bisher: Bild 29

Es weist auf eine Zollstelle hin.

Zeichen 394 Schild für Laternen; bisher: Bild 35
Zeichen 395 Ring für Laternenpfähle; bisher: Bild 36

Es kennzeichnet innerhalb geschlossener Ortschaften Laternen, die nicht die ganze Nacht brennen. Laternenpfähle tragen Ringe gleicher Farbe. In dem roten Feld kann in weißer Schrift angegeben sein, wann die Laterne erlischt.
(8) Wegweiser
- 1. Wegweiser

Zeichen 401 Nummernschild für Bundesstraßen; bisher: Bild 44
Zeichen 410 Nummernschild für Europastraßen
Zeichen 415R Wegweiser auf Bundesstraßen (rechtsweisend) (1500 × 333 mm); bisher: Bild 41
Zeichen 415R Wegweiser auf Bundesstraßen (rechtsweisend) (1750 × 333 mm); bisher: Bild 41
Zeichen 415R Wegweiser auf Bundesstraßen (rechtsweisend) (2000 × 333 mm); bisher: Bild 41
Zeichen 415R Wegweiser auf Bundesstraßen (rechtsweisend) (1500 × 333 mm); bisher: Bild 41
Zeichen 415R Wegweiser auf Bundesstraßen (rechtsweisend) (1750 × 333 mm); bisher: Bild 41
Zeichen 415R Wegweiser auf Bundesstraßen (rechtsweisend) (2000 × 333 mm); bisher: Bild 41
Zeichen 415L Wegweiser auf Bundesstraßen (linksweisend) (1750 × 333 mm); bisher: Bild 41

Diese Schilder geben keine Vorfahrt.

Zeichen 418R Wegweiser auf sonstigen Straßen mit größerer Verkehrsbedeutung (rechtsweisend) (1750 × 333 mm); bisher: Bild 42
Zeichen 419R Wegweiser auf sonstigen Straßen mit geringerer Verkehrsbedeutung (750 × 200 mm); bisher: Bild 43
Zeichen 419R Wegweiser auf sonstigen Straßen mit geringerer Verkehrsbedeutung (750 × 200 mm); bisher: Bild 43
Zeichen 419R Wegweiser auf sonstigen Straßen mit geringerer Verkehrsbedeutung (1000 × 200 mm); bisher: Bild 43

Das Zusatzschild „Nebenstrecke“ weist auf einen wegen des seines schwächeren Verkehrs empfehlenswerten Umweg hin.

Zeichen 421R Wegweiser für bestimmte Verkehrsarten (rechtsweisend) hier: Lastkraftwagen; bisher: Bild 45a
Zeichen 421L Wegweiser für bestimmte Verkehrsarten (linksweisend) hier: Lastkraftwagen
Zeichen 421R Wegweiser für bestimmte Verkehrsarten (rechtsweisend) hier: Fahrräder[41]
Zeichen 421L Wegweiser für bestimmte Verkehrsarten (linksweisend) hier: Fahrräder[42]
Zeichen 421R Wegweiser für bestimmte Verkehrsarten (rechtsweisend) hier: Fußgänger
Zeichen 421L Wegweiser für bestimmte Verkehrsarten (linksweisend) hier: Fußgänger
Zeichen 430 Wegweiser zur Autobahn bisher: Bild 45[43]
Zeichen 430R Wegweiser zu Autobahn (rechtsweisend)
Zeichen 430L Wegweiser zu Autobahn (linksweisend)

Zeichen 432R Wegweiser zu innerörtlichen Zielen (rechtsweisend)
Zeichen 432L Wegweiser zu innerörtlichen Zielen (linksweisend)
Zeichen 436 Wegweisertafel

Sie fasst alle Wegweiser einer Kreuzungszufahrt zusammen. Die Tafel kann auch als Vorwegweiser dienen.

Zeichen 437 Straßennamensschilder

- 2. Vorwegweiser

Zeichen 438; bisher: Bild 46
Zeichen 439; neues Zeichen

Es empfiehlt, sich frühzeitig einzuordnen

Zeichen 440 Vorwegweiser zur Autobahn
Zeichen 442 Vorwegweiser für bestimmte Verkehrsarten
Zeichen 443 Vorwegweiser für bestimmte Verkehrsarten
Ohne Nummer Vorwegweiser für bestimmte Verkehrsarten
Zeichen 442 Vorwegweiser für bestimmte Verkehrsarten; bisher: Bild 51a
Zeichen 443 Vorwegweiser für bestimmte Verkehrsarten; bisher: Bild 51b
Ohne Nummer Vorwegweiser für bestimmte Verkehrsarten

- 3. Wegweisung auf Autobahnen

Die „Ausfahrt“ (Zeichen 332 und 333) wird angekündigt durch
die Ankündigungstafel

Zeichen 448 Ankündigungstafel auf Autobahnen[26][33]
Zeichen 448 Ankündigungstafel auf Autobahnen

den Vorwegweiser

Zeichen 449

sowie auf 300 m, 200 m und 100 m durch Baken wie

Zeichen 450 Ankündigungsbake (dreistreifig)[26][33]
Zeichen 451 Ankündigungsbake (zweistreifig)[26]
Zeichen 452 Ankündigungsbake (einstreifig)[26]

Zeichen 453 Entfernungstafel Zeichen dieser Art wurden bis zur Einführung der Autobahnnummern 1974 hergestellt.[44]

- 4. Umleitungen des Verkehrs bei Straßensperrungen

Zeichen 454 Umleitungswegweiser (rechtsweisend); bisher: Bild 56
Zeichen 454 Umleitungswegweiser (linksweisend); bisher: Bild 56

Die Umleitung kann angekündigt sein durch das

Zeichen 457 Umleitungsankündigung; neues Zeichen

mit Zusatzschild, wie „400 m“ oder „Richtung Stuttgart“, sowie durch die Planskizze

Zeichen 459 Planskizze Umleitung; bisher: Bild 55

- 5. Numerierte Bedarfsumleitungen für den Autoverkehr

Zeichen 460 Bedarfsumleitung[26]
Zeichen 461 Bedarfsumleitung (hier rechts)
Zeichen 462 Bedarfsumleitung (hier links)
Zeichen 463 Bedarfsumleitung (rechts)
Zeichen 464 Bedarfsumleitung (links)
Zeichen 465 Bedarfsumleitung (rechts vorbei)
Zeichen 466 Bedarfsumleitungstafel

- 6. Sonstige Verkehrslenkungstafeln

Zeichen 468 Schwierige Verkehrsführung
Zeichen 469 Überleitungstafel
Zeichen 470 Überleitungstafel (ohne Entfernungsangabe)

## Verkehrseinrichtungen zu § 43 StVO

Fahrbare Absperrtafel wie sie in der 1970 erfolgten Veröffentlichung zur StVO gezeigt worden war. Die allgemeine Ausstattung und Größe dieser Tafeln war auch 1976 noch nicht verbindlich geregelt worden, doch hatten sich einige Grundkonzepte aus der Praxis heraus entwickelt.

(1) Verkehrseinrichtungen sind Schranken, Parkuhren, Geländer, Absperrgeräte, Leiteinrichtungen sowie Blinklicht- und Lichtzeichenanlagen.
(2) Regelungen durch Verkehrseinrichtungen gehen den allgemeinen Verkehrsregeln vor.
(3) Verkehrseinrichtungen im Einzelnen:
- 1. An Bahnübergängen sind Schranken rot-weiß gestreift.
- 2. Absperrgeräte für Arbeits-, Schaden, Unfall- und andere Stellen sind

Zeichen 600 Absperrschranken
Zeichen 610 Leitkegel
Zeichen 605 Absperrbake

oder fahrbare Absperrtafeln
- Fahrbare Absperrtafel wie sie in der 1970 erfolgten Veröffentlichung zur StVO gezeigt worden war.[46] Die allgemeine Ausstattung und Größe dieser Tafeln war auch 1976 noch nicht verbindlich geregelt worden, doch hatten sich einige Grundkonzepte aus der Praxis heraus entwickelt.[47]

- 3. Leiteinrichtungen

Zeichen 620 Leitpfosten (links und rechts)
Zeichen 625 Richtungstafeln in Kurven

## Zusatzschilder
Die nach dem Alphabet vorgenommenen Unterbezeichnungen zu den einzelnen Zusatzschildergruppen wie beim Zusatzschild 723 d stammen aus dem Jahr 1976. In der 1972 erstmals vorgestellten Form konnten die Schildergruppen, beispielsweise die Zusatzschilder der Nummer 723, lediglich an dieser Gruppennummer und im Speziellen an ihrem Namen – beispielsweise „Personenkraftwagen“ unterschieden werden. Anstelle der im Bundesgesetzblatt vorgegebenen amtlichen Bezeichnung „Sinnbild“ wurde bei der maßstäblichen Erstveröffentlichung der Zusatzschilder im Verkehrsblatt 1972 fälschlicherweise das Wort „Symbol“ gewählt. Dieser Fehler wurde ebenfalls 1976 im Verkehrsblatt korrigiert. Nachfolgend erscheinen die Schilder mit der 1972 veröffentlichten Bezeichnung.
- Zusatzschild 701
Anfang (Pfeil linksweisend)
(300 × 150 mm)
- Zusatzschild 701
Anfang (Pfeil linksweisend)
(500 × 250 mm)
- Zusatzschild 701
Anfang (Pfeil linksweisend)
(750 × 350 mm)
- Zusatzschild 702
Mitte (Pfeil rechts- und linksweisend)
(300 × 150 mm)
- Zusatzschild 702
Mitte (Pfeil rechts- und linksweisend)
(500 × 250 mm)
- Zusatzschild 702
Mitte (Pfeil rechts- und linksweisend)
(750 × 350 mm)
- Zusatzschild 703
Ende (Pfeil rechtsweisend)
(300 × 150 mm)
- Zusatzschild 703
Ende (Pfeil rechtsweisend)
(500 × 250 mm)
- Zusatzschild 703
Ende (Pfeil rechtsweisend)
(750 × 350 mm)
- Zusatzschild 704
Zeitliche Beschränkung (16-18 h)
(300 × 150 mm)
- Zusatzschild 704
Zeitliche Beschränkung (16-18 h)
(500 × 250 mm)
- Zusatzschild 705
Zeitliche Beschränkung (werktags)
(300 × 150 mm)
- Zusatzschild 705
Zeitliche Beschränkung (werktags)
(500 × 250 mm)
- Zusatzschild 705
Zeitliche Beschränkung (werktags)
(750 × 350 mm)
- Zusatzschild 720
Zeitliche Beschränkung (Mo – Fr 16 – 18 h)
(300 × 250 mm)
- Zusatzschild 720
Zeitliche Beschränkung (Mo – Fr 16 – 18 h)
(500 × 250 mm)
- Zusatzschild 720
Zeitliche Beschränkung (Di, Do, Fr 16 – 18 h)
(500 × 250 mm)
- Zusatzschild 721
Zeitliche Beschränkung (werktags 18 – 19 h)
(300 × 250 mm)
- Zusatzschild 721
Zeitliche Beschränkung (werktags 18 – 19 h)
(500 × 250 mm)
- Zusatzschild 721
Zeitliche Beschränkung (werktags 8.30 – 11.30 h, 16 – 18 h)
(500 × 350 mm)
- Zusatzschild 721
Zeitliche Beschränkung (8 – 11 h, 16 – 18 h)
(500 × 250 mm)
- Zusatzschild 723
Kleinkrafträder und Fahrräder mit Hilfsmotor (Symbol) frei
(300 × 250 mm)
- Zusatzschild 723
Kleinkrafträder und Fahrräder mit Hilfsmotor (Symbol) frei
(500 × 350 mm)
- Zusatzschild 723
Pkw (Symbol) frei
(300 × 250 mm)
- Zusatzschild 723
Pkw (Symbol) frei
(500 × 350 mm)
- Zusatzschild 723
Pkw (Symbol) frei
(300 × 250 mm)
- Zusatzschild 723
Pkw (Symbol) frei
(500 × 350 mm)
- Zusatzschild 723
Lastkraftwagen mit Anhänger (Symbol)
(300 × 250 mm)
- Zusatzschild 723
Lastkraftwagen mit Anhänger (Symbol) frei
(500 × 350 mm)
- Zusatzschild 723
Pkw mit Anhänger (Symbol) frei
(300 × 250 mm)
- Zusatzschild 723
Pkw mit Anhänger (Symbol) frei
- Zusatzschild 723
Lastkraftwagen (Symbol) frei
(300 × 250 mm)
- Zusatzschild 723
Lastkraftwagen (Symbol) frei
(500 × 350 mm)
- Zusatzschild 723
Kraftomnibus (Symbol) frei
(300 × 250 mm)
- Zusatzschild 723
Kraftomnibus (Symbol) frei
(500 × 350 mm)
- Zusatzschild 723
Straßenbahn (Symbol) frei
(300 × 250 mm)
- Zusatzschild 723
Straßenbahn (Symbol) frei
(500 × 350 mm)
- Zusatzschild 723
Gespannfuhrwerke (Symbol) frei
(300 × 250 mm)
- Zusatzschild 723
Gespannfuhrwerke (Symbol) frei
(500 × 350 mm)
- Zusatzschild 723
Kraftfahrzeuge und Züge, die nicht schneller als 25 km-h fahren können oder dürfen (Symbol) frei
(300 × 250 mm)
- Zusatzschild 723
Kraftfahrzeuge und Züge, die nicht schneller als 25 km-h fahren können oder dürfen (Symbol) frei
(500 × 350 mm)
- Zusatzschild 723
Krafträder auch mit Beiwagen (Symbol) frei
(300 × 250 mm)
- Zusatzschild 723
Krafträder auch mit Beiwagen (Symbol) frei
(500 × 350 mm)
- Zusatzschild 723
Radfahrer (Symbol) frei
(300 × 250 mm)
- Zusatzschild 723
Radfahrer (Symbol) frei
(500 × 350 mm)
- Zusatzschild 723
Fußgänger mit Handfahrzeugen oder sperrigen Gegenständen (Symbol) frei
(300 × 250 mm)
- Zusatzschild 723
Fußgänger mit Handfahrzeugen oder sperrigen Gegenständen (Symbol) frei
(500 × 350 mm)
- Zusatzschild 723
Lastkraftwagen mit Anhänger (Symbol)
(300 × 250 mm)
- Zusatzschild 724
Lastkraftwagen mit Anhänger (Symbol)
(500 × 350 mm)
- Zusatzschild 724
nur Pkw mit Anhänger (Symbol)
(300 × 250 mm)
- Zusatzschild 724
nur Pkw mit Anhänger (Symbol)
(500 × 350 mm)
- Zusatzschild 724
nur Lastkraftwagen (Symbol)
(300 × 250 mm)
- Zusatzschild 724
nur Lastkraftwagen (Symbol)
(500 × 350 mm)
- Zusatzschild 724
nur Pkw (Symbol)
(300 × 250 mm)
- Zusatzschild 724
nur Pkw (Symbol)
(500 × 350 mm)
- Zusatzschild 724
nur Pkw (Symbol)
(300 × 250 mm)
- Zusatzschild 724
nur Pkw (Symbol)
(500 × 350 mm)
- Zusatzschild 724
nur Kraftomnibus (Symbol)
(300 × 250 mm)
- Zusatzschild 724
nur Kraftomnibus (Symbol)
(500 × 350 mm)
- Zusatzschild 724
nur Straßenbahn (Symbol)
(300 × 250 mm)
- Zusatzschild 724
nur Straßenbahn (Symbol)
(500 × 350 mm)
- Zusatzschild 724
nur Gespannfuhrwerke (Symbol)
(300 × 250 mm)
- Zusatzschild 724
nur Gespannfuhrwerke (Symbol)
(500 × 350 mm)
- Zusatzschild 724
nur kennzeichnungs-pflichtige Kfz mit explosionsgefährlichen oder leichtentzündlichen Stoffen (Symbol)
(500 × 350 mm)
- Zusatzschild 724
nur Kraftfahrzeuge und Züge, die nicht schneller als 25 km/h fahren können oder dürfen (Symbol)
(300 × 250 mm)
- Zusatzschild 724
nur Kraftfahrzeuge und Züge, die nicht schneller als 25 km/h fahren können oder dürfen (Symbol)
(500 × 350 mm)
- Zusatzschild 724
nur Krafträder auch mit Beiwagen (Symbol)
(300 × 250 mm)
- Zusatzschild 724
nur Krafträder auch mit Beiwagen (Symbol)
(500 × 350 mm)
- Zusatzschild 724
nur Kleinkrafträder und Fahrräder mit Hilfsmotor (Symbol)
(300 × 250 mm)
- Zusatzschild 724
nur Kleinkrafträder und Fahrräder mit Hilfsmotor (Symbol)
(500 × 350 mm)
- Zusatzschild 724
nur Radfahrer (Symbol)
(300 × 250 mm)
- Zusatzschild 724
nur Radfahrer (Symbol)
(500 × 350 mm)
- Zusatzschild 724
nur Fußgänger mit Handfahrzeugen oder sperrigen Gegenständen (Symbol)
(300 × 250 mm)
- Zusatzschild 724
nur Fußgänger mit Handfahrzeugen oder sperrigen Gegenständen (Symbol)
(500 × 350 mm)
- Zusatzschild 741
nach 100 m
(500 × 250 mm)
- Zusatzschild 741
nach 200 m
(500 × 250 mm)
- Zusatzschild 741
nach 400 m
(500 × 250 mm)
- Zusatzschild 741
nach 600 m
(500 × 250 mm)
- Zusatzschild 741
nach 800 m
(500 × 250 mm)
- Zusatzschild 741
nach 2 km
(750 × 350 mm)
- Zusatzschild 742
auf … km oder m
(500 × 250 mm)
- Zusatzschild 742
auf … km oder m
(500 × 250 mm)
- Zusatzschild 742
auf … km oder m
(750 × 350 mm)
- Zusatzschild 742
auf … km oder m
(500 × 250 mm)
- Zusatzschild 742
auf … km oder m
(500 × 250 mm)
- Zusatzschild 742
auf … km oder m
(500 × 250 mm)
- Zusatzschild 743
Lastkraftwagen mit Anhänger (Symbol)
(500 × 250 mm)
- Zusatzschild 743
Personenkraftwagen mit Anhänger (Symbol)
(500 × 250 mm)
- Zusatzschild 743
Zusatzschild 743: Kraftfahrzeuge mit einem zulässigen Gesamtgewicht über 2,8 t und Zugmaschinen, ausgenommen Personenkraftwagen und Kraftomnibusse (Symbol)
(500 × 250 mm)
- Zusatzschild 743
Personenkraftwagen (Symbol)
(500 × 250 mm)
- Zusatzschild 743
Kraftomnibus (Symbol)
(500 × 250 mm)
- Zusatzschild 743
Straßenbahn (Symbol)
(500 × 250 mm)
- Zusatzschild 743
Gespannfuhrwerke (Symbol)
(500 × 250 mm)
- Zusatzschild 743
Kennzeichnungspflichtige Kraftfahrzeuge mit explosionsgefährlichen oder leichtentzündlichen Stoffen (Symbol)
(500 × 250 mm)
- Zusatzschild 743
Kraftfahrzeuge und Züge, die nicht schneller als 25 km/h fahren können oder dürfen (Symbol)
(500 × 250 mm)
- Zusatzschild 743
Krafträder auch mit Beiwagen (Symbol)
(500 × 250 mm)
- Zusatzschild 743
Kleinkrafträder und Fahrräder mit Hilfsmotor (Symbol)
(500 × 250 mm)
- Zusatzschild 743
Radfahrer (Symbol)
(500 × 250 mm)
- Zusatzschild 743
Fußgänger mit Handfahrzeugen oder sperrigen Gegenständen (Symbol)
(500 × 250 mm)
- Zusatzschild 744
Haltverbot auch auf dem Seitenstreifen (Symbol)
(300 × 250 mm)
- Zusatzschild 744
Haltverbot auch auf dem Seitenstreifen (Symbol)
(500 × 250 mm)
- Zusatzschild 744
Haltverbot auch auf dem Seitenstreifen (Symbol)
(750 × 350 mm)
- Zusatzschild 745
… Taxen
(500 × 250 mm)
- Zusatzschild 746
Anfang
(300 × 150 mm)
- Zusatzschild 746
Anfang
(500 × 250 mm)
- Zusatzschild 746
Anfang
(750 × 350 mm)
- Zusatzschild 748
Ende
(300 × 150 mm)
- Zusatzschild 748
Ende
(500 × 250 mm)
- Zusatzschild 748
Ende
(750 × 350 mm)
- Zusatzschild 761
Nebenstrecke
- Zusatzschild 781
Fahrzeuge über bestimmtes zulässiges Gesamtgewicht
(1000 × 333 mm)
- Zusatzschild 782
Richtung …
(1000 × 333 mm)
- Zusatzschild 801
Gewichtsangabe (7,5 t)
(500 × 250 mm)
- Zusatzschild 802
Kindern Spielen auf der Fahrbahn und den Seitenstreifen erlaubt (Symbol)
(500 × 250 mm)
- Zusatzschild 802
Kindern Spielen auf der Fahrbahn und den Seitenstreifen erlaubt (Symbol)
(750 × 350 mm)
- Zusatzschild 803
Anlieger frei
(500 × 250 mm)
- Zusatzschild 804
Halt nach 200 m
(500 × 350 mm)
- Zusatzschild 805
Streugut (selbständiges Hinweiszeichen)
(500 × 250 mm)
- Zusatzschild 805
Streugut (selbständiges Hinweiszeichen)
(500 × 350 mm)
- Zusatzschild 806
Linienverkehr frei
(500 × 350 mm)
- Zusatzschild 807
Einsatzfahrzeuge frei
(500 × 350 mm)
- Zusatzschild 808
Krankenfahrzeuge frei
(500 × 350 mm)
- Zusatzschild 809
Fährbenutzer frei
(500 × 350 mm)
- Zusatzschild 810
Landwirtschaftlicher Verkehr frei
(500 × 350 mm)
- Zusatzschild 811
Forstwirtschaftlicher Verkehr frei
(500 × 350 mm)
- Zusatzschild 812
Land- und forstwirtschaftlicher Verkehr frei
(500 × 350 mm)
- Zusatzschild 813
Zeitliche Beschränkung 6 – 22 h an Sonn- und Feiertagen
(500 × 350 mm)
- Zusatzschild 814
Vorfahrt geändert
(750 × 350 mm)
- Zusatzschild 821
Straßenschäden
(750 × 350 mm)
- Zusatzschild 822
Rollsplitt
(750 × 350 mm)
- Zusatzschild 824
Schlechter Fahrbahnrand (Symbol)
(300 × 250 mm)
- Zusatzschild 824
Schlechter Fahrbahnrand (Symbol)
(500 × 250 mm)
- Zusatzschild 824
Schlechter Fahrbahnrand (Symbol)
(750 × 350 mm)
- Zusatzschild 825
Wintersport erlaubt (Symbol)
(750 × 350 mm)
- Zusatzschild 826
Wintersport erlaubt (Symbol) mit zeitlicher Beschränkung
(10 – 16 h)
10 mm Lichtkantenbreite
(750 × 350 mm)
- Zusatzschild 826
Wintersport erlaubt (Symbol) mit zeitlicher Beschränkung
(9 – 17 h)
14 mm Lichtkantenbreite
(750 × 350 mm)

Zusatzschild 701 Anfang (Pfeil linksweisend) (300 × 150 mm)
Zusatzschild 827 Schienenbahn ohne Vorrang (Symbol) (500 × 250 mm)
Zusatzschild 828 Radfahrer absteigen (750 × 350 mm)
Zusatzschild 702 Mitte (Pfeil rechts- und linksweisend) (300 × 150 mm)
Zusatzschild 702 Mitte (Pfeil rechts- und linksweisend) (500 × 250 mm)
Zusatzschild 702 Mitte (Pfeil rechts- und linksweisend) (750 × 350 mm)
Zusatzschild 703 Ende (Pfeil rechtsweisend) (300 × 150 mm)

- Zusatzschild 830
Verschmutzte Fahrbahn
(750 × 350 mm)
- Zusatzschild 832
Unfall
(750 × 350 mm)
- Zusatzschild 833
Ölspur
Rauch
(750 × 350 mm)
- Zusatzschild 834
Rauch
(750 × 350 mm)
- Zusatzschild 841
Gefahr unerwarteter Glatteisbildung
(750 × 350 mm)
- Zusatzschild 842 L
Richtung der Gefahrstelle (links)
- Zusatzschild 842 R
Richtung der Gefahrstelle (rechts)
- Zusatzschild 846
Anlieger oder Parken frei
(500 × 350 mm)
- Zusatzschild 847
Kraftfahrzeuge, die nicht schneller als 20 km/h fahren können oder dürfen, dürfen überholt werden
(500 × 350 mm)
- Zusatzschild 848
Anlieger und Radfahrer (Symbol) frei
(500 × 350 mm)
- Zusatzschild 849
Baustellenfahrzeuge frei
(500 × 350 mm)
- Zusatzschild 849
Baustellenfahrzeuge frei
(750 × 500 mm)
- Zusatzschild 851
Grüne Welle bei … km/h.
Dieses Schild kann auch alleine aufgestellt werden
(700 × 350 mm)
Zusatzschild 852 Parkscheibe (Symbol) 2 Stunden (500 × 250 mm)
Zusatzschild 703 Ende (Pfeil rechtsweisend) (750 × 350 mm)
Zusatzschild 704 Zeitliche Beschränkung (16-18 h) (300 × 150 mm)
Zusatzschild 704 Zeitliche Beschränkung (16-18 h) (500 × 250 mm)
Zusatzschild 705 Zeitliche Beschränkung (werktags) (300 × 150 mm)
Zusatzschild 705 Zeitliche Beschränkung (werktags) (500 × 250 mm)
Zusatzschild 705 Zeitliche Beschränkung (werktags) (750 × 350 mm)
Zusatzschild 720 Zeitliche Beschränkung (Mo – Fr 16 – 18 h) (300 × 250 mm)
Zusatzschild 720 Zeitliche Beschränkung (Mo – Fr 16 – 18 h) (500 × 250 mm)
Zusatzschild 720 Zeitliche Beschränkung (Di, Do, Fr 16 – 18 h) (500 × 250 mm)
Zusatzschild 721 Zeitliche Beschränkung (werktags 18 – 19 h) (300 × 250 mm)
Zusatzschild 721 Zeitliche Beschränkung (werktags 18 – 19 h) (500 × 250 mm)
Zusatzschild 721 Zeitliche Beschränkung (werktags 8.30 – 11.30 h, 16 – 18 h) (500 × 350 mm)
Zusatzschild 721 Zeitliche Beschränkung (8 – 11 h, 16 – 18 h) (500 × 250 mm)
Zusatzschild 723 Kleinkrafträder und Fahrräder mit Hilfsmotor (Symbol) frei (300 × 250 mm)
Zusatzschild 723 Kleinkrafträder und Fahrräder mit Hilfsmotor (Symbol) frei (500 × 350 mm)
Zusatzschild 723 Pkw (Symbol) frei (300 × 250 mm)
Zusatzschild 723 Pkw (Symbol) frei (500 × 350 mm)
Zusatzschild 723 Pkw (Symbol) frei (300 × 250 mm)
Zusatzschild 723 Pkw (Symbol) frei (500 × 350 mm)
Zusatzschild 723 Lastkraftwagen mit Anhänger (Symbol) (300 × 250 mm)
Zusatzschild 723 Lastkraftwagen mit Anhänger (Symbol) frei (500 × 350 mm)
Zusatzschild 723 Pkw mit Anhänger (Symbol) frei (300 × 250 mm)
Zusatzschild 723 Pkw mit Anhänger (Symbol) frei
Zusatzschild 723 Lastkraftwagen (Symbol) frei (300 × 250 mm)
Zusatzschild 723 Lastkraftwagen (Symbol) frei (500 × 350 mm)
Zusatzschild 723 Kraftomnibus (Symbol) frei (300 × 250 mm)
Zusatzschild 723 Kraftomnibus (Symbol) frei (500 × 350 mm)
Zusatzschild 723 Straßenbahn (Symbol) frei (300 × 250 mm)
Zusatzschild 723 Straßenbahn (Symbol) frei (500 × 350 mm)
Zusatzschild 723 Gespannfuhrwerke (Symbol) frei (300 × 250 mm)
Zusatzschild 723 Gespannfuhrwerke (Symbol) frei (500 × 350 mm)
Zusatzschild 723 Kraftfahrzeuge und Züge, die nicht schneller als 25 km-h fahren können oder dürfen (Symbol) frei (300 × 250 mm)
Zusatzschild 723 Kraftfahrzeuge und Züge, die nicht schneller als 25 km-h fahren können oder dürfen (Symbol) frei (500 × 350 mm)
Zusatzschild 723 Krafträder auch mit Beiwagen (Symbol) frei (300 × 250 mm)
Zusatzschild 723 Krafträder auch mit Beiwagen (Symbol) frei (500 × 350 mm)
Zusatzschild 723 Radfahrer (Symbol) frei (300 × 250 mm)
Zusatzschild 723 Radfahrer (Symbol) frei (500 × 350 mm)
Zusatzschild 723 Fußgänger mit Handfahrzeugen oder sperrigen Gegenständen (Symbol) frei (300 × 250 mm)
Zusatzschild 723 Fußgänger mit Handfahrzeugen oder sperrigen Gegenständen (Symbol) frei (500 × 350 mm)
Zusatzschild 723 Lastkraftwagen mit Anhänger (Symbol) (300 × 250 mm)
Zusatzschild 724 Lastkraftwagen mit Anhänger (Symbol) (500 × 350 mm)
Zusatzschild 724 nur Pkw mit Anhänger (Symbol) (300 × 250 mm)
Zusatzschild 724 nur Pkw mit Anhänger (Symbol) (500 × 350 mm)
Zusatzschild 724 nur Lastkraftwagen (Symbol) (300 × 250 mm)
Zusatzschild 724 nur Lastkraftwagen (Symbol) (500 × 350 mm)
Zusatzschild 724 nur Pkw (Symbol) (300 × 250 mm)
Zusatzschild 724 nur Pkw (Symbol) (500 × 350 mm)
Zusatzschild 724 nur Pkw (Symbol) (300 × 250 mm)
Zusatzschild 724 nur Pkw (Symbol) (500 × 350 mm)
Zusatzschild 724 nur Kraftomnibus (Symbol) (300 × 250 mm)
Zusatzschild 724 nur Kraftomnibus (Symbol) (500 × 350 mm)
Zusatzschild 724 nur Straßenbahn (Symbol) (300 × 250 mm)
Zusatzschild 724 nur Straßenbahn (Symbol) (500 × 350 mm)
Zusatzschild 724 nur Gespannfuhrwerke (Symbol) (300 × 250 mm)
Zusatzschild 724 nur Gespannfuhrwerke (Symbol) (500 × 350 mm)
Zusatzschild 724 nur kennzeichnungs-pflichtige Kfz mit explosionsgefährlichen oder leichtentzündlichen Stoffen (Symbol) (500 × 350 mm)
Zusatzschild 724 nur Kraftfahrzeuge und Züge, die nicht schneller als 25 km/h fahren können oder dürfen (Symbol) (300 × 250 mm)
Zusatzschild 724 nur Kraftfahrzeuge und Züge, die nicht schneller als 25 km/h fahren können oder dürfen (Symbol) (500 × 350 mm)
Zusatzschild 724 nur Krafträder auch mit Beiwagen (Symbol) (300 × 250 mm)
Zusatzschild 724 nur Krafträder auch mit Beiwagen (Symbol) (500 × 350 mm)
Zusatzschild 724 nur Kleinkrafträder und Fahrräder mit Hilfsmotor (Symbol) (300 × 250 mm)
Zusatzschild 724 nur Kleinkrafträder und Fahrräder mit Hilfsmotor (Symbol) (500 × 350 mm)
Zusatzschild 724 nur Radfahrer (Symbol) (300 × 250 mm)
Zusatzschild 724 nur Radfahrer (Symbol) (500 × 350 mm)
Zusatzschild 724 nur Fußgänger mit Handfahrzeugen oder sperrigen Gegenständen (Symbol) (300 × 250 mm)
Zusatzschild 724 nur Fußgänger mit Handfahrzeugen oder sperrigen Gegenständen (Symbol) (500 × 350 mm)
Zusatzschild 741 nach 100 m (500 × 250 mm)
Zusatzschild 741 nach 200 m (500 × 250 mm)
Zusatzschild 741 nach 400 m (500 × 250 mm)
Zusatzschild 741 nach 600 m (500 × 250 mm)
Zusatzschild 741 nach 800 m (500 × 250 mm)
Zusatzschild 741 nach 2 km (750 × 350 mm)
Zusatzschild 742 auf … km oder m (500 × 250 mm)
Zusatzschild 742 auf … km oder m (500 × 250 mm)
Zusatzschild 742 auf … km oder m (750 × 350 mm)
Zusatzschild 742 auf … km oder m (500 × 250 mm)
Zusatzschild 742 auf … km oder m (500 × 250 mm)
Zusatzschild 742 auf … km oder m (500 × 250 mm)
Zusatzschild 743 Lastkraftwagen mit Anhänger (Symbol) (500 × 250 mm)
Zusatzschild 743 Personenkraftwagen mit Anhänger (Symbol) (500 × 250 mm)
Zusatzschild 743 Zusatzschild 743: Kraftfahrzeuge mit einem zulässigen Gesamtgewicht über 2,8 t und Zugmaschinen, ausgenommen Personenkraftwagen und Kraftomnibusse (Symbol) (500 × 250 mm)
Zusatzschild 743 Personenkraftwagen (Symbol) (500 × 250 mm)
Zusatzschild 743 Kraftomnibus (Symbol) (500 × 250 mm)
Zusatzschild 743 Straßenbahn (Symbol) (500 × 250 mm)
Zusatzschild 743 Gespannfuhrwerke (Symbol) (500 × 250 mm)
Zusatzschild 743 Kennzeichnungspflichtige Kraftfahrzeuge mit explosionsgefährlichen oder leichtentzündlichen Stoffen (Symbol) (500 × 250 mm)
Zusatzschild 743 Kraftfahrzeuge und Züge, die nicht schneller als 25 km/h fahren können oder dürfen (Symbol) (500 × 250 mm)
Zusatzschild 743 Krafträder auch mit Beiwagen (Symbol) (500 × 250 mm)
Zusatzschild 743 Kleinkrafträder und Fahrräder mit Hilfsmotor (Symbol) (500 × 250 mm)
Zusatzschild 743 Radfahrer (Symbol) (500 × 250 mm)
Zusatzschild 743 Fußgänger mit Handfahrzeugen oder sperrigen Gegenständen (Symbol) (500 × 250 mm)
Zusatzschild 744 Haltverbot auch auf dem Seitenstreifen (Symbol) (300 × 250 mm)
Zusatzschild 744 Haltverbot auch auf dem Seitenstreifen (Symbol) (500 × 250 mm)
Zusatzschild 744 Haltverbot auch auf dem Seitenstreifen (Symbol) (750 × 350 mm)
Zusatzschild 745 … Taxen (500 × 250 mm)
Zusatzschild 746 Anfang (300 × 150 mm)
Zusatzschild 746 Anfang (500 × 250 mm)
Zusatzschild 746 Anfang (750 × 350 mm)
Zusatzschild 748 Ende (300 × 150 mm)
Zusatzschild 748 Ende (500 × 250 mm)
Zusatzschild 748 Ende (750 × 350 mm)
Zusatzschild 761 Nebenstrecke
Zusatzschild 781 Fahrzeuge über bestimmtes zulässiges Gesamtgewicht (1000 × 333 mm)
Zusatzschild 782 Richtung … (1000 × 333 mm)
Zusatzschild 801 Gewichtsangabe (7,5 t) (500 × 250 mm)
Zusatzschild 802 Kindern Spielen auf der Fahrbahn und den Seitenstreifen erlaubt (Symbol) (500 × 250 mm)
Zusatzschild 802 Kindern Spielen auf der Fahrbahn und den Seitenstreifen erlaubt (Symbol) (750 × 350 mm)
Zusatzschild 803 Anlieger frei (500 × 250 mm)
Zusatzschild 804 Halt nach 200 m (500 × 350 mm)
Zusatzschild 805 Streugut (selbständiges Hinweiszeichen) (500 × 250 mm)
Zusatzschild 805 Streugut (selbständiges Hinweiszeichen) (500 × 350 mm)
Zusatzschild 806 Linienverkehr frei (500 × 350 mm)
Zusatzschild 807 Einsatzfahrzeuge frei (500 × 350 mm)
Zusatzschild 808 Krankenfahrzeuge frei (500 × 350 mm)
Zusatzschild 809 Fährbenutzer frei (500 × 350 mm)
Zusatzschild 810 Landwirtschaftlicher Verkehr frei (500 × 350 mm)
Zusatzschild 811 Forstwirtschaftlicher Verkehr frei (500 × 350 mm)
Zusatzschild 812 Land- und forstwirtschaftlicher Verkehr frei (500 × 350 mm)
Zusatzschild 813 Zeitliche Beschränkung 6 – 22 h an Sonn- und Feiertagen (500 × 350 mm)
Zusatzschild 814 Vorfahrt geändert (750 × 350 mm)
Zusatzschild 821 Straßenschäden (750 × 350 mm)
Zusatzschild 822 Rollsplitt (750 × 350 mm)
Zusatzschild 824 Schlechter Fahrbahnrand (Symbol) (300 × 250 mm)
Zusatzschild 824 Schlechter Fahrbahnrand (Symbol) (500 × 250 mm)
Zusatzschild 824 Schlechter Fahrbahnrand (Symbol) (750 × 350 mm)
Zusatzschild 825 Wintersport erlaubt (Symbol) (750 × 350 mm)
Zusatzschild 826 Wintersport erlaubt (Symbol) mit zeitlicher Beschränkung (10 – 16 h) 10 mm Lichtkantenbreite (750 × 350 mm)
Zusatzschild 826 Wintersport erlaubt (Symbol) mit zeitlicher Beschränkung (9 – 17 h) 14 mm Lichtkantenbreite (750 × 350 mm)
Zusatzschild 827 Schienenbahn ohne Vorrang (Symbol) (500 × 250 mm)
Zusatzschild 828 Radfahrer absteigen (750 × 350 mm)
Zusatzschild 830 Verschmutzte Fahrbahn (750 × 350 mm)
Zusatzschild 832 Unfall (750 × 350 mm)
Zusatzschild 833 Ölspur Rauch (750 × 350 mm)
Zusatzschild 834 Rauch (750 × 350 mm)
Zusatzschild 841 Gefahr unerwarteter Glatteisbildung (750 × 350 mm)
Zusatzschild 842 L Richtung der Gefahrstelle (links)
Zusatzschild 842 R Richtung der Gefahrstelle (rechts)
Zusatzschild 846 Anlieger oder Parken frei (500 × 350 mm)
Zusatzschild 847 Kraftfahrzeuge, die nicht schneller als 20 km/h fahren können oder dürfen, dürfen überholt werden (500 × 350 mm)
Zusatzschild 848 Anlieger und Radfahrer (Symbol) frei (500 × 350 mm)
Zusatzschild 849 Baustellenfahrzeuge frei (500 × 350 mm)
Zusatzschild 849 Baustellenfahrzeuge frei (750 × 500 mm)
Zusatzschild 851 Grüne Welle bei … km/h. Dieses Schild kann auch alleine aufgestellt werden (700 × 350 mm)
Zusatzschild 852 Parkscheibe (Symbol) 2 Stunden (500 × 250 mm)
Zusatzschild 853 Parken Sa und So erlaubt (500 × 350 mm)

- Zusatzschild 853
Parken Sa und So erlaubt
(500 × 350 mm)

Trotz Erwähnung im Verkehrsblatt 1970 nicht im Verkehrszeichenkatalog 1972 enthalten:

Zusatzschild (ohne Nummer) Hafengebiet – Schienenfahrzeuge haben Vorrang (zu Zeichen 201 und 202) (500 × 350 mm)
Zusatzschild (ohne Nummer) Hafengebiet – Schienenfahrzeuge haben Vorrang (zu Zeichen 201 und 202) (700 × 500 mm)
Zusatzschild (ohne Nummer) Industriegebiet – Schienenfahrzeuge haben Vorrang (zu Zeichen 201 und 202) (500 × 350 mm)
Zusatzschild (ohne Nummer) Industriegebiet – Schienenfahrzeuge haben Vorrang (zu Zeichen 201 und 202) (700 × 500 mm)

## Blinklichtanlagen für Bahnübergänge in Schienenhöhe
Diese Zeichen waren nicht in die Straßenverkehrsordnung aufgenommen worden. Ihre Anordnung und Aufstellung regelte die Eisenbahn-Bau- und Betriebsordnung (BO).
Dia am 28. Mai 1967 in Kraft getretene Verordnung zur Änderung der Eisenbahn-Bau- und Betriebsordnung (EBO) galt im Grundsatz weiter. Erst mit der Dritten Verordnung zur Änderung der Eisenbahn-Bau- und Betriebsordnung (EBO) vom 8. Mai 1991, die einen Tag nach der Verkündung in Kraft trat, änderte sich das Aussehen der Halbschranke.

Lichtzeichen
Andreaskreuz mit Blinklicht für unbeschrankte oder halbbeschrankte Bahnübergänge
Andreaskreuz mit Blinklicht, Wecker und Leuchtschriftzug an abgelegenen Wegen
Andreaskreuz mit Blinklicht und Halbschranke
Das Andreaskreuz gilt nur in Richtung des Pfeils

## Nachträgliche Änderungen und Ergänzungen zu den Verkehrszeichen

### 1971
Nach einer Empfehlung durch die Gesellschaft für deutsche Sprache erließ das Bundesverkehrsministerium im November 1971 eine Neuregelung der Park- beziehungsweise Rastplatz-Beschilderung an den Bundesautobahnen. Diese Regelung betraf die am 25. April 1961 eingeführten Hinweisschilder „Rastplatz bitte sauber halten“ sowie „Parkplatz bitte sauber halten“. Da Einwände gegen die falsche Schreibweise „sauber halten“ laut geworden waren, sollten die von nun an bei Erneuerungen beziehungsweise Neuaufstellungen errichteten Schilder die korrekte Beschriftung „Rastplatz bitte sauberhalten“ (Beilage 1) und „Parkplatz bitte sauberhalten“ (Beilage 2) tragen.

Hinweisschild (Beilage 1) Rastplatz bitte sauberhalten (1500 × 500 mm)
Hinweisschild (Beilage 2) Parkplatz bitte sauberhalten (1500 × 500 mm)

### 1972

#### Juli

Bisher: Symbol 4 Tankstelle
Neu: Symbol 4 Tankstelle
Bisher: Zeichen 361 Tankstelle
Neu: Zeichen 361 Tankstelle

Wie im Verkehrsblatt am 13. Juli 1972 veröffentlicht, mussten Notrufsäulen an Autobahnrastplätzen durch das Zeichen 360 (Fernsprecher) vorangekündigt werden. Dieses Zeichen musste dabei den Zusatz „Notruf“ beinhalten und war zusätzlich mit dem Zeichen 314 (Parkplatz) aufzustellen.

#### November

Zeichen 362 Parken und Reisen

Bisher: Symbol 3 Fernsprecher
Neu: Symbol 3 Fernsprecher
Bisher: Zeichen 360d Fernsprecher (Notruf)
Neu: Zeichen 360d Fernsprecher (Notruf)

Bisher: Zeichen 332 Ausfahrt von der Autobahn
Neu: Zeichen 332 Ausfahrt von der Autobahn
Bisher: Zeichen 333 Ausfahrt von der Autobahn (Pfeilschild)
Neu: Zeichen 333 Ausfahrt von der Autobahn (Pfeilschild)
Bisher: Zeichen 452 Ankündigungsbake (einstreifig)
Neu: Zeichen 452 Ankündigungsbake (einstreifig)

Am 8. November 1972 wurde als Nachfolger für das erst am 26. Juli 1972 eingeführte Zusatzschild 832 mit dem Wort „Unfall“ ein neues Schild verordnet (350 mm × 750 mm), das ein Sinnbild zeigte und das Vorgängerschild ersetzte. Die alten Schilder sollten jedoch aufgebraucht werden.

Bisher: Zusatzschild 832 Unfall (750 × 350 mm)
Neu: Zusatzschild 832 Unfall (750 × 350 mm)

Als Empfehlung des Bundesministers für Verkehr vom 23. November 1971 wurde Zeichen 362 verordnet. Es ist eine Fehlinformation aus der DDR-Literatur, dass das Zeichen in der BRD zunächst unter dem Namen Park and Ride eingeführt worden sein soll. Das Zeichen wurde zwar veröffentlicht und sehr häufig verordnet, aber erst 1992 in die Straßenverkehrs-Ordnung aufgenommen.
- Zeichen 362
Parken und Reisen

#### Dezember
Zeichen 432 wurde mit Rundschreiben vom 28. Dezember 1972 erlassen.

Zeichen 432 Wegweiser zum Flughafen

### 1973
Die Abbildung links zeigt das ursprüngliche, 1971 eingeführte Sinnbild. Da die schlechte Sichtbarkeit des Zeichens bei Frost, Eis und Schnee bereits nach kurzer Zeit gerügt wurde, entschied das Bundesverkehrsministerium nach anfänglichem Sträuben, ein neues Sinnbild herauszugeben.

Bisher: Zusatzschild 841 Gefahr unerwarteter Glatteisbildung (700 × 350 mm)
Neu: Zusatzschild 841 Gefahr unerwarteter Glatteisbildung (700 × 350 mm)
Neu: Zusatzschild 841 Gefahr unerwarteter Glatteisbildung (300 × 250 mm)

#### September

Bisher: Symbol 5 Hotel oder Motel
Neu: Symbol 5 Hotel oder Motel
Bisher: Symbol 6 Autobahngasthof
Neu: Symbol 6 Autobahngasthof
Bisher: Symbol 7 Autobahnkiosk
Neu: Symbol 7 Autobahnkiosk

Nachdem im Verkehrsblatt 1972, S. 610, vom Bundesverkehrsminister empfohlen worden war für Hinweise auf Fremdenverkehrsbüros oder Auskunftsstellen Zeichen 432 zu verwenden und mit einem „i“ zu kennzeichnen, wurde anhand der bis 1973 festgestellten Praxis deutlich, dass es notwendig war, ein einheitliches Sinnbild für „i“ zu verordnen.

Sinnbild „Information“
Zeichen 432R Hinweise auf Fremdenverkehrsbüros oder Auskunftsstellen (rechtsweisend)
Zeichen 432L Hinweise auf Fremdenverkehrsbüros oder Auskunftsstellen (linksweisend)

#### November
Das Zusatzschild „im Seitenstreifen“ zur Kennzeichnung von Ladebuchten wurde durch ein Rundschreiben des Bundesverkehrsministers vom 23. November 1973 in Verbindung mit Zeichen 286 angeordnet.
Bereits ab 1978 war dann nur noch die Formulierung „auf dem Seitenstreifen“ zulässig.

Zusatzschild 854 im Seitenstreifen (500 × 250 mm)

### 1974

Zeichen 273 Verbot des Fahrens ohne einen Mindestabstand Erst 1974 wurde beabsichtigt, das Zeichen in die StVO aufzunehmen.

Am 15. Juli 1974 wurden die Autobahnnummern über das Verkehrsblatt amtlich eingeführt und am 1. August 1974 wurde das Nummernschild für Autobahnen vorgestellt. Doch erst mit Veröffentlichung der Richtlinien für die Anbringung des Autobahnnummernzeichens in der wegweisenden Beschilderung vom 15. Oktober 1974 konnte die Verordnung umgesetzt werden.
Neues Verkehrszeichen

Zeichen 405 Nummernschild für Autobahnen

Neu gestaltete Verkehrszeichen

Bisher: Zeichen 430 Wegweiser zur Autobahn (rechtsweisend)
Neu: Zeichen 430R Wegweiser zur Autobahn (rechtsweisend)
Neu: Zeichen 430L Wegweiser zur Autobahn (linksweisend)
Bisher: Zeichen 430R Wegweiser zur Autobahn (rechtsweisend)
Neu: Zeichen 430R Wegweiser zur Autobahn (rechtsweisend)
Bisher: Zeichen 430L Wegweiser zur Autobahn (linksweisend)
Neu: Zeichen 430L Wegweiser zur Autobahn (linksweisend)
Bisher: Zeichen 449 Vorwegweiser auf Autobahnen
Neu: Zeichen 449 Vorwegweiser auf Autobahnen
Bisher: Zeichen 453 Entfernungstafel
Neu: Zeichen 453 Entfernungstafel[20]

- Zeichen 273
Verbot des Fahrens ohne einen Mindestabstand
Erst 1974 wurde beabsichtigt, das Zeichen in die StVO aufzunehmen.[68]

### 1975

#### Februar

Zeichen 274.1 Beginn der Zone mit zulässiger Höchstgeschwindigkeit
Zeichen 274.2 Ende der Zone mit zulässiger Höchstgeschwindigkeit

Am 1. Februar 1974 wurde Zeichen 368 (Verkehrsfunksender) zur Autofahrer-Rundfunk-Information veröffentlicht. Eine weitere Verlautbarung stammt vom 15. Juli 1974. Das damals ebenfalls erwähnte Zeichen 369 (Deutschlandfunk) erhielt seine Nummer erst 1975 durch Veröffentlichung im Verkehrsblatt. Das laut Vorschrift in erster Linie an den Autobahnen aufgestellte Zeichen 368 durfte nur verwendet werden, wenn der Verkehrsfunksender einer Landesrundfunkanstalt zugeordnet war und Verkehrsdurchsagen der Polizei über akute Verkehrsstörungen sofort in das laufende Programm einblendete. Der Sender musste zudem eine Kennfrequenz für Verkehrsfunksender ausstrahlen, was einer Genehmigung durch den Bundesminister für das Post- und Fernmeldewesen bedurfte. Das Zeichen des Deutschlandfunks sollte an Grenzübergängen oder an Parkplätzen mit starkem Verkehrsaufkommen aufgestellt werden. Nachdem das seltenere Zeichen 369 bereits mit Einführung der StVO von 1992 aus dem Verzeichnis gestrichen worden war, verlor Zeichen 368 am 31. Dezember 2002 seine Gültigkeit und wurde ab 1. Januar 2003 abgebaut. Wenn mehrere Verkehrsfunksender empfangbar waren, was ab 1984 nach Einführung der ersten Privatrechtlichen Rundfunkanstalten möglich wurde, standen auch mehrere Zeichen 368 im Abstand von einigen hundert Metern an der Autobahn. Statt Zeichen 369 konnte auch Zeichen 368 mit Zusatzschild 855 aufgestellt werden. Laut der am 3. Dezember 1974 erfolgten Veröffentlichung wurden im Verkehrsblatt Heft 2, 1975, S. 92–94 die Hinweiszeichen auf Verkehrsfunksender veröffentlicht.

Zeichen 368 Verkehrsfunksender (Übergröße auf Autobahnen und Kraftfahrstraßen)
Zeichen 369 Verkehrsfunksender (Hinweis auf Deutschlandfunk)
Zusatzschild 855 Deutschlandfunk (zu Zeichen 368) (650 × 650 mm)

#### Dezember
Die am 16. Dezember 1975 im Verkehrsblatt veröffentlichte Allgemeine Verwaltungsvorschrift zur Änderung der Allgemeinen Verwaltungsvorschrift zur Straßenverkehrs-Ordnung ermöglichte es, den Ortsteilnamen über oder unter dem Gemeindenamen aufzuführen.

Zeichen 310 Ortstafel (Vorderseite) mit Ortsteil

### 1976
In diesem Jahr werden folgende Zeichen eingeführt:

Zeichen 332A Ausfahrt von Kraftfahrstraßen[26]
Zeichen 332B Ausfahrt nach innerörtlichen Zielen
Zeichen 333 A Ausfahrt von Kraftfahrstraßen (Pfeilschild)[26]
Zeichen 333 B Ausfahrt nach innerörtlichen Zielen (Pfeilschild)[26]

#### Bis 1976 neu hinzugekommene Zusatzschilder
- Zusatzschild 800
Taxi
(zu Zeichen 245)
10 mm breite Lichtkante
(300 × 150 mm)
- Zusatzschild 800
Taxi
(zu Zeichen 245)
10 mm breite Lichtkante
(500 × 250 mm)
- Zusatzschild 800
Taxi
(zu Zeichen 245)
14 mm breite Lichtkante
(500 × 250 mm)
- Zusatzschild 800
Taxi
(zu Zeichen 245)
10 mm breite Lichtkante
(750 × 350 mm)

Zusatzschild 800 Taxi (zu Zeichen 245) 10 mm breite Lichtkante (300 × 150 mm)
Zusatzschild 800 Taxi (zu Zeichen 245) 10 mm breite Lichtkante (500 × 250 mm)
Zusatzschild 800 Taxi (zu Zeichen 245) 14 mm breite Lichtkante (500 × 250 mm)
Zusatzschild 800 Taxi (zu Zeichen 245) 10 mm breite Lichtkante (750 × 350 mm)
Zusatzschild 850 Lieferverkehr frei (500 × 350 mm)
Zusatzschild 856 Zufahrt bis … frei (500 × 350 mm)
Zusatzschild 857 Rollstuhlfahrer (Sinnbild) (750 × 350 mm)
Zusatzschild 858 Taxi frei (500 × 350 mm)
Zusatzschild 858 Taxi frei (750 × 500 mm)
Zusatzschild 900 auch Fahrräder und Fahrräder mit Hilfsmotor (Sinnbilder) (350 × 500 mm)

#### Bis 1976 neu benummerte, gestrichene und teils umbenannte Zusatzschilder
Im Jahr 1976 erschienen folgende Schilder nicht mehr in der Liste der Zusatzschilder:

Zusatzschild 723 Pkw (Symbol) frei (300 × 250 mm)
Zusatzschild 723 Pkw (Symbol) frei (500 × 350 mm)
Zusatzschild 724 nur Pkw (Symbol) (300 × 250 mm)
Zusatzschild 724 nur Pkw (Symbol) (500 × 350 mm)

Bei der Umbenennung und Ergänzung wurde unter anderem durchgehend das Wort „Symbol“ durch das Wort „Sinnbild“ ersetzt.
- Zusatzschild 720 a
Zeitliche Beschränkung (Di, Do, Fr 16 – 18 h)
(500 × 250 mm)
- Zusatzschild 721 a
Zeitliche Beschränkung (werktags 8.30 – 11.30 h, 16 – 18 h)
(500 × 350 mm)
- Zusatzschild 721 b
Zeitliche Beschränkung (8 – 11 h, 16 – 18 h)
(500 × 250 mm)
- Zusatzschild 723 a
Lastkraftwagen mit Anhänger (Sinnbild)
(300 × 250 mm)
- Zusatzschild 723 a
Lastkraftwagen mit Anhänger (Sinnbild) frei
(500 × 350 mm)
- Zusatzschild 723
Personenkraftwagen mit Anhänger (Sinnbild) frei
(300 × 250 mm)
- Zusatzschild 723
Personenkraftwagen mit Anhänger (Sinnbild) frei
(500 × 350 mm)
- Zusatzschild 723 c
Kraftfahrzeuge mit einem zulässigen Gesamtgewicht über 2,8 t und Zugmaschinen, ausgenommen Personenkraftwagen und Kraftomnibusse (Sinnbild) frei
(300 × 250 mm)
- Zusatzschild 723 c
Kraftfahrzeuge mit einem zulässigen Gesamtgewicht über 2,8 t und Zugmaschinen, ausgenommen Personenkraftwagen und Kraftomnibusse (Sinnbild) frei
(500 × 350 mm)
- Zusatzschild 723 d
Personenkraftwagen (Sinnbild) frei
(300 × 250 mm)
- Zusatzschild 723 d
Personenkraftwagen (Sinnbild) frei
(500 × 350 mm)
- Zusatzschild 723 e
Kraftomnibus (Sinnbild) frei
(300 × 250 mm)
- Zusatzschild 723 e
Kraftomnibus (Sinnbild) frei
(500 × 350 mm)
- Zusatzschild 723 f
Straßenbahn (Sinnbild) frei
(300 × 250 mm)
- Zusatzschild 723 f
Straßenbahn (Sinnbild) frei
(500 × 350 mm)
- Zusatzschild 723 g
Gespannfuhrwerke (Sinnbild) frei
(300 × 250 mm)
- Zusatzschild 723 g
Gespannfuhrwerke (Sinnbild) frei
(500 × 350 mm)
- Zusatzschild 723 k
Kraftfahrzeuge und Züge, die nicht schneller als 25 km/h fahren können oder dürfen (Sinnbild) frei
(300 × 250 mm)
- Zusatzschild 723 k
Kraftfahrzeuge und Züge, die nicht schneller als 25 km/h fahren können oder dürfen (Sinnbild) frei
(500 × 350 mm)
- Zusatzschild 723 l
Krafträder, auch mit Beiwagen, Kleinkrafträder und Fahrräder mit Hilfsmotor (Sinnbild) frei
(300 × 250 mm)
- Zusatzschild 723 l
Krafträder, auch mit Beiwagen, Kleinkrafträder und Fahrräder mit Hilfsmotor (Sinnbild) frei
(500 × 350 mm)
- Zusatzschild 723 m
Fahrräder mit Hilfsmotor (Sinnbild) frei
(300 × 250 mm)
- Zusatzschild 723 m
Fahrräder mit Hilfsmotor (Sinnbild) frei
(500 × 350 mm)
- Zusatzschild 723 n
Radfahrer (Sinnbild) frei; das Zeichen schloss auch Fahrräder mit Hilfsmotor ein.[75]
(300 × 250 mm)
- Zusatzschild 723 n
Radfahrer (Sinnbild) frei
(500 × 350 mm)
- Zusatzschild 723 o
Fußgänger mit Handfahrzeugen oder sperrigen Gegenständen (Sinnbild) frei
(300 × 250 mm)
- Zusatzschild 723 o
Fußgänger mit Handfahrzeugen oder sperrigen Gegenständen (Sinnbild) frei
(500 × 350 mm)
- Zusatzschild 724 a
nur Lastkraftwagen mit Anhänger (Sinnbild)
(300 × 250 mm)
- Zusatzschild 724
nur Lastkraftwagen mit Anhänger (Sinnbild)
(500 × 350 mm)
- Zusatzschild 724 b
nur Personenkraftwagen mit Anhänger (Sinnbild)
(300 × 250 mm)
- Zusatzschild 724 b
nur Personenkraftwagen mit Anhänger (Sinnbild)
(500 × 350 mm)
- Zusatzschild 724 c
nur Kraftfahrzeuge mit einem zulässigen Gesamtgewicht über 2,8 t und Zugmaschinen, ausgenommen Personenkraftwagen und Kraftomnibusse (Sinnbild)
(300 × 250 mm)
- Zusatzschild 724 c
nur Kraftfahrzeuge mit einem zulässigen Gesamtgewicht über 2,8 t und Zugmaschinen, ausgenommen Personenkraftwagen und Kraftomnibusse (Sinnbild)
(500 × 350 mm)
- Zusatzschild 724 d
nur Personenkraftwagen (Sinnbild)
(300 × 250 mm)
- Zusatzschild 724 d
nur Personenkraftwagen (Sinnbild)
(500 × 350 mm)
- Zusatzschild 724 e
nur Kraftomnibus (Sinnbild)
(300 × 250 mm)
- Zusatzschild 724 e
nur Kraftomnibus (Sinnbild)
(500 × 350 mm)
- Zusatzschild 724 f
nur Straßenbahn (Sinnbild)
(300 × 250 mm)
- Zusatzschild 724 f
nur Straßenbahn (Sinnbild)
(500 × 350 mm)
- Zusatzschild 724 g
nur Gespannfuhrwerke (Sinnbild)
(300 × 250 mm)
- Zusatzschild 724 g
nur Gespannfuhrwerke (Sinnbild)
(500 × 350 mm)
- Zusatzschild 724 i
nur kennzeichnungspflichtige Kfz mit explosionsgefährlichen oder leichtentzündlichen Stoffen (Sinnbild)
(500 × 350 mm)
- Zusatzschild 724 k
nur Kraftfahrzeuge und Züge, die nicht schneller als 25 km/h fahren können oder dürfen (Sinnbild)
(300 × 250 mm)
- Zusatzschild 724 k
nur Kraftfahrzeuge, die nicht schneller als 25 km/h fahren können oder dürfen (Sinnbild)
(500 × 350 mm)
- Zusatzschild 724 l
nur Krafträder auch mit Beiwagen, Kleinkrafträder und Fahrräder mit Hilfsmotor (Sinnbild)
(300 × 250 mm)
- Zusatzschild 724 l
nur Krafträder auch mit Beiwagen, Kleinkrafträder und Fahrräder mit Hilfsmotor (Sinnbild)
(500 × 250 mm)
- Zusatzschild 724 m
nur Fahrräder mit Hilfsmotor (Sinnbild)
(300 × 250 mm)
- Zusatzschild 724 m
nur Fahrräder mit Hilfsmotor (Sinnbild)
(500 × 250 mm)
- Zusatzschild 724 n
nur Radfahrer (Sinnbild)
(300 × 250 mm)
- Zusatzschild 724 n
nur Radfahrer (Sinnbild)
(500 × 350 mm)
- Zusatzschild 724 o
nur Fußgänger mit Handfahrzeugen oder sperrigen Gegenständen (Sinnbild)
(300 × 250 mm)
- Zusatzschild 724 o
nur Fußgänger mit Handfahrzeugen oder sperrigen Gegenständen (Sinnbild)
(500 × 350 mm)
- Zusatzschild 743 a
Lastkraftwagen mit Anhänger (Sinnbild)
(500 × 250 mm)
- Zusatzschild 743 b
Personenkraftwagen mit Anhänger (Sinnbild)
(500 × 250 mm)
- Zusatzschild 743 c
Zusatzschild 743 c: Kraftfahrzeuge mit einem zulässigen Gesamtgewicht über 2,8 t und Zugmaschinen, ausgenommen Personenkraftwagen und Kraftomnibusse (Sinnbild)
(500 × 250 mm)
- Zusatzschild 743 d
Personenkraftwagen (Sinnbild)
(500 × 250 mm)
- Zusatzschild 743 e
Kraftomnibus (Sinnbild)
(500 × 250 mm)
- Zusatzschild 743 f
Straßenbahn (Sinnbild)
(500 × 250 mm)
- Zusatzschild 743 g
Gespannfuhrwerke (Sinnbild)
(500 × 250 mm)
- Zusatzschild 743 i
Kennzeichnungspflichtige Kraftfahrzeuge mit explosionsgefährlichen oder leichtentzündlichen Stoffen (Sinnbild)
(500 × 250 mm)
- Zusatzschild 743 k
Kraftfahrzeuge und Züge, die nicht schneller als 25 km/h fahren können oder dürfen (Sinnbild)
(500 × 250 mm)
- Zusatzschild 743 l
Krafträder auch mit Beiwagen, Kleinkrafträder und Fahrräder mit Hilfsmotor (Sinnbild)
(500 × 250 mm)
- Zusatzschild 743 m
Fahrräder mit Hilfsmotor (Sinnbild)
(500 × 250 mm)
- Zusatzschild 743 n
Radfahrer (Sinnbild)
(500 × 250 mm)
- Zusatzschild 743 o
Fußgänger mit Handfahrzeugen oder sperrigen Gegenständen (Sinnbild)
(500 × 250 mm)
- Zusatzschild 744
Haltverbot auch auf dem Seitenstreifen (Sinnbild)
(300 × 250 mm)
- Zusatzschild 744
Haltverbot auch auf dem Seitenstreifen (Sinnbild)
(500 × 250 mm)
- Zusatzschild 744
Haltverbot auch auf dem Seitenstreifen (Sinnbild)
(750 × 350 mm)
- Zusatzschild 816
Hafengebiet – Schienenfahrzeuge haben Vorrang (zu Zeichen 201 und 202)
(500 × 350 mm)
- Zusatzschild 816
Hafengebiet – Schienenfahrzeuge haben Vorrang (zu Zeichen 201 und 202)
(700 × 500 mm)
- Zusatzschild 817
Industriegebiet – Schienenfahrzeuge haben Vorrang (zu Zeichen 201 und 202)
(500 × 350 mm)
- Zusatzschild 817
Industriegebiet – Schienenfahrzeuge haben Vorrang (zu Zeichen 201 und 202)
(700 × 500 mm)
- Zusatzschild 824
Schlechter Fahrbahnrand (Sinnbild)
(750 × 350 mm)
- Zusatzschild 825
Wintersport erlaubt (Sinnbild)
(750 × 350 mm)
- Zusatzschild 826
Wintersport erlaubt (Sinnbild) mit zeitlicher Beschränkung
(10 – 16 h)
10 mm Lichtkantenbreite
(750 × 350 mm)
- Zusatzschild 826
Wintersport erlaubt (Sinnbild) mit zeitlicher Beschränkung
(9 – 17 h)
14 mm Lichtkantenbreite
(750 × 350 mm)
- Zusatzschild 827
Schienenbahn ohne Vorrang (Sinnbild)
(500 × 250 mm)
- Zusatzschild 847
Kraftfahrzeuge und Züge, die nicht schneller als 25 km/h fahren können oder dürfen (Sinnbild), dürfen überholt werden
(500 × 350 mm)

Zusatzschild 720 a Zeitliche Beschränkung (Di, Do, Fr 16 – 18 h) (500 × 250 mm)
Zusatzschild 721 a Zeitliche Beschränkung (werktags 8.30 – 11.30 h, 16 – 18 h) (500 × 350 mm)
Zusatzschild 721 b Zeitliche Beschränkung (8 – 11 h, 16 – 18 h) (500 × 250 mm)
Zusatzschild 723 a Lastkraftwagen mit Anhänger (Sinnbild) (300 × 250 mm)
Zusatzschild 723 a Lastkraftwagen mit Anhänger (Sinnbild) frei (500 × 350 mm)
Zusatzschild 848 Anlieger und Radfahrer (Sinnbild) frei (500 × 250 mm)
Zusatzschild 723 Personenkraftwagen mit Anhänger (Sinnbild) frei (500 × 350 mm)
Zusatzschild 723 c Kraftfahrzeuge mit einem zulässigen Gesamtgewicht über 2,8 t und Zugmaschinen, ausgenommen Personenkraftwagen und Kraftomnibusse (Sinnbild) frei (300 × 250 mm)
Zusatzschild 723 c Kraftfahrzeuge mit einem zulässigen Gesamtgewicht über 2,8 t und Zugmaschinen, ausgenommen Personenkraftwagen und Kraftomnibusse (Sinnbild) frei (500 × 350 mm)
Zusatzschild 723 d Personenkraftwagen (Sinnbild) frei (300 × 250 mm)
Zusatzschild 723 d Personenkraftwagen (Sinnbild) frei (500 × 350 mm)
Zusatzschild 723 e Kraftomnibus (Sinnbild) frei (300 × 250 mm)
Zusatzschild 723 e Kraftomnibus (Sinnbild) frei (500 × 350 mm)
Zusatzschild 723 f Straßenbahn (Sinnbild) frei (300 × 250 mm)
Zusatzschild 723 f Straßenbahn (Sinnbild) frei (500 × 350 mm)
Zusatzschild 723 g Gespannfuhrwerke (Sinnbild) frei (300 × 250 mm)
Zusatzschild 723 g Gespannfuhrwerke (Sinnbild) frei (500 × 350 mm)
Zusatzschild 723 k Kraftfahrzeuge und Züge, die nicht schneller als 25 km/h fahren können oder dürfen (Sinnbild) frei (300 × 250 mm)
Zusatzschild 723 k Kraftfahrzeuge und Züge, die nicht schneller als 25 km/h fahren können oder dürfen (Sinnbild) frei (500 × 350 mm)
Zusatzschild 723 l Krafträder, auch mit Beiwagen, Kleinkrafträder und Fahrräder mit Hilfsmotor (Sinnbild) frei (300 × 250 mm)
Zusatzschild 723 l Krafträder, auch mit Beiwagen, Kleinkrafträder und Fahrräder mit Hilfsmotor (Sinnbild) frei (500 × 350 mm)
Zusatzschild 723 m Fahrräder mit Hilfsmotor (Sinnbild) frei (300 × 250 mm)
Zusatzschild 723 m Fahrräder mit Hilfsmotor (Sinnbild) frei (500 × 350 mm)
Zusatzschild 723 n Radfahrer (Sinnbild) frei; das Zeichen schloss auch Fahrräder mit Hilfsmotor ein. (300 × 250 mm)
Zusatzschild 723 n Radfahrer (Sinnbild) frei (500 × 350 mm)
Zusatzschild 723 o Fußgänger mit Handfahrzeugen oder sperrigen Gegenständen (Sinnbild) frei (300 × 250 mm)
Zusatzschild 723 o Fußgänger mit Handfahrzeugen oder sperrigen Gegenständen (Sinnbild) frei (500 × 350 mm)
Zusatzschild 724 a nur Lastkraftwagen mit Anhänger (Sinnbild) (300 × 250 mm)
Zusatzschild 724 nur Lastkraftwagen mit Anhänger (Sinnbild) (500 × 350 mm)
Zusatzschild 724 b nur Personenkraftwagen mit Anhänger (Sinnbild) (300 × 250 mm)
Zusatzschild 724 b nur Personenkraftwagen mit Anhänger (Sinnbild) (500 × 350 mm)
Zusatzschild 724 c nur Kraftfahrzeuge mit einem zulässigen Gesamtgewicht über 2,8 t und Zugmaschinen, ausgenommen Personenkraftwagen und Kraftomnibusse (Sinnbild) (300 × 250 mm)
Zusatzschild 724 c nur Kraftfahrzeuge mit einem zulässigen Gesamtgewicht über 2,8 t und Zugmaschinen, ausgenommen Personenkraftwagen und Kraftomnibusse (Sinnbild) (500 × 350 mm)
Zusatzschild 724 d nur Personenkraftwagen (Sinnbild) (300 × 250 mm)
Zusatzschild 724 d nur Personenkraftwagen (Sinnbild) (500 × 350 mm)
Zusatzschild 724 e nur Kraftomnibus (Sinnbild) (300 × 250 mm)
Zusatzschild 724 e nur Kraftomnibus (Sinnbild) (500 × 350 mm)
Zusatzschild 724 f nur Straßenbahn (Sinnbild) (300 × 250 mm)
Zusatzschild 724 f nur Straßenbahn (Sinnbild) (500 × 350 mm)
Zusatzschild 724 g nur Gespannfuhrwerke (Sinnbild) (300 × 250 mm)
Zusatzschild 724 g nur Gespannfuhrwerke (Sinnbild) (500 × 350 mm)
Zusatzschild 724 i nur kennzeichnungspflichtige Kfz mit explosionsgefährlichen oder leichtentzündlichen Stoffen (Sinnbild) (500 × 350 mm)
Zusatzschild 724 k nur Kraftfahrzeuge und Züge, die nicht schneller als 25 km/h fahren können oder dürfen (Sinnbild) (300 × 250 mm)
Zusatzschild 724 k nur Kraftfahrzeuge, die nicht schneller als 25 km/h fahren können oder dürfen (Sinnbild) (500 × 350 mm)
Zusatzschild 724 l nur Krafträder auch mit Beiwagen, Kleinkrafträder und Fahrräder mit Hilfsmotor (Sinnbild) (300 × 250 mm)
Zusatzschild 724 l nur Krafträder auch mit Beiwagen, Kleinkrafträder und Fahrräder mit Hilfsmotor (Sinnbild) (500 × 250 mm)
Zusatzschild 724 m nur Fahrräder mit Hilfsmotor (Sinnbild) (300 × 250 mm)
Zusatzschild 724 m nur Fahrräder mit Hilfsmotor (Sinnbild) (500 × 250 mm)
Zusatzschild 724 n nur Radfahrer (Sinnbild) (300 × 250 mm)
Zusatzschild 724 n nur Radfahrer (Sinnbild) (500 × 350 mm)
Zusatzschild 724 o nur Fußgänger mit Handfahrzeugen oder sperrigen Gegenständen (Sinnbild) (300 × 250 mm)
Zusatzschild 724 o nur Fußgänger mit Handfahrzeugen oder sperrigen Gegenständen (Sinnbild) (500 × 350 mm)
Zusatzschild 743 a Lastkraftwagen mit Anhänger (Sinnbild) (500 × 250 mm)
Zusatzschild 743 b Personenkraftwagen mit Anhänger (Sinnbild) (500 × 250 mm)
Zusatzschild 743 c Zusatzschild 743 c: Kraftfahrzeuge mit einem zulässigen Gesamtgewicht über 2,8 t und Zugmaschinen, ausgenommen Personenkraftwagen und Kraftomnibusse (Sinnbild) (500 × 250 mm)
Zusatzschild 743 d Personenkraftwagen (Sinnbild) (500 × 250 mm)
Zusatzschild 743 e Kraftomnibus (Sinnbild) (500 × 250 mm)
Zusatzschild 743 f Straßenbahn (Sinnbild) (500 × 250 mm)
Zusatzschild 743 g Gespannfuhrwerke (Sinnbild) (500 × 250 mm)
Zusatzschild 743 i Kennzeichnungspflichtige Kraftfahrzeuge mit explosionsgefährlichen oder leichtentzündlichen Stoffen (Sinnbild) (500 × 250 mm)
Zusatzschild 743 k Kraftfahrzeuge und Züge, die nicht schneller als 25 km/h fahren können oder dürfen (Sinnbild) (500 × 250 mm)
Zusatzschild 743 l Krafträder auch mit Beiwagen, Kleinkrafträder und Fahrräder mit Hilfsmotor (Sinnbild) (500 × 250 mm)
Zusatzschild 743 m Fahrräder mit Hilfsmotor (Sinnbild) (500 × 250 mm)
Zusatzschild 743 n Radfahrer (Sinnbild) (500 × 250 mm)
Zusatzschild 743 o Fußgänger mit Handfahrzeugen oder sperrigen Gegenständen (Sinnbild) (500 × 250 mm)
Zusatzschild 744 Haltverbot auch auf dem Seitenstreifen (Sinnbild) (300 × 250 mm)
Zusatzschild 744 Haltverbot auch auf dem Seitenstreifen (Sinnbild) (500 × 250 mm)
Zusatzschild 744 Haltverbot auch auf dem Seitenstreifen (Sinnbild) (750 × 350 mm)
Zusatzschild 816 Hafengebiet – Schienenfahrzeuge haben Vorrang (zu Zeichen 201 und 202) (500 × 350 mm)
Zusatzschild 816 Hafengebiet – Schienenfahrzeuge haben Vorrang (zu Zeichen 201 und 202) (700 × 500 mm)
Zusatzschild 817 Industriegebiet – Schienenfahrzeuge haben Vorrang (zu Zeichen 201 und 202) (500 × 350 mm)
Zusatzschild 817 Industriegebiet – Schienenfahrzeuge haben Vorrang (zu Zeichen 201 und 202) (700 × 500 mm)
Zusatzschild 824 Schlechter Fahrbahnrand (Sinnbild) (750 × 350 mm)
Zusatzschild 825 Wintersport erlaubt (Sinnbild) (750 × 350 mm)
Zusatzschild 826 Wintersport erlaubt (Sinnbild) mit zeitlicher Beschränkung (10 – 16 h) 10 mm Lichtkantenbreite (750 × 350 mm)
Zusatzschild 826 Wintersport erlaubt (Sinnbild) mit zeitlicher Beschränkung (9 – 17 h) 14 mm Lichtkantenbreite (750 × 350 mm)
Zusatzschild 827 Schienenbahn ohne Vorrang (Sinnbild) (500 × 250 mm)
Zusatzschild 847 Kraftfahrzeuge und Züge, die nicht schneller als 25 km/h fahren können oder dürfen (Sinnbild), dürfen überholt werden (500 × 350 mm)
Zusatzschild 848 Anlieger und Radfahrer (Sinnbild) frei (500 × 250 mm)
Zusatzschild 852 Parkscheibe (Sinnbild) 2 Stunden (500 × 250 mm)

- Zusatzschild 852
Parkscheibe (Sinnbild) 2 Stunden
(500 × 250 mm)

Früh wurde auf „die amtlich verschlechterte Wegweisung durch Zeichen 311“ hingewiesen. Ab 1976 kam dann nach Protesten eine neue Ortstafel in die StVO, die auf der Rückseite wie vor 1971 auf den nächstliegenden Ort hinwies.

Zeichen 311 Ortstafel (Rückseite)
Zeichen 311A Ortstafel (Rückseite)

#### Juni

Zusatzschild 724 Nur kennzeichnungspflichtige Kraftfahrzeuge mit gefährlichen Gütern

Aufgehoben: Zeichen 364 Zeltplatz
Aufgehoben: Zeichen 365 Wohnwagenplatz

Am 16. Juni 1976 wurden Muster für Verkehrslenkungstafeln veröffentlicht, die den Verkehrsfluss besser regeln sollten. Nachfolgend sind die endgültig genutzten Zeichen mit ihren Nummern dargestellt, wie sie bis 1987 verordnet worden waren.

Zeichen 480 Zusammenführung von Verkehrsströmen
Zeichen 481 Zusammenführung von Verkehrsströmen
Zeichen 482 Zusammenführung von Verkehrsströmen
Zeichen 483 Zusammenführung von Verkehrsströmen
Zeichen 484 Zusammenführung von Verkehrsströmen
Zeichen 485 Zusammenführung von Verkehrsströmen

#### August

Bisher: Zusatzschild 857 Rollstuhlfahrer (Sinnbild) (750 × 350 mm)
Neu: Zusatzschild 857 Rollstuhlfahrersymbol (420 × 231 mm)

Zusatzschild 861 Schulbus (Angabe der tageszeitlichen Benutzung), Verwendung in Zusammenhang mit Zeichen 224a (750 × 412 mm)
Zusatzschild 862 Rollstuhlfahrer (Sinnbild) (Pfeil linksweisend) (750 × 750 mm)
Zusatzschild 865 (Rollstuhlfahrersymbol) mit Parkausweis Nr. … frei (420 × 231 mm)
Zusatzschild 866 (Rollstuhlfahrersymbol) mit Parkausweis Nr. … (420 × 231 mm)
Zusatzschild 867 Anwohner mit Parkausweis Nr. … frei (600 × 330 mm)
Zusatzschild 868 Anwohner mit Parkausweis Nr. xxx (420 × 231 mm)
Zusatzschild 870 nur mit Parkschein Ab Juli 1980 wurden die ersten Parkscheinautomaten aufgestellt. (420 × 231 mm)
Zusatzschild 871 gebührenpflichtig (420 × 231 mm)
Zusatzschild 875 nur für Sattelkraftfahrzeuge (Sinnbild) (500 × 350 mm)
Zusatzschild 876 nur für Sattelkraftfahrzeuge und Züge (Sinnbilder) (420 × 370 mm)
Zusatzschild 876 nur für Sattelkraftfahrzeuge und Züge (Sinnbilder) (600 × 530 mm)

Bisher: Zeichen 299 Grenzmarkierung für Parkverbote
Neu: Zeichen 299 Grenzmarkierung für Parkverbote
Bisher: Zeichen 224 Straßenbahn-Haltestelle
Neu: Zeichen 224 Straßenbahnen oder Linienbusse
Bisher: Zeichen 226 Kraftfahrlinien
Neu: Zeichen 224 Straßenbahnen oder Linienbusse

Am 5. August 1976 wurde eine Änderung der StVO verordnet, um Zeichen 270 einzufügen. Das Zeichen blieb bis zur Einführung der ersten Umweltzonen – Zeichen 270-1 – am 1. Januar 2008 gültig.

Zeichen 270 Verkehrsverbot bei Smog

### 1977
Das Zusatzschild „keine Mofas“ wurde am 22. Juli 1977 bekanntgegeben und im Verkehrsblatt, Heft 15, veröffentlicht.

Zusatzschild 860 keine Mofas (300 × 250 mm)

### 1978
Im November 1973 war ein Zusatzschild mit dem Text „im Seitenstreifen“ verordnet worden. Dieser Text wurde nun durch die neue Formulierung „auf dem Seitenstreifen“ ersetzt.

Bisher: Zusatzschild 854 im Seitenstreifen
Neu: Zusatzschild 854 auf dem Seitenstreifen

#### Mai

Bild 1 Andreaskreuz
Bild 2 Lichtzeichen
Bild 3 Lichtzeichen mit Halbschranke oder Schranke
Bild 4 Rotes Blinklicht
Bild 5 Rotes Blinklicht mit Halbschranke

Einer Initiative des ADAC entstammte die Schilderkombination für Geschwindigkeitsregelungen an Autobahnstellen mit Aquaplaning-Gefahr, die am 11. Mai 1978 der Presse vorgestellt wurde. Sie bestand aus Zeichen 274 und einem quadratischen Zusatzschild das ein Bildsymbol für Regen und ein schleuderndes Auto zeigte. Bis dahin war ein nachweislich wesentlich schlechter erkennbares Zusatzschild mit dem Schriftzug „bei Nässe“ mit Zeichen 274 eingesetzt worden. Am 7. Juni 1978 wurde das Temposchild „bei Nässe“ durch die ADAC-Neuentwicklung ersetzt.

Zusatzschild: bei Nässe; dieses Zeichen wurde bis 1978 hergestellt und durfte bis zum 31. Dezember 1988 in dieser Form verwendet werden.[27] Es war mit Zeichen 274 zu kombinieren.[87] (500 × 250 mm)

#### September
Im September 1978 kamen neue Richtlinien für die wegweisende Beschilderung auf Bundesautobahnen (RWBA) zum Tragen, die der Bundesminister für Verkehr erlassen hatte.

Symbol 1 Erste Hilfe
Symbol 2 Pannenhilfe
Symbol 3 Fernsprecher
Symbol 4 Tankstelle
Symbol 5 Hotel oder Motel; das Symbol ist schwarz oder dunkelblau[89]
Symbol 6 Autobahngasthof
Symbol 7 Autobahnkiosk
Symbol 15 Autobahn

### 1980 (Novelle)

#### August
Mit der Verordnung zur Änderung der Straßenverkehrs-Ordnung vom 21. Juli 1980, die am 1. August 1980 in Kraft trat, wurden folgende neue und geänderte Verkehrs- und Zusatzzeichen eingeführt. Viele gehörten zu einer neuen Serie von „Verkehrszeichen über das Halten und Parken“ die Eingang in die internationalen Verkehrsbestimmungen gefunden hatten. Es wurde bestimmt, das Zeichen 224 (Straßenbahn-Haltestelle) auf Schulbushaltestellen auszuweiten. Dies hatte mit dem Zusatzschild 861 „Schulbus (Angabe der tageszeitlichen Benutzung)“ zu geschehen.

Zeichen 224 mit Zusatzschild 861 Schulbushaltestelle
Zeichen 224 mit kommunal verordnetem Zusatzschild Schulbushaltestelle; mögliche, aber nicht dem Verkehrszeichenkatalog entsprechende Variante

Zeichen 325 und 326 waren völlig neu konzipiert. Die Darstellungen auf diesen beiden Zeichen wurden zu einer stilprägenden Grundlage für die Gestaltungsnovelle von 1992.

Zeichen 325 Beginn eines verkehrsberuhigten Bereichs
Zeichen 326 Ende eines verkehrsberuhigten Bereichs

Neben den Verkehrszeichen verordnete das Bundesverkehrsministerium auch einige weitere neue und veränderte Zusatzschilder. Das Sinnbild des Rollstuhlfahrers sollte nach einem Erlass vom 25. Januar 1979 Zugangswege für Behinderte kennzeichnen, die nicht mit denen für die Öffentlichkeit identisch waren.
- Bisher:
Zusatzschild 857
Rollstuhlfahrer (Sinnbild)
(750 × 350 mm)
- Neu:
Zusatzschild 857
Rollstuhlfahrersymbol[94]
(420 × 231 mm)

- Zusatzschild 861
Schulbus (Angabe der tageszeitlichen Benutzung),[94] Verwendung in Zusammenhang mit Zeichen 224a
(750 × 412 mm)
- Zusatzschild 862
Rollstuhlfahrer (Sinnbild) (Pfeil linksweisend)
(750 × 750 mm)
- Zusatzschild 865
(Rollstuhlfahrersymbol) mit Parkausweis Nr. … frei[94]
(420 × 231 mm)
- Zusatzschild 866
(Rollstuhlfahrersymbol) mit Parkausweis Nr. …[94]
(420 × 231 mm)
- Zusatzschild 867
Anwohner mit Parkausweis Nr. … frei[72][94]
(600 × 330 mm)
- Zusatzschild 868
Anwohner mit Parkausweis Nr. xxx[94]
(420 × 231 mm)
- Zusatzschild 870
nur mit Parkschein
Ab Juli 1980 wurden die ersten Parkscheinautomaten aufgestellt.[95]
(420 × 231 mm)
- Zusatzschild 871
gebührenpflichtig[94]
(420 × 231 mm)
- Zusatzschild 875
nur für Sattelkraftfahrzeuge (Sinnbild)[94]
(500 × 350 mm)
- Zusatzschild 876
nur für Sattelkraftfahrzeuge und Züge (Sinnbilder)[94]
(420 × 370 mm)
- Zusatzschild 876
nur für Sattelkraftfahrzeuge und Züge (Sinnbilder)[94]
(600 × 530 mm)

Am 29. Juli 1980 wurde eine gekürzte Version des Zeichens 314 verkündet und am 31. Juli 1980 veröffentlicht: Auch diese Zeichen traten am 1. August 1980 in Kraft.

Bisher: Zeichen 314 Parkplatz
Neu: Zeichen 314 Parkplatz
Neu: Zeichen 314 Parkplatz (Anfang)
Neu: Zeichen 314 Parkplatz (Ende)
Neu: Zeichen 314 Parkplatz (Mitte)

Die höhere Ausführung des Zeichens in der Größe 750 × 500 mm sollte nur noch dann zum Einsatz kommen, wenn Zusätze wie eine Entfernungsangabe oder ein Richtungspfeil unter dem „P“ vorgesehen waren.

#### November
Am 15. November 1980 kam es im Verkehrsblatt zu einer Veröffentlichung der an den Leitpfosten anzubringenden Pfeilzeichen, deren Spitze immer zur nächstgelegenen Notrufsäule weisen musste. Zusätzlich war nun neben dem Pfeil das Symbol „Fernsprecher“ anzubringen. Ein an den Leitpfosten der Autobahnen aufgemalter schwarzer Dreieckspfeil war bereits in den 1960er Jahren eingeführt.
Zeitgleich wurde 1980 ein überarbeitetes graphisches Symbol für „Fernsprecher“ eingeführt, das an den Leitpfosten sowie mit retroflektierender Folie auch an den Notrufsäulen einzusetzen war. Die bisherigen Abmessungen des Symbols an den Notrufsäulen von 215 mm × 290 mm blieben erhalten.
- Bisher:
Symbol 3
Fernsprecher
- Neu:
Symbol 3
Fernsprecher
- Bisher:
Zeichen 360d
Fernsprecher (Notruf)
- Neu:
Zeichen 360d
Fernsprecher (Notruf)

### 1981

#### Januar

Bisher: Zeichen 291 Parkscheibe
Neu: Zeichen 291 Parkscheibe
Bisher: Zusatzschild 852 Parkscheibe (Sinnbild) 2 Stunden (500 × 250 mm)
Neu: Zusatzschild 852 Parkscheibe (Sinnbild) 2 Stunden (500 × 250 mm)

Bild 1 Andreaskreuz. Der Blitzpfeil in der Mitte des Andreaskreuzes zeigt an, dass die Strecke elektrische Fahrleitung hat.
Bild 2 Lichtzeichen. Bei beengten Verhältnissen darf das Andreaskreuz neben oder über dem Lichtzeichen angebracht sein.
Bild 3 Lichtzeichen mit Halbschranke. Die Halbschranke darf auch senkrecht gestreift sein.

Bisher: Zeichen 261 Verbot für kennzeichnungspflichtige Kraftfahrzeuge mit gefährlichen Gütern
Neu: Zeichen 261 Verbot für kennzeichnungspflichtige Kraftfahrzeuge mit gefährlichen Gütern
Zeichen 421R Wegweiser für bestimmte Verkehrsarten (rechtsweisend); hier: kennzeichnungspflichtige Kraftfahrzeuge mit gefährlichen Gütern
Zeichen 421L Wegweiser für bestimmte Verkehrsarten (linksweisend); hier: kennzeichnungspflichtige Kraftfahrzeuge mit gefährlichen Gütern
Zeichen 438 Vorwegweiser mit Zeichen 261
Zeichen 442 Vorwegweiser für bestimmte Verkehrsarten (linksweisend); hier: kennzeichnungspflichtige Kraftfahrzeuge mit gefährlichen Gütern
Zeichen 442 Vorwegweiser für bestimmte Verkehrsarten (geradeausweisend); hier: kennzeichnungspflichtige Kraftfahrzeuge mit gefährlichen Gütern
Zeichen 442 Vorwegweiser für bestimmte Verkehrsarten (rechtsweisend); hier: kennzeichnungspflichtige Kraftfahrzeuge mit gefährlichen Gütern
Zeichen 459 Planskizze mit Zeichen 261 (Umfahrung rechts)
Zeichen 459 Planskizze mit Zeichen 261 (Umfahrung links)

Bild 23 Möglichkeit des Rechtsabbiegens bei „Rot“, Bild aus der 1978 eingeführten DDR-StVO

Zur besseren Erkennbarkeit der als zu dünn betrachteten Streifen des 1971 eingeführten Zeichens 307 wurde am 29. November 1973 durch das Bundesverkehrsministerium veranlasst, diese durch dickere Striche zu ersetzen. Doch erst am 25. Oktober 1979 wurde die Änderung beschlossen. Es galt eine Übergangsfrist bis zum 31. Dezember 1980. Ab 1. Januar 1981 war das neue Zeichen gültig und ab 1. Januar 1989 mussten alle Zeichen 307 StVO der neuen Form entsprechen.

Bisher: Zeichen 307 Ende der Vorfahrtstraße
Neu: Zeichen 307 Ende der Vorfahrtstraße

#### November
Am 23. April 1980 wurde die Einführung der überarbeiteten DIN-Schrift 1451 im Verkehrsblatt verkündet und am 24. November 1981 veröffentlicht. Eine weitere Veröffentlichung im Verkehrsblatt erfolgte am 21. Juli 1982.
- Bisher:
Zeichen 332
Ausfahrt von der Autobahn
- Neu:
Zeichen 332
Ausfahrt von der Autobahn
- Bisher:
Zeichen 333
Ausfahrt von der Autobahn (Pfeilschild)
- Neu:
Zeichen 333
Ausfahrt von der Autobahn (Pfeilschild)
- Bisher:
Zeichen 452
Ankündigungsbake (einstreifig)
- Neu:
Zeichen 452
Ankündigungsbake (einstreifig)

### 1982

#### Januar
Wie die überarbeitete DIN-Schrift 1451 wurde am 24. November 1981 auch eine veränderte, eurogenormte Parkscheibe mit 24-Stunden-Anzeige vorgestellt. Ihr Muster wurde am 1. Januar 1982 gültig. Mit Einführung der neuen Parkscheibe mussten auch einige Zusatzschilder leicht angepasst werden.
- Bisher:
Zeichen 291
Parkscheibe
- Neu:
Zeichen 291
Parkscheibe
- Bisher:
Zusatzschild 852
Parkscheibe (Sinnbild) 2 Stunden
(500 × 250 mm)
- Neu:
Zusatzschild 852
Parkscheibe (Sinnbild) 2 Stunden
(500 × 250 mm)

#### Juli
Am 16. Juli 1982 wurden die „Richtlinie für die wegweisende Beschilderung auf Bundesautobahnen, Ausgabe 82“ verkündet und trat am selben Tag in Kraft. Die Veröffentlichung geschah jedoch erst am 14. August 1982. Hierzu wurde auch ein neues graphisches Symbol für „Tankstelle“ eingeführt.
- Bisher:
Symbol 4
Tankstelle
- Neu:
Symbol 4
Tankstelle
- Bisher:
Zeichen 361
Tankstelle
- Neu:
Zeichen 361
Tankstelle

### 1983 (Novelle)

#### August
In der Sechsten Verordnung zur Änderung der Straßenverkehrs-Ordnung wurde festgelegt, dem Zeichen 226 „Kraftfahrlinien“ vom 1. August 1983 bis zum 31. Dezember 1993 die Bedeutung des Zeichens 224 zu geben. Ab dem 1. Januar 1994 verlor dann die bis dahin gültige Kennzeichnung von Bushaltestellen ihre Rechtswirkung. Dem bisherigen Zeichen 224 wurde nun die Bezeichnung Straßenbahnen oder Linienbusse gegeben; Zeichen 226 entfiel.
- Bisher:
Zeichen 299
Grenzmarkierung für Parkverbote
- Neu:
Zeichen 299
Grenzmarkierung für Parkverbote
- Bisher:
Zeichen 224
Straßenbahn-Haltestelle
- Neu:
Zeichen 224
Straßenbahnen oder Linienbusse
- Bisher:
Zeichen 226
Kraftfahrlinien
- Neu:
Zeichen 224
Straßenbahnen oder Linienbusse

#### September
Am 15. September 1983 wurden überarbeitete graphische Symbole für die wegweisende Beschilderung auf Bundesautobahnen im Verkehrsblatt vorgestellt und am 15. Oktober 1983 veröffentlicht.
- Bisher:
Symbol 5
Hotel oder Motel
- Neu:
Symbol 5
Hotel oder Motel
- Bisher:
Symbol 6
Autobahngasthof
- Neu:
Symbol 6
Autobahngasthof
- Bisher:
Symbol 7
Autobahnkiosk
- Neu:
Symbol 7
Autobahnkiosk

### 1984

#### Oktober

Bisher: Zeichen 274 Zulässige Höchstgeschwindigkeit
Neu: Zeichen 274 Zulässige Höchstgeschwindigkeit
Bisher: Zeichen 278 Ende der zulässigen Höchstgeschwindigkeit
Neu: Zeichen 278 Ende der zulässigen Höchstgeschwindigkeit
Bisher: Zeichen 440 Vorwegweiser zur Autobahn
Neu: Zeichen 440 Vorwegweiser zur Autobahn
Bisher: Zeichen 380 Richtgeschwindigkeit
Neu: Zeichen 380 Richtgeschwindigkeit
Bisher: Zeichen 600 Absperrschranke
Neu: Zeichen 600 Absperrschranke
Bisher: Zeichen 610 Leitkegel
Neu: Zeichen 610 Leitkegel
Bisher: Zeichen 625 Richtungstafel in Kurven
Neu: Zeichen 625 Richtungstafel in Kurven
Zusatzschild bei Nässe

Zeichen 297 A Vorankündigungspfeil
Zeichen 381 Ende der Richtgeschwindigkeit
Zeichen 455 Numerierte Umleitung
Zeichen 455 Numerierte Umleitung
Zeichen 455 Numerierte Umleitung
Zeichen 455 Numerierte Umleitung
Zeichen 455 Numerierte Umleitung
Zeichen 455 Numerierte Umleitung
Zeichen 455 Numerierte Umleitung
Zeichen 455 Ende der numerierten Umleitung
Zeichen 467 Umlenkungs-Pfeil
Zeichen 615 Fahrbare Absperrtafel
Zeichen 616 Fahrbare Absperrtafel mit Blinkpfeil
Zeichen 630 Park-Warntafel

Am 22. September 1984 wurde Symbol 22, „Tankstelle auch mit bleifreiem Benzin“ im Verkehrsblatt verkündet und am 15. Oktober 1984 veröffentlicht.

Symbol 22 Tankstelle auch mit bleifreiem Benzin

### 1985

#### Januar
Zeichen 361 A wurde ebenfalls am 22. September 1984 im Verkehrsblatt erstmals verkündet, am 15. Oktober 1984 veröffentlicht und ab 1985 verbindlich an den Autobahntankstellen aufgestellt.

Zeichen 361 A Tankstelle auch mit bleifreiem Benzin
Vorankündigung einer Autobahnraststätte in Kombination mit dem Zusatzschild Hinweis auf die nächste Tankstelle auch mit bleifreiem Benzin.

#### Februar
Mit der Zonengeschwindigkeits-Verordnung vom 19. Februar 1985 wurden zwei Verkehrszeichen (Anfang/Ende) für geschlossene Wohngebiete eingeführt. Deren Aufstellung war ursprünglich bis zum 31. Dezember 1989 befristet. Durch die Zehnte Verordnung zur Änderung der Straßenverkehrs-Ordnung vom 9. November 1989 erhielten die beiden Zeichen ihre Nummern und wurden der StVO beigefügt.
- Zeichen 274.1
Beginn der Zone mit zulässiger Höchstgeschwindigkeit[118]
- Zeichen 274.2
Ende der Zone mit zulässiger Höchstgeschwindigkeit[118]

### 1987
Bis 1987 hinzugefügte Zusatzschilder. Wie dem Verkehrsblatt im Jahr 1988 zu entnehmen war, wurde die StVO u. a. mit folgendem Zusatz versehen: Zeichen 138 „mit dem Zusatzschild ‚Zwei gegengerichtete Pfeile‘ warnt vor Radwegen mit Radfahrverkehr in beiden Richtungen“.

Zusatzschild 901 Zwei gegengerichtete waagerechte Pfeile (420 × 231 mm)
Zusatzschild 902 Zwei gegengerichtete senkrechte Pfeile (420 × 231 mm)
Zusatzschild 902 Zwei gegengerichtete senkrechte Pfeile (300 × 250 mm)

Im Jahr 1987 wurden neue Technische Lieferbedingungen für Absperrbaken (TL-Baken 87) vom Bundesminister für Verkehr veröffentlicht.

Bisher: Zeichen 605 Absperrbake
Neu: Zeichen 605 Absperrbake

### 1988

#### Januar
Am 1. Januar 1988 trat eine Neufassung der Verordnung über den Bau und Betrieb der Straßenbahnen (Straßenbahn-Bau- und Betriebsordnung) in Kraft, die auch straßenverkehrsrelevante Zeichen enthielt.
- Bild 1
Andreaskreuz.
Der Blitzpfeil in der Mitte des Andreaskreuzes zeigt an, dass die Strecke elektrische Fahrleitung hat.
- Bild 2
Lichtzeichen.
Bei beengten Verhältnissen darf das Andreaskreuz neben oder über dem Lichtzeichen angebracht sein.
- Bild 3
Lichtzeichen mit Halbschranke.
Die Halbschranke darf auch senkrecht gestreift sein.

Ebenfalls am 1. Januar 1988 wurden die am 9. Dezember 1987 vom Bundesverkehrsminister erlassenen und am 31. Dezember 1987 mit Veröffentlichung im Verkehrsblatt dokumentierten „Richtlinien für die Anordnung von verkehrsregelnden Maßnahmen für den Transport gefährlicher Güter auf Straßen“ eingeführt. Die Verordnung sah neben einem überarbeiteten Sinnbild von Zeichen 269 diverse weitere neue Schilder vor. Da im Juni 1988 nochmals ergänzend in das neue Richtlinienregelwerk eingegriffen wurde, werden das neue Zeichen 269 sowie weitere, mit dem dort enthaltenen Sinnbild vorgeschriebene Schilder, etwas weiter unten ausführlich erwähnt.
- Bisher:
Zeichen 261
Verbot für kennzeichnungspflichtige Kraftfahrzeuge mit gefährlichen Gütern
- Neu:
Zeichen 261
Verbot für kennzeichnungspflichtige Kraftfahrzeuge mit gefährlichen Gütern
- Zeichen 421R
Wegweiser für bestimmte Verkehrsarten (rechtsweisend); hier: kennzeichnungspflichtige Kraftfahrzeuge mit gefährlichen Gütern
- Zeichen 421L
Wegweiser für bestimmte Verkehrsarten (linksweisend); hier: kennzeichnungspflichtige Kraftfahrzeuge mit gefährlichen Gütern
- Zeichen 438
Vorwegweiser mit Zeichen 261
- Zeichen 442
Vorwegweiser für bestimmte Verkehrsarten (linksweisend); hier: kennzeichnungspflichtige Kraftfahrzeuge mit gefährlichen Gütern
- Zeichen 442
Vorwegweiser für bestimmte Verkehrsarten (geradeausweisend); hier: kennzeichnungspflichtige Kraftfahrzeuge mit gefährlichen Gütern
- Zeichen 442
Vorwegweiser für bestimmte Verkehrsarten (rechtsweisend); hier: kennzeichnungspflichtige Kraftfahrzeuge mit gefährlichen Gütern
- Zeichen 459
Planskizze mit Zeichen 261 (Umfahrung rechts)
- Zeichen 459
Planskizze mit Zeichen 261 (Umfahrung links)

#### April

Zeichen 393 a Informationstafel an Grenzübergangsstellen (an Autobahnen und Straßen mit hoher Verkehrsbedeutung)
Zeichen 393 b Informationstafel an Grenzübergangsstellen (an sonstigen Straßen außerhalb der Autobahn)

Im Rahmen der Neunten Verordnung zur Änderung der Straßenverkehrs-Ordnung werden die bisherigen Abbildungen von Zeichen 449 und Zeichen 453 durch folgende Abbildungen ersetzt.

Bisher: Zeichen 449 Vorwegweiser auf Autobahnen
Neu: Zeichen 449 Vorwegweiser auf Autobahnen[26]
Bisher: Zeichen 453 Entfernungstafel
Neu: Zeichen 453 Entfernungstafel

Bereits am 21. Mai 1981 wurde Zeichen 393 nach einer CEMT-Empfehlung zur Aufstellung bekanntgegeben und darauf verwiesen, das Zeichen bei einer künftigen StVO-Änderung in die Straßenverkehrs-Ordnung aufzunehmen. Die Zeichen wurden im Verkehrsblatt 1981 veröffentlicht und mit der Neunten Verordnung zur Änderung der Straßenverkehrs-Ordnung 1988 rechtsgültig.
- Zeichen 393 a
Informationstafel an Grenzübergangsstellen
(an Autobahnen und Straßen mit hoher Verkehrsbedeutung)
- Zeichen 393 b
Informationstafel an Grenzübergangsstellen
(an sonstigen Straßen außerhalb der Autobahn)

#### Juni
Vom 13. Juni 1988 zeichnet eine Verordnung des Bundesverkehrsminister im Verkehrsblatt, in der er einvernehmlich mit den für die Straßenverkehrs-Ordnung und die Verkehrspolizei zuständigen obersten Landesbehörden ein neues Zusatzschild bekanntgab, das ergänzend zu den am 9. Dezember 1987 erlassenen und am 31. Dezember 1987 veröffentlichten „Richtlinien für die Anordnung von verkehrsregelnden Maßnahmen für den Transport gefährlicher Güter auf Straßen“ eingeführt wurde.
- Zusatzschild 724
Nur kennzeichnungspflichtige Kraftfahrzeuge mit gefährlichen Gütern

Am 14. Juni 1988 verordnete der Bundesverkehrsminister im Verkehrsblatt, Heft 13, die beiden Schilder, Zeichen 269 und Zeichen 354, mit graphisch überarbeiteten Sinnbildern. Die bisher aufgestellten Schilder sollten „bis zu ihrer Abgängigkeit“ ihre Gültigkeit behalten. Außerdem wurde bestimmt, dass das Sinnbild aus Zeichen 269 auch in die Schilder Zeichen 421 und 442 einzubauen sei. Die mit diesem Erlass nun konkret eingeführten Zeichen waren teilweise bereits mit dem am 31. Dezember 1987 erschienenen Verkehrsblatt vorgestellt worden.

Bisher: Zeichen 269 Verbot für Fahrzeuge mit einer Ladung von mehr als 3000 l wasser-gefährdender Stoffe
Neu: Zeichen 269 Verbot für Fahrzeuge mit wassergefährdender Ladung
Bisher: Zeichen 354 Wasserschutzgebiet
Neu: Zeichen 354 Wasserschutzgebiet
Zeichen 421L Wegweiser für bestimmte Verkehrsarten (linksweisend); hier: Fahrzeuge mit wassergefährdender Ladung
Zeichen 421R Wegweiser für bestimmte Verkehrsarten (rechtsweisend); hier: Fahrzeuge mit wassergefährdender Ladung
Zeichen 442 Vorwegweiser für bestimmte Verkehrsarten (linksweisend); hier: Fahrzeuge mit wassergefährdender Ladung
Zeichen 442 Vorwegweiser für bestimmte Verkehrsarten (geradeausweisend); hier: Fahrzeuge mit wassergefährdender Ladung
Zeichen 442 Vorwegweiser für bestimmte Verkehrsarten (rechtsweisend); hier: Fahrzeuge mit wassergefährdender Ladung

Mit Veröffentlichung vom 30. Juni 1988 gab der Bundesverkehrsminister am 7. Juni 1988 im Verkehrsblatt bekannt, dass es in der Bundesrepublik Deutschland nur noch Campingplätze gäbe, „die sowohl Gäste mit Zelt als auch Gäste mit Wohnwagen oder Wohnmobilen aufnehmen. Zur Beschilderung dieser Campingplätze ist das Zeichen 366 (Zelt- und Wohnwagenplatz) vorhanden. Im Einvernehmen mit den zuständigen obersten Landesbehörden werden die Zeichen 364 (Zeltplatz) und 365 (Wohnwagenplatz) daher aufgehoben.“
- Aufgehoben:
Zeichen 364
Zeltplatz
- Aufgehoben:
Zeichen 365
Wohnwagenplatz

#### Juli
1984 wurde mit dem Hinweis auf Burg Teck erstmals eine touristische Unterrichtungstafel an einer Autobahn aufgestellt. Nach der Errichtung weiterer Tafeln erfolgte über eine Veröffentlichung im Verkehrsblatt am 15. Juli 1988 die offizielle Einführung dieser Schilder. Sie durften ausschließlich an Autobahnen „maximal alle 20 Kilometer“ erscheinen und keinerlei Wegweiser beinhalten.

Touristische Unterrichtungstafel an Autobahnen

Am gleichen Tag wurden ebenfalls im Verkehrsblatt zwei weitere neue Verkehrszeichen veröffentlicht:

Zeichen 113 Glättegefahr
Zeichen 124 Stau

#### Oktober
Mit der am 1. Oktober 1988 rechtsgültig gewordenen Neunten Verordnung zur Änderung der Straßenverkehrs-Ordnung vom 22. März 1988, die im Bundesgesetzblatt, Teil 1, Nr. 12, veröffentlicht wurde, sind etliche Verkehrszeichen neu eingeführt worden, andere erfuhren eine Aktualisierung. So wurde etwa der Zusatz „km“ im Zeichen 274 gestrichen, da häufig kritisiert wurde, dass „km“ eine Entfernungsangabe und keine Geschwindigkeitangabe sei. Mit dem Vorankündigungspfeil hingegen wurde ein Zeichen, welches bereits 1980 in den Richtlinien für die Markierung von Straßen enthalten war, nun auch in der StVO verankert.
Neue Benummerung und Verkehrszeichen

Bisher: Zeichen 242 Getrennter Rad- und Fußweg
Neu: Zeichen 242 Beginn eines Fußgängerbereichs
Bisher: Zeichen 243 Getrennter Fuß- und Radweg
Neu: Zeichen 243 Ende eines Fußgängerbereichs
Bisher: Zeichen 385 Unterrichtungstafel
Neu: Zeichen 385 Ortshinweistafel
Bisher: Zeichen 385 B Touristischer Hinweis
Neu: Zeichen 386 Touristischer Hinweis

Neu gestaltete Verkehrszeichen
- Bisher:
Zeichen 274
Zulässige Höchstgeschwindigkeit
- Neu:
Zeichen 274
Zulässige Höchstgeschwindigkeit
- Bisher:
Zeichen 278
Ende der zulässigen Höchstgeschwindigkeit
- Neu:
Zeichen 278
Ende der zulässigen Höchstgeschwindigkeit
- Bisher:
Zeichen 440
Vorwegweiser zur Autobahn
- Neu:
Zeichen 440
Vorwegweiser zur Autobahn
- Bisher:
Zeichen 380
Richtgeschwindigkeit
- Neu:
Zeichen 380
Richtgeschwindigkeit
- Bisher:
Zeichen 600
Absperrschranke
- Neu:
Zeichen 600
Absperrschranke
- Bisher:
Zeichen 610
Leitkegel
- Neu:
Zeichen 610
Leitkegel
- Bisher:
Zeichen 625
Richtungstafel in Kurven
- Neu:
Zeichen 625
Richtungstafel in Kurven
- Zusatzschild
bei Nässe

Neue Verkehrszeichen
- Zeichen 297 A
Vorankündigungspfeil
- Zeichen 381
Ende der Richtgeschwindigkeit
- Zeichen 455
Numerierte Umleitung
- Zeichen 455
Numerierte Umleitung
- Zeichen 455
Numerierte Umleitung
- Zeichen 455
Numerierte Umleitung
- Zeichen 455
Numerierte Umleitung
- Zeichen 455
Numerierte Umleitung
- Zeichen 455
Numerierte Umleitung
- Zeichen 455
Ende der numerierten Umleitung
- Zeichen 467
Umlenkungs-Pfeil
- Zeichen 615
Fahrbare Absperrtafel
- Zeichen 616
Fahrbare Absperrtafel mit Blinkpfeil
- Zeichen 630
Park-Warntafel

### 1990

Zeichen 406 Knotenpunkte der Autobahnen (Autobahnausfahrten, Autobahnkreuze und Autobahndreieck)

Symbol Autobahnausfahrt
Symbol Autobahnkreuz oder Autobahndreieck

Am 1. Januar 1990 trat die Zehnte Verordnung zur Änderung der Straßenverkehrs-Ordnung in Kraft. Die seit 1985 versuchsweise angeordneten Zonenzeichen 274 wurden dabei bestätigt und weitere Zeichen und Sinnbilder eingeführt oder überarbeitet.
Neu gestaltete Verkehrszeichen

Bisher: Zeichen 290 Zonenhalteverbot für einen Stadtbezirk
Neu: Zeichen 290 Eingeschränktes Halteverbot für eine Zone[137]
Bisher: Zeichen 292 Ende des Zonenhaltverbotes
Neu: Zeichen 292 Ende eines eingeschränkten Haltverbotes für eine Zone[137]
Bisher: Zeichen 448 Ankündigungstafel
Neu: Zeichen 448 Ankündigungstafel[138]

Neues Verkehrszeichen
- Zeichen 406
Knotenpunkte der Autobahnen (Autobahnausfahrten, Autobahnkreuze und Autobahndreieck)[137]

Neue Symbole
- Symbol Autobahnausfahrt[139]
- Symbol Autobahnkreuz oder Autobahndreieck[139]

### 1991

#### Januar
Mit der 3. Ausnahmeverordnung zur StVO vom 11. Dezember 1990 wurde die Weiterverwendung des aus der DDR-StVO stammenden grünen Pfeilschildes (Grünpfeil) ab dem 1. Januar 1991 bis zum 31. Dezember 1991 gestattet.
- Bild 23
Möglichkeit des Rechtsabbiegens bei „Rot“,
Bild aus der 1978 eingeführten DDR-StVO

#### Mai
Die Dritten Verordnung zur Änderung der Eisenbahn-Bau- und Betriebsordnung (BO) vom 8. Mai 1991, die einen Tag nach der Verkündung, am 17. Mai 1991, in Kraft trat, regelte die Beschilderung unmittelbar an den Bahnanlagen. Nach dieser Verordnung sollten bisher errichtete Blinklichtanlagen zwar bestehen bleiben, aber nicht mehr neu angeordnet werden. Zukünftig sollten die 1967 eingeführten Lichtzeichen die älteren Blinkzeichenanlagen ersetzen.
- Bild 1
Andreaskreuz
- Bild 2
Lichtzeichen
- Bild 3
Lichtzeichen mit Halbschranke oder Schranke
- Bild 4
Rotes Blinklicht
- Bild 5
Rotes Blinklicht mit Halbschranke

### 1992
Noch bevor die umfassende StVO-Gestaltungsnovelle vom 19. März 1992 in Kraft trat, wurde am 20. Dezember 1991 die Verordnung über die vorübergehende Weiterverwendung des grünen Pfeilschildes an Lichtzeichenanlagen erlassen. Am 1. Januar 1992 trat diese Verordnung in Kraft und sollte am 31. Dezember 1996 außer Kraft gesetzt werden. Die Verordnung für den 1978 in der Deutschen Demokratischen Republik (DDR) eingeführten Grünpfeil galt jedoch nur für die ehemaligen Länder der DDR und galt für alle Pfeilschilder, die vor dem 1. Juli 1991 angebracht worden waren.

Bild 23 Möglichkeit des Rechtsabbiegens bei „Rot“

## Weitere Zeichenanordnungen

### Beispiele der damaligen Autobahnbeschilderung

#### Tafeln an Autobahn-Schilderbrücken

Vorwegweiser an einer Abzweigung, 1973. Ab 1974 wurden Zeichen dieser Art in dieser Form nicht mehr hergestellt, da es nun Autobahnnummern gab, denen laut Anordnung der Vorzug auf den Tafeln gegeben werden sollte.
Vorwegweiser aus der Zeit vor 1980 mit nachträglich überklebten Autobahnnummern, wie er noch 2006 aufgestellt war.[145]
Vorwegweiser an einer Schilderbrücke aus der Zeit vor 1980 mit Autobahnnummern
Ankündigung unmittelbar an einer Abzweigung, 1988
Zeichen 453 Autobahn-Entfernungstafel[146]

#### Vorankündigung von Autobahnraststätten

Vorankündigung einer Autobahnraststätte aus der Zeit vor der DIN-Schrift-Reform vom November 1981.

### Lokal angeordnete Zeichen

Zeichen 438 in einer ungewöhnlichen Kombination aus Stilelementen der StVO von 1956 und dem bereits in der 2. Hälfte der 1960er Jahre veröffentlichten Vorentwurf zur StVO von 1970.
Zeichen 438: Frühe Vorwegweiser wie dieser aus dem Jahr 1974 orientierten sich teilweise noch an den Vorwegweiser-Bildern der StVO von 1956 (hier an Bild 47). Dies war bis 1976 ausdrücklich möglich.

Lokal angeordnete Zeichenkombination bei Gefahrenlage.

Fußgänger

Lokal angeordnete Zeichenkombinationen, bei denen laut Vorgaben der Straßenverkehrs-Ordnung einige Sinnbilder mit Zusatzzeichen hätten angegeben werden müssen.

Verbot für Kraftfahrzeuge mit einem zulässigen Gesamtgewicht über 2,8 t sowie für Zugmaschinen und Kraftomnibusse, ausgenommen Pkw
Verbot für Kraftfahrzeuge mit einem zulässigen Gesamtgewicht über 2,8 t und Zugmaschinen sowie für Kraftfahrzeuge mit Anhänger
Verbot für Gespannfuhrwerke und Kraftfahrzeuge und Züge, die nicht schneller als 25 km/h fahren können oder dürfen
Verbot für Radfahrer, Kleinkrafträder und Fahrräder mit Hilfsmotor
Verbot für Kraftfahrzeuge mit explosionsgefährlichen oder leichtentzündlichen Stoffen
Zeichen Parkplatz: Personenkraftwagen links
Vorwegweiser für Gespannfuhrwerke und Kraftfahrzeuge und Züge, die nicht schneller als 25 km/h fahren können (geradeaus)

Lokal angeordnete Zeichen mit Stilelementen aus der Vorgänger-StVO:
- Zeichen 438 in einer ungewöhnlichen Kombination aus Stilelementen der StVO von 1956 und dem bereits in der 2. Hälfte der 1960er Jahre veröffentlichten Vorentwurf zur StVO von 1970.
- Zeichen 438: Frühe Vorwegweiser wie dieser aus dem Jahr 1974 orientierten sich teilweise noch an den Vorwegweiser-Bildern der StVO von 1956 (hier an Bild 47). Dies war bis 1976 ausdrücklich möglich.[35]

Lokal angeordnete Zeichenkombinationen ohne Vorbilder in der Straßenverkehrs-Ordnung:

Verbot für militärische Kettenfahrzeuge
Vorwegweiser: Fahrbahnseitenwechsel für Radfahrer

#### Nummernlose, lokal angeordnete Zusatzschilder (Auswahl)

Parkscheibe (Sinnbild) 2 Stunden werktags 7 - 19 h (500 × 350 mm)
Parkscheibe (Sinnbild) 2 Stunden werktags 9 - 18 h, Sa 9 - 13 h (500 × 350 mm)
Senkrecht parken (500 × 350 mm)
Vorsicht Rettungsfahrzeuge im Einsatz (420 × 231 mm)
Bitte Motor abstellen (500 × 250 mm)
Personenkraftwagen und Kraftomnibus (300 × 250 mm)
Linienverkehr und Radfahrer frei (500 × 350 mm)
Linienverkehr und Radfahrer (Sinnbild) frei
Nur Kraftfahrzeuge mit einem zulässigen Gesamtgewicht über 2,8 t und Zugmaschinen, ausgenommen Personenkraftwagen und Kraftomnibusse, Kraftomnibusse und Personenkraftwagen mit Anhänger (Sinnbilder)
Rollstuhlfahrer (Sinnbild) mit Parkausweis sichtbar am Fahrzeug (420 × 231 mm)
Abschleppen bei widerrechtlichem Parken (Sinnbild) (500 × 250 mm)
Militärische Kettenfahrzeuge (Sinnbild) (500 × 250 mm)
Licht! Zu Beginn einer Unterführung oder eines Tunnels
Licht? Am Ende einer Unterführung oder eines Tunnels

## Zeichen, die nicht im Verkehrszeichenkatalog aufgeführt wurden
Folgende Zeichen wurden staatlicherseits veröffentlicht, sind in der Straßenverkehrs-Ordnung jedoch nicht enthalten gewesen.

### Veröffentlichungen des Bundesverkehrsministeriums
Die Zulassung der weißen Hinweisschilder auf Gottesdienste definierte ein Ministererlass vom 19. Juli 1960, der im Verkehrsblatt verkündet und am 31. August 1960 veröffentlicht wurde. Ein weiterer Erlass vom 6. Juni 1961 machte deutlich, dass zusätzlich unter dem Hinweisschilder ein Zusatzschild angebracht werden konnte, das den Namen der Kirche nannte oder die Anfahrt erläuterte. Die Kosten für die Aufstellung der Zeichen waren von den Gemeinden selbst zu tragen.

Zeichen am Ortseingang: Katholische Messe
Zeichen am Ortseingang: Evangelischer Gottesdienst

Spezielle Autobahnrastplatz-Hinweisschilder wurde ab 1965 aufgestellt. Sie erinnerten an die Vertreibungsgebiete der Deutschen.

Autobahnrastplatz-Hinweisschild

### Veröffentlichungen des Bundesverkehrs- und Verteidigungsministeriums
Die runden gelben und orangen Zeichen weisen auf die Tragfähigkeit von Straßenbauwerken hin. Sie zeigen die höchstzulässige Militärische Lastenklasse und sind nur für Militärfahrzeuge von Bedeutung. Die Ziffern entsprechen annähernd dem Fahrzeuggewicht in Tonnen.

Normalschild für Fahrbahnbreiten b < 5,50 m (einspuriger Verkehr)
Sonderschild für Fahrbahnbreiten b < 5,50 m (einspuriger Verkehr)
Normalschild für Fahrbahnbreiten b ≥ 5,50 m (zweispuriger Verkehr)
Sonderschild für Fahrbahnbreiten b ≥ 5,50 m (zweispuriger Verkehr), Räderfahrzeuge
Sonderschild für Fahrbahnbreiten b ≥ 5,50 m (zweispuriger Verkehr), Kettenfahrzeuge

### Veröffentlichungen des Landwirtschaftsministeriums
Das Zusatzschild 2535 mit der Formulierung Wildtollwut hatte seit dem 1. Juni 1991, dem Tag der Inkrafttretung der Tollwut-Verordnung vom 23. Mai 1991, keine amtliche Wirkung mehr, wurde aber als nichtamtliches Zusatzschild weiterhin hergestellt und vertrieben.

Tollwut! Gefährdeter Bezirk (500 × 250 mm)
Tollwut! Gefährdeter Bezirk (600 × 330 mm)
Wildtollwut! Gefährdeter Bezirk (500 × 250 mm)
Wildtollwut! Gefährdeter Bezirk (600 × 330 mm)

### Veröffentlichungen verschiedener Länder
Das an Straßen, Wegen und Plätzen mit nichtöffentlichem Verkehr vorgesehene Zeichen Wasserschutzgebiet wurde in verschiedenen Bundesländern erlassen. Beispielsweise weist im Freistaat Bayern erstmals ein Schreiben des Bayerischen Staatsministeriums des Innern (BStMI bzw. hier: IMS) vom 19.07.1967 auf die Kennzeichnung hin. In der Fassung vom 07.04.1971 wird dieses Zeichen in Anlage 2a dargestellt.

Wasserschutzgebiet